# Chiese di Napoli
(Maximilien Misson, Nouveau Voyage d’Italie)

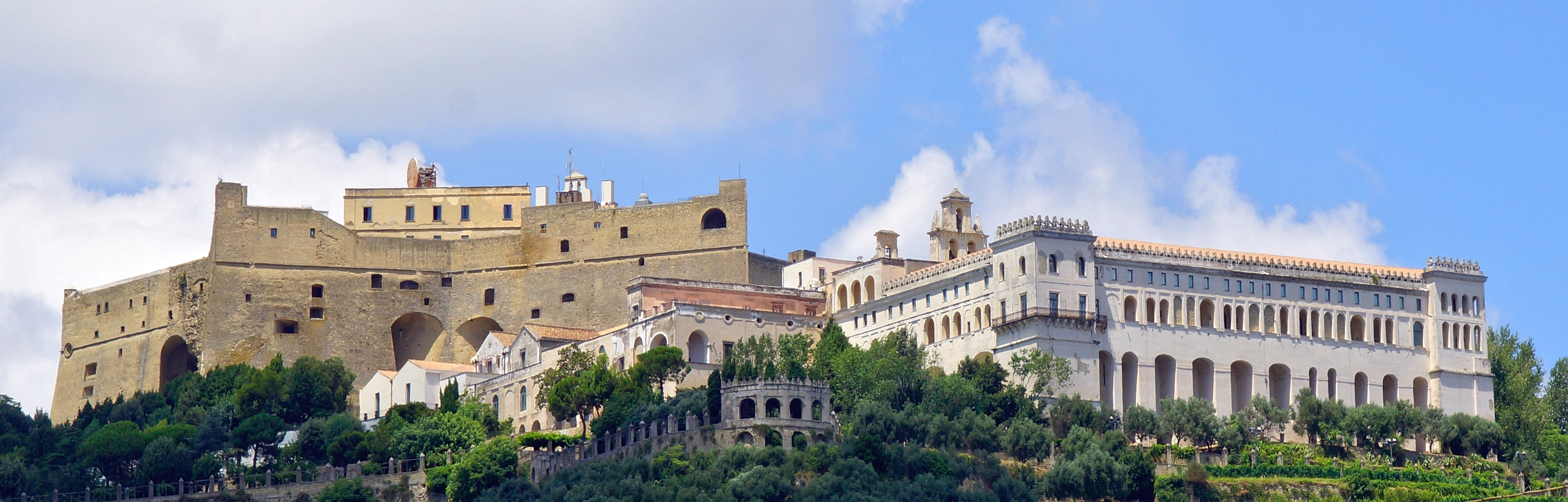
Certosa di San Martino, il maggiore complesso religioso di Napoli

Le chiese di Napoli sono circa un migliaio e costituiscono un patrimonio ricchissimo di storia artistica, architettonica, civile e spirituale, formatosi nell'arco di diciassette secoli. Napoli nel XVIII secolo era detta la città delle cinquecento cupole.

## Storia

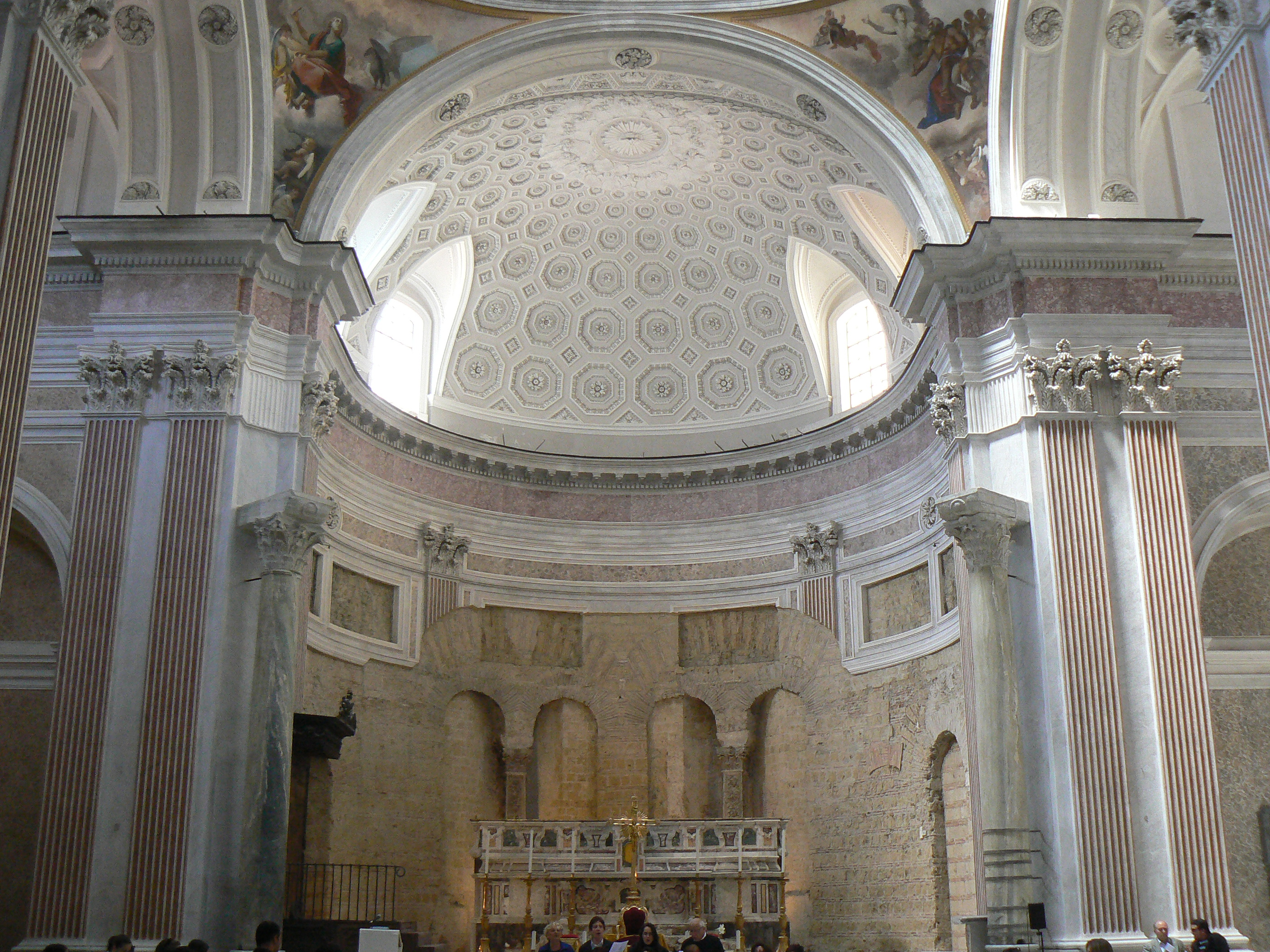
L'abside paleocristiana della basilica di San Giovanni Maggiore

Le prime chiese cristiane, a Napoli, risalgono a poco dopo l'editto di tolleranza costantiniano di Milano del 313.
In città si trovano differenti tipi di tracce paleocristiane: le più diffuse sono quelle i cui resti absidali, affreschi e quant'altro sono locati negli ipogei delle ben più recenti chiese barocche, oppure quelle in cui l'architettura paleocristiana si è fusa con le successive correnti architettoniche/artistiche (un mescolamento che ha dato vita a delle vere e proprie chiese "ibride"). Tuttavia, esempi di chiese paleocristiane pressoché integre sono riscontrabili in alcune catacombe.
Tra le più antiche chiese paleocristiane vi è la basilica di San Pietro ad Aram; l'edificio, seppur rifatto secondo altri stilemi possiede ancora marcate origini paleocristiane, come testimoniato soprattutto dai suoi grandi sotterranei che hanno conservato rigorosamente arte ed architettura paleocristiana. Molto simile al caso precedente è la chiesa di San Giorgio Maggiore che possiede al suo interno, un raro esempio di abside antica completa. Infine vi è la basilica di San Giovanni Maggiore che conserva nell'abside i resti di un preesistente tempio pagano e che già a partire dal VI secolo, fu assieme a quella di San Giorgio Maggiore una dei maggiori luoghi di culto della città.

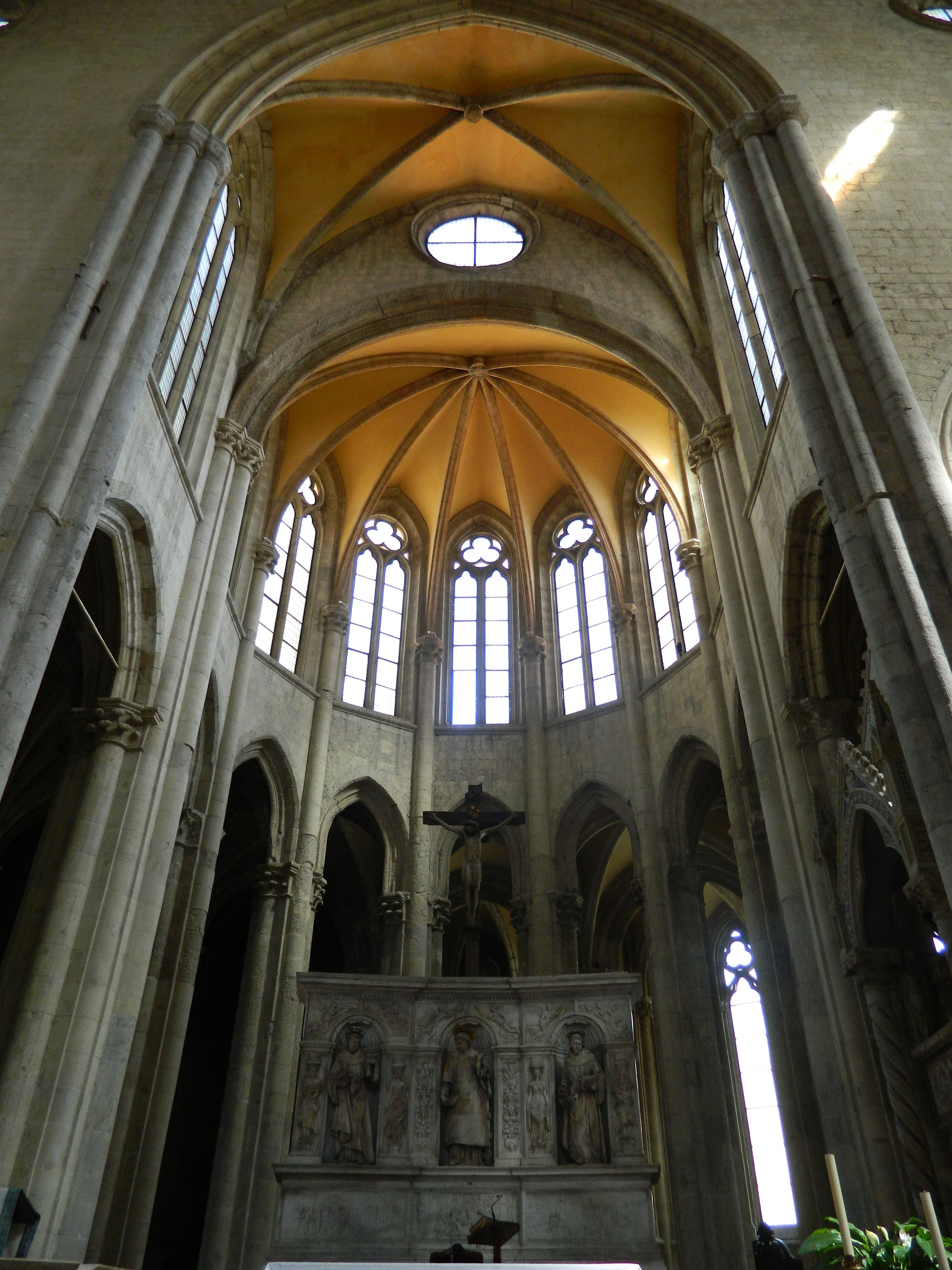
Abside con deambulatorio in gotico francese della basilica di San Lorenzo Maggiore

Pochi frammenti sono rimasti delle chiese altomedievali e romaniche. Per quanto riguarda le chiese gotiche, ricordiamo la basilica di Santa Chiara che con il suo semplice interno tipicamente francescano e la sua navata lunga ben 130 metri (compreso il Coro), alta 46 e larga circa 20, costituisce la maggiore opera gotica cittadina: al suo interno vi sono vari monumenti sepolcrali di varie dinastie o famiglie nobiliari dell'epoca, oltre ad altri riferimenti artistici e/o architettonici. Altro punto di riferimento è la basilica di San Domenico Maggiore eretta secondo i classici canoni del gotico; venne rimaneggiata nel Rinascimento e durante il periodo barocco. Altro esempio gotico è San Pietro a Majella, la cui struttura ha conservato l'aspetto spoglio originario, ad eccezione del soffitto barocco. La basilica di San Lorenzo Maggiore rappresenta invece una pregevole mescolanza in stile gotico francese con quello francescano; anch'essa subì poi dei ritocchi barocchi.
Il Rinascimento si impose grazie alla presenza di Alfonso d'Aragona, che trasformò Napoli in una delle principali città rinascimentali del tempo. In realtà i legami artistici e culturali con Firenze avevano già prodotto un parziale mutamento nel contesto architettonico della città; lo dimostra soprattutto la chiesa del Gesù Nuovo che con la sua classica facciata a punta di diamante, rispecchia i primi esempi e/o elementi rinascimentali della città. Altro esempio rilevante di questo periodo è Sant'Anna dei Lombardi che attraverso le sue grandi cappelle a pianta centrale fa intuire chiaramente come sia stata influenzata dalle analoghe costruzioni fiorentine. Con l'avvento del manierismo, infine, il Rinascimento a Napoli fu in piena caduta ma ciò nonostante, l'ultimo cinquantennio produsse la notevole chiesa rinascimentale di Santa Maria la Nova.

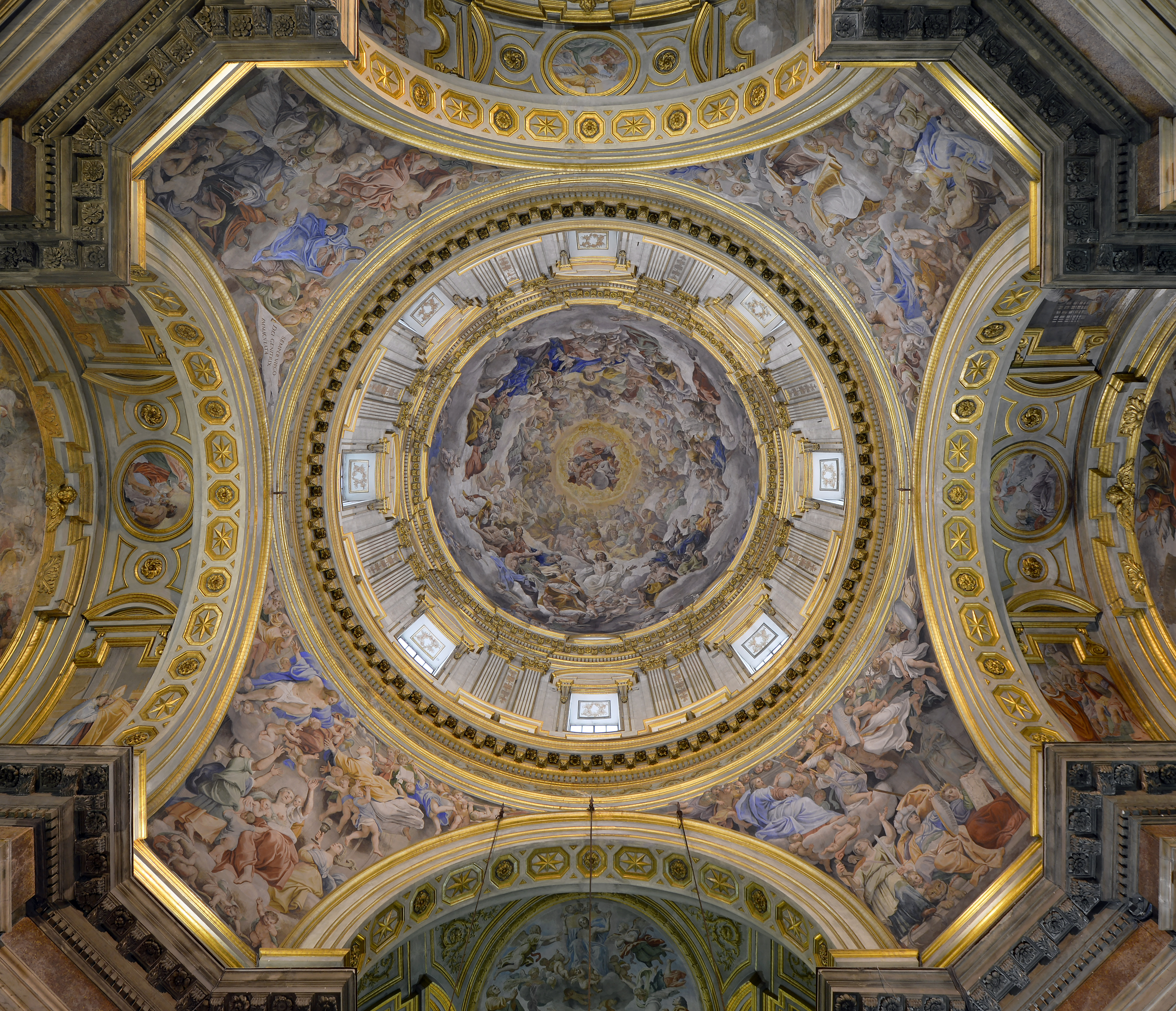
La cupola del Domenichino e di Lanfranco della Reale cappella del Tesoro di san Gennaro

Le chiese monumentali di Napoli si presentano per lo più sotto una veste barocca. La loro pittura, soprattutto quella del XVII secolo, è stata influenzata direttamente o indirettamente da Caravaggio; dal 1610 e nei decenni avvenire a Napoli si costruirono numerose chiese barocche, spesso ornate con ricche decorazioni marmoree o a stucco (confrontabili con gli interni berniniani). Ma i risultati più notevoli si ebbero tuttavia nel XVIII secolo, con Ferdinando Sanfelice. La certosa di San Martino, tra i maggiori complessi monumentali e religiosi di Napoli, costituisce in assoluto uno dei maggiori esempi di questa corrente. Un altro importante esempio barocco della città e non, è la reale cappella del Tesoro di san Gennaro della cattedrale di Napoli: uno dei gioielli universali dell'arte, ricca di marmi, affreschi, dipinti e altre opere d'arte dei migliori artisti dell'epoca è sicuramente uno dei monumenti più importanti del barocco napoletano seicentesco, per l'insieme di decorazioni che videro la partecipazione di artisti di eccezionale levatura ed essenzialmente di scuola emiliana (per quanto riguarda la pittura) e napoletana (per sculture, decorazioni ed architettura).
Tra le più "recenti" chiese monumentali della città vi sono quelle partorite dal neoclassicismo; esse possono dividersi in due categorie distinte, ovvero: nella prima appartengono le chiese che sono ancora vicine al tardo barocco, conservando ancora un'impronta tipica di quest'ultimo periodo, mentre nella seconda tipologia appartengono le chiese caratterizzate da interni e/o da facciate severe, che preludono al neoclassico puro. Il maggior esempio di questo periodo, nonché la più importante chiesa neoclassica italiana, è la basilica di San Francesco di Paola realizzata da Pietro Bianchi, il quale mostrò nella realizzazione della nuova chiesa grandi qualità ingegneristiche, attestate dalla solidità dell'opera e dall'intelligenza delle soluzioni tecniche.

## Edifici di culto nel centro storico
Le seguenti architetture religiose (la certosa, le basiliche e le chiese "maggiori") sono tutte situate nel centro storico ad eccezione della basilica di Santa Maria della Neve di Ponticelli e della chiesa di San Giuseppe Maggiore dei Falegnami (Poggioreale).
Così come altre chiese della città, anche molte basiliche e chiese maggiori rappresentano il cuore di un ben più vasto disegno monumentale.
In particolare, sono descritti anche dei complessi religiosi privi di chiese o cappelle: sia quelli che meritano una descrizione specifica poiché, pur rappresentando interessanti strutture monumentali, risultano poco conosciuti; sia quelli propriamente "orfani" di luoghi di preghiera, ma, che ad ogni modo, rappresentano anch'essi importanti testimonianze del costruito storico-religioso di Napoli. Inoltre, costituiscono una voce a sé, anche quelle strutture religiose che hanno spiccate differenze storiche, dalle chiese ivi annesse.

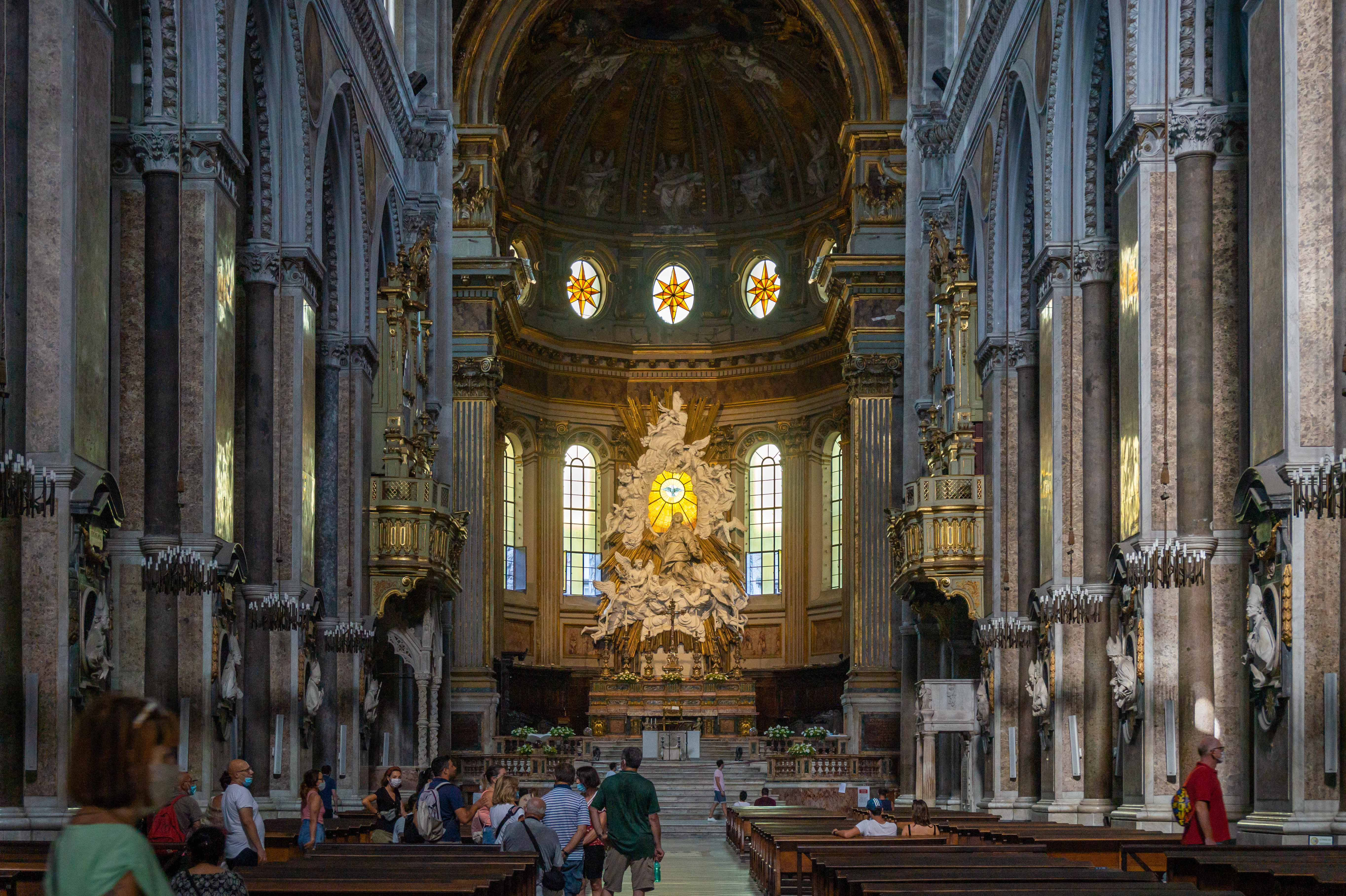
Cattedrale di Santa Maria Assunta

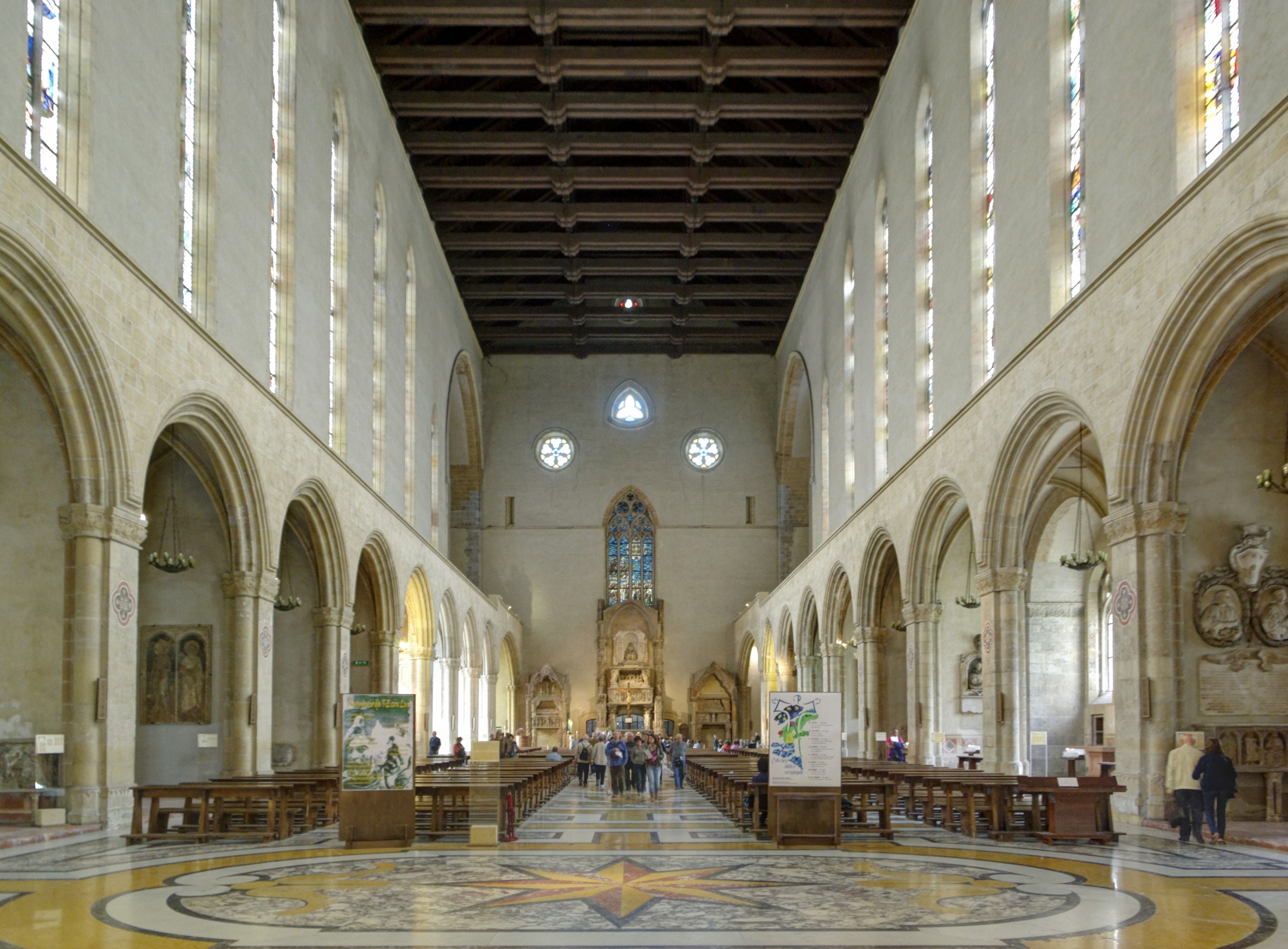
Basilica di Santa Chiara

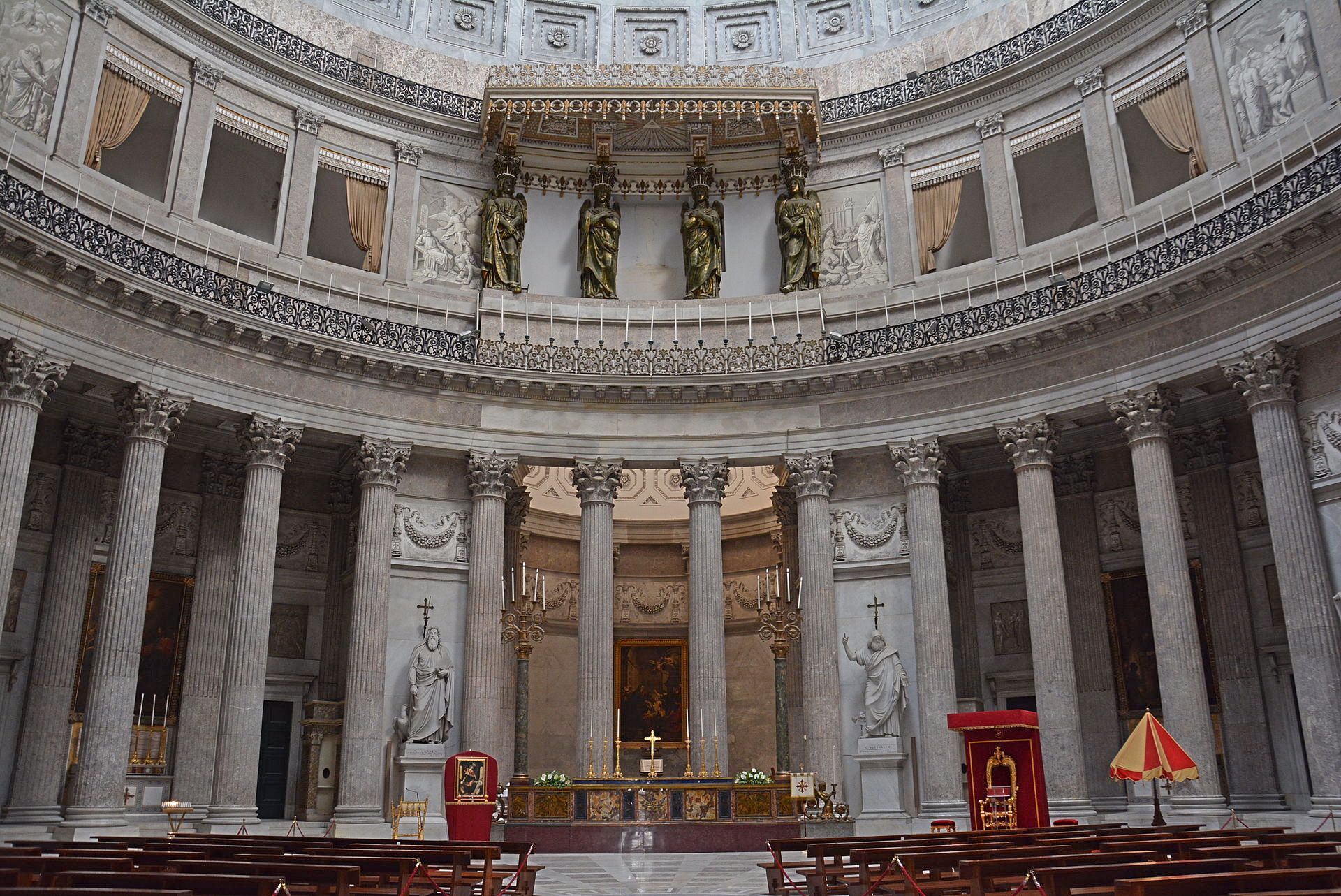
Basilica di San Francesco di Paola

### Cattedrale
- Cattedrale di Santa Maria Assunta

### Certosa
- Certosa di San Martino

### Basiliche
L'attribuzione del titolo di basilica è basata su dati forniti dall'arcidiocesi di Napoli.
- Basilica dell'Incoronata Madre del Buon Consiglio
- Basilica della Santissima Annunziata Maggiore
- Basilica dello Spirito Santo
- Basilica di San Francesco di Paola
- Basilica di San Gennaro fuori le mura
- Basilica di San Giovanni Maggiore
- Basilica di San Domenico Maggiore
- Basilica di San Lorenzo Maggiore
- Basilica di San Paolo Maggiore
- Basilica di San Pietro ad Aram
- Basilica di Santa Chiara
- Basilica di Santa Lucia a Mare
- Basilica di Santa Maria degli Angeli a Pizzofalcone
- Basilica di Santa Maria della Pazienza
- Basilica di Santa Maria della Sanità
- Basilica di Santa Restituta (raggiungibile dalla cattedrale)
- Basilica santuario del Gesù Vecchio dell'Immacolata di Don Placido
- Basilica santuario di Santa Maria del Carmine Maggiore
- Basilica santuario di Santa Maria della Neve
- Pontificia reale basilica di San Giacomo degli Spagnoli
- Basilica di San Gennaro ad Antignano

### Chiese "maggiori"
Il toponimo "maggiore" di molti edifici di culto sopracitati, non fa riferimento a nessun titolo concesso dalle autorità ecclesiastiche, ma approssimativamente:
- può riferirsi alla semplice denominazione del luogo di culto, come ad esempio nel caso della chiesa di San Giuseppe Maggiore. Tuttavia, il nome principale della struttura è "San Diego all'Ospedaletto": la seconda denominazione le è stata attribuita in ricordo di un precedente luogo di culto andato distrutto in epoca fascista;
- può far riferimento a quelle chiese napoletane che durante il periodo del Ducato erano ufficialmente "battezzate" maggiori; infatti, in quell'epoca, a Napoli c'erano delle chiese maggiori, denominate tali, perché costituivano i principali edifici di culto della città: dunque questo toponimo si è conservato fino ai giorni odierni (vedi ad esempio la chiesa di San Giorgio Maggiore);
- può indicare una chiesa di maggior levatura religiosa, storica, ecc. come ad esempio nel caso della chiesa della Trinità Maggiore o della chiesa Maggiore (meglio conosciuta, "dei Girolamini"). Di quest'ultima in particolare, si riscontrano poche fonti che la riportano con tale denominazione e sembrerebbe che facciano riferimento esclusivamente alle sue dimensioni e per distinguerla dall'oratorio dell'Assunta (altro tempio del complesso monumentale).

Tuttavia, vi sono anche varie basiliche riconosciute dall'arcidiocesi che, oltre al principale titolo onorifico di basilica, si servono anche di questo superlativo: come nel caso della basilica di Santa Maria del Carmine Maggiore. Ad ogni modo, col termine "maggiore" non necessariamente si indica una condizione oggettiva dell'edificio rispetto ad altri "minori", i cui questi ultimi, in diversi casi, raggiungono una rilevanza storico-artistica-culturale ben più ampia di chiese o basiliche maggiori (vedasi i casi di Sant'Anna dei Lombardi, di Sant'Angelo a Nilo, di Santa Caterina a Formiello eccetera).

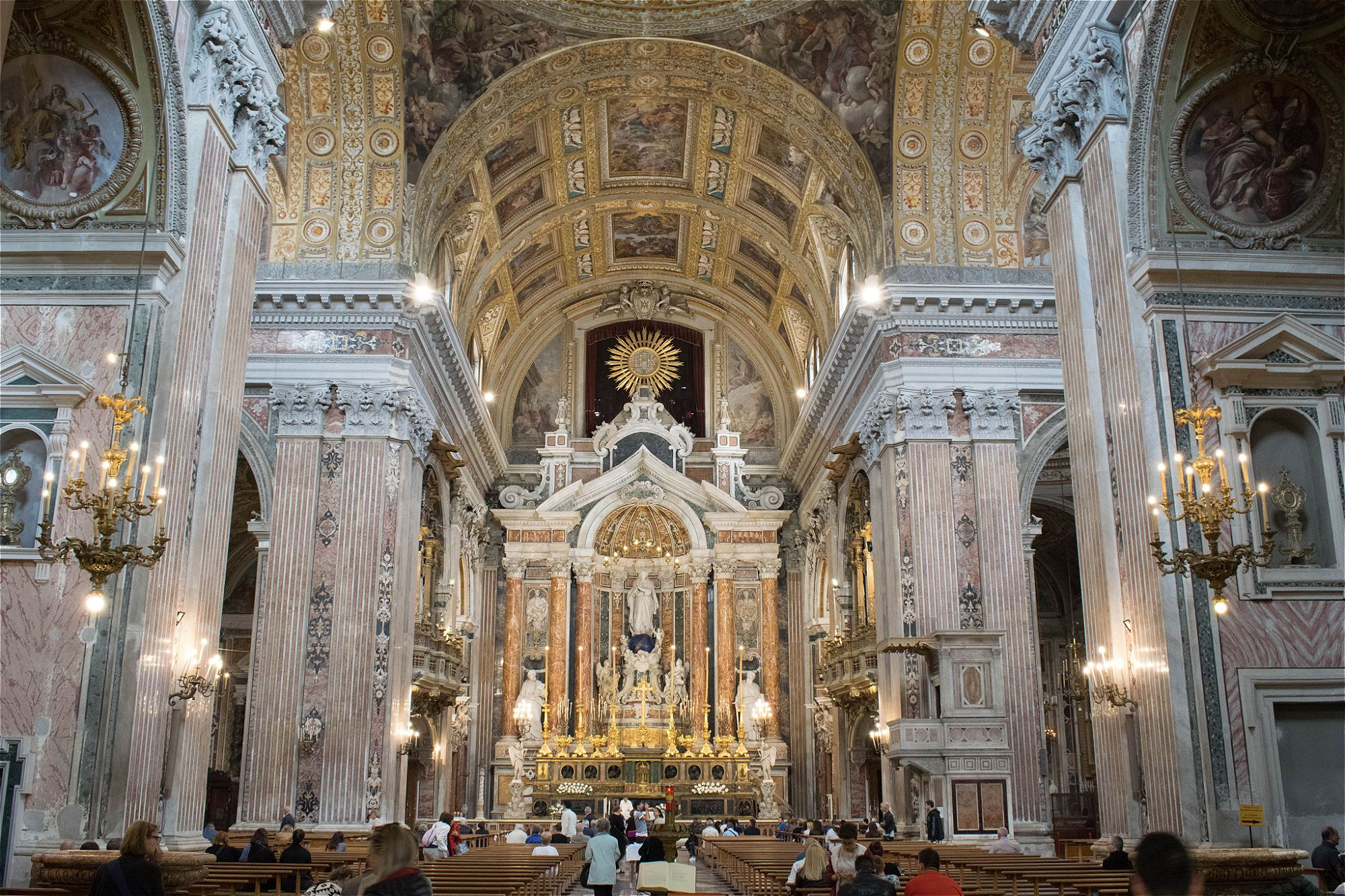
Chiesa della Trinità Maggiore

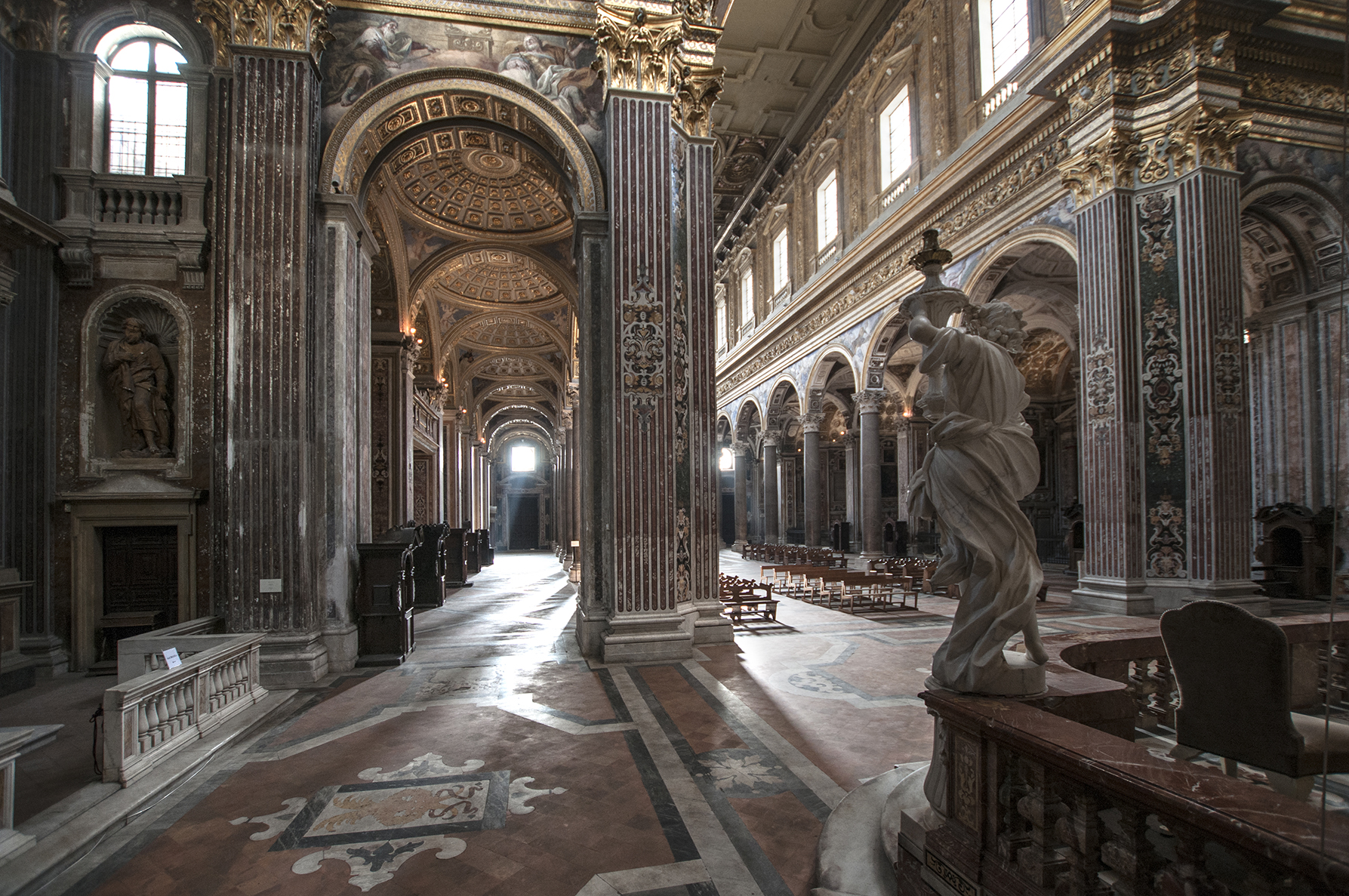
Chiesa dei Girolamini

- Chiesa dei Girolamini (o chiesa Maggiore)
- Chiesa del Gesù Nuovo (o chiesa della Trinità Maggiore)
- Chiesa di Sant'Agostino alla Zecca (o chiesa di Sant'Agostino Maggiore)
- Chiesa di Santa Maria delle Grazie Maggiore a Caponapoli
- Chiesa di San Giorgio Maggiore
- Chiesa di San Biagio Maggiore
- Chiesa di Sant'Agnello Maggiore
- Chiesa di Santa Maria Maggiore alla Pietrasanta
- Chiesa di Sant'Eligio Maggiore
- Chiesa di San Giuseppe Maggiore dei Falegnami
- Chiesa di San Diego all'Ospedaletto (o chiesa di San Giuseppe Maggiore)
- Chiesa di San Matteo Maggiore al Lavinaio (scomparsa)
- Chiesa di San Sebastiano (scomparsa)

### Cappelle
- Cappella ai Caduti delle Guerre (Piazza Enrico De Nicola)
- Cappella dei Pontano
- Cappella del Carmelo (nel palazzo Cellammare)
- Cappella del Monte dei Poveri
- Cappella del Succorpo (nella cattedrale)
- Cappella della Carità del Signore (vico San Geronimo)
- Cappella della Carità di Dio
- Cappella dell'Immacolata (nel Palazzo Tocco di Montemiletto sul Corso Vittorio Emanuele)
- Cappella dell'Istituto Bianchi (Piazza Montesanto)
- Cappella della Madonna del Rosario a Trinità Maggiore
- Cappella della Madonna dell'Idra (nel chiostro del Complesso di San Gregorio Armeno)
- Cappella della Scala Santa
- Cappella della Vergine (o cappellone della Vergine: corso Vittorio Emanuele, presso l'istituto Suor Orsola)
- Cappella delle Anime del Purgatorio (nel Maschio Angioino)
- Cappella delle Anziane nella Real Casa dell'Annunziata
- Cappella delle Carceri a Castel Capuano
- Cappella del Palazzo Arcivescovile
- Cappella di Palazzo Barberio
- Cappella di Palazzo Battiloro
- Cappella del Palazzo D'Alessandro di Pescolanciano
- Cappella di Palazzo De Sangro di Vietri
- Cappella di Palazzo Delli Franci
- Cappella di Palazzo Doria d'Angri
- Cappella di Palazzo Latilla
- Cappella del Palazzo Maffettone
- Cappella di Palazzo Marigliano
- Cappella di Palazzo Ruffo di Bagnara
- Cappella di Palazzo Valentino (via Salvator Rosa n.45)
- Cappella di San Francesco di Paola (nel Maschio Angioino)
- Cappella di San Gaetano
- Cappella di San Luigi a Palazzo Donadoni
- Cappella di San Silvestro (vico Donnaromita: all'interno del cortile di un palazzo storico)
- Cappella di Santa Rita da Cascia (via Giuseppe Antonio Pasquale n.20)
- Cappella di Suor Maria Landi (via Duomo n.36)
- Cappella di Villa Cagnazzi
- Cappella di Villa Russo
- Cappella del Real Monte Manso di Scala nel Seminario dei Nobili
- Cappella di Santa Maria del Riposo (vico Santa Maria del Riposo)
- Cappella di Santa Maria delle Grazie alle Tredici scese di Sant'Antonio
- Cappella in Corso Vittorio Emanuele 401
- Cappella in Salita Principi n.42
- Cappella in via Francesco Saverio Correra n.118
- Cappella in via Giuseppe Piazzi n.58
- Cappella in vico delle Trone
- Cappella Palatina (nel Maschio Angioino)
- Cappella Pappacoda
- Cappella reale dell'Assunta (nel palazzo Reale)
- Cappella Sansevero
- Cappella Ulloa
- Chiesina di San Nicola di Bari
- Chiesina di Santa Maria del Buon Consiglio
- Reale cappella del Tesoro di san Gennaro (nella cattedrale)
- Cappella Amoretti (Salita Stella n.18/A)

### Chiese nel centro storico
- Chiesa anglicana

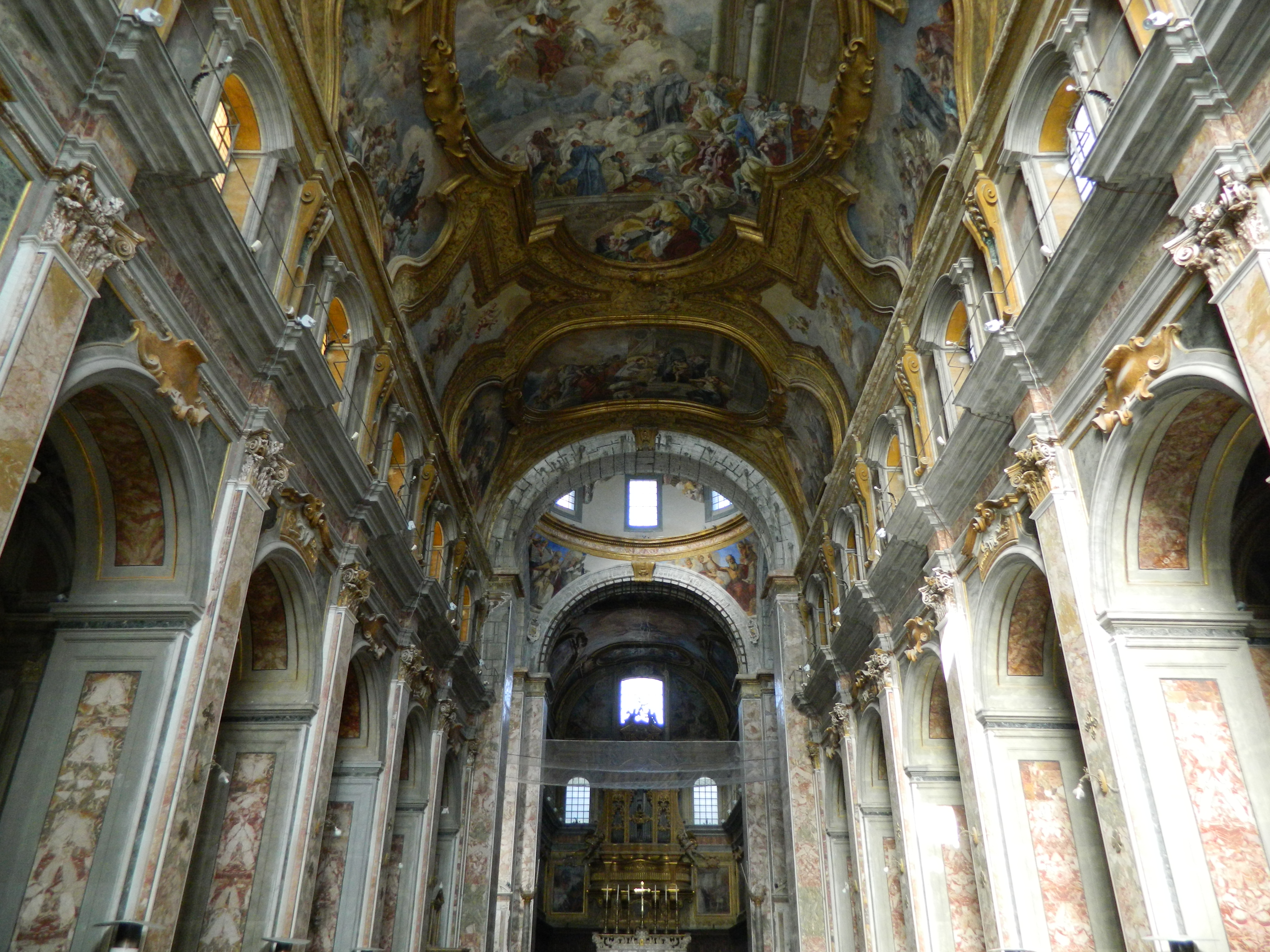
Chiesa dei Santi Severino e Sossio

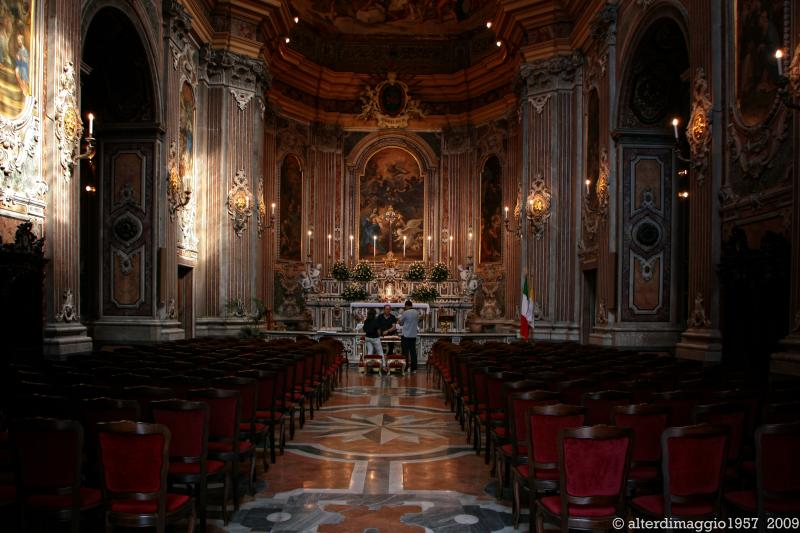
Chiesa della Nunziatella

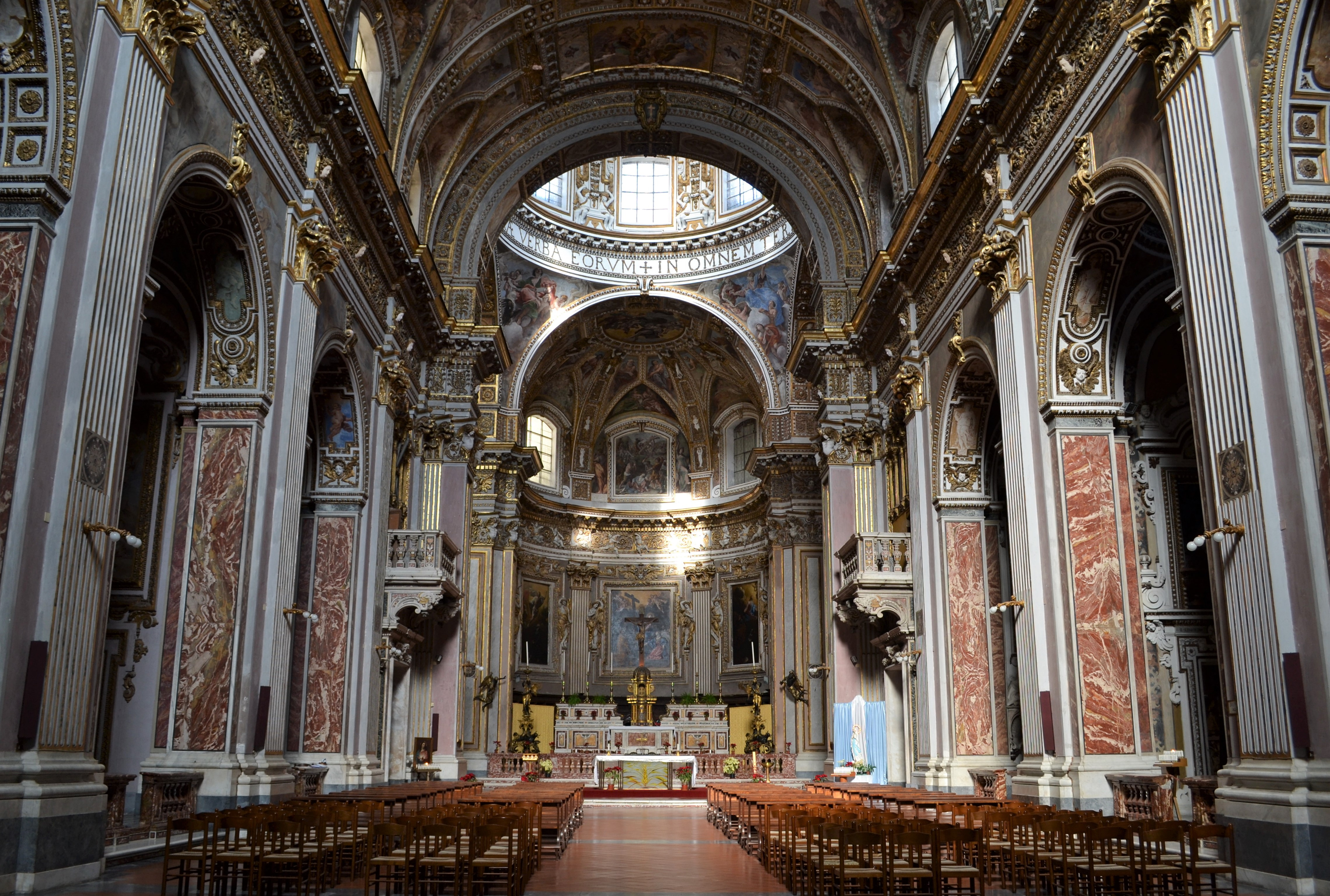
Chiesa dei Santi Apostoli

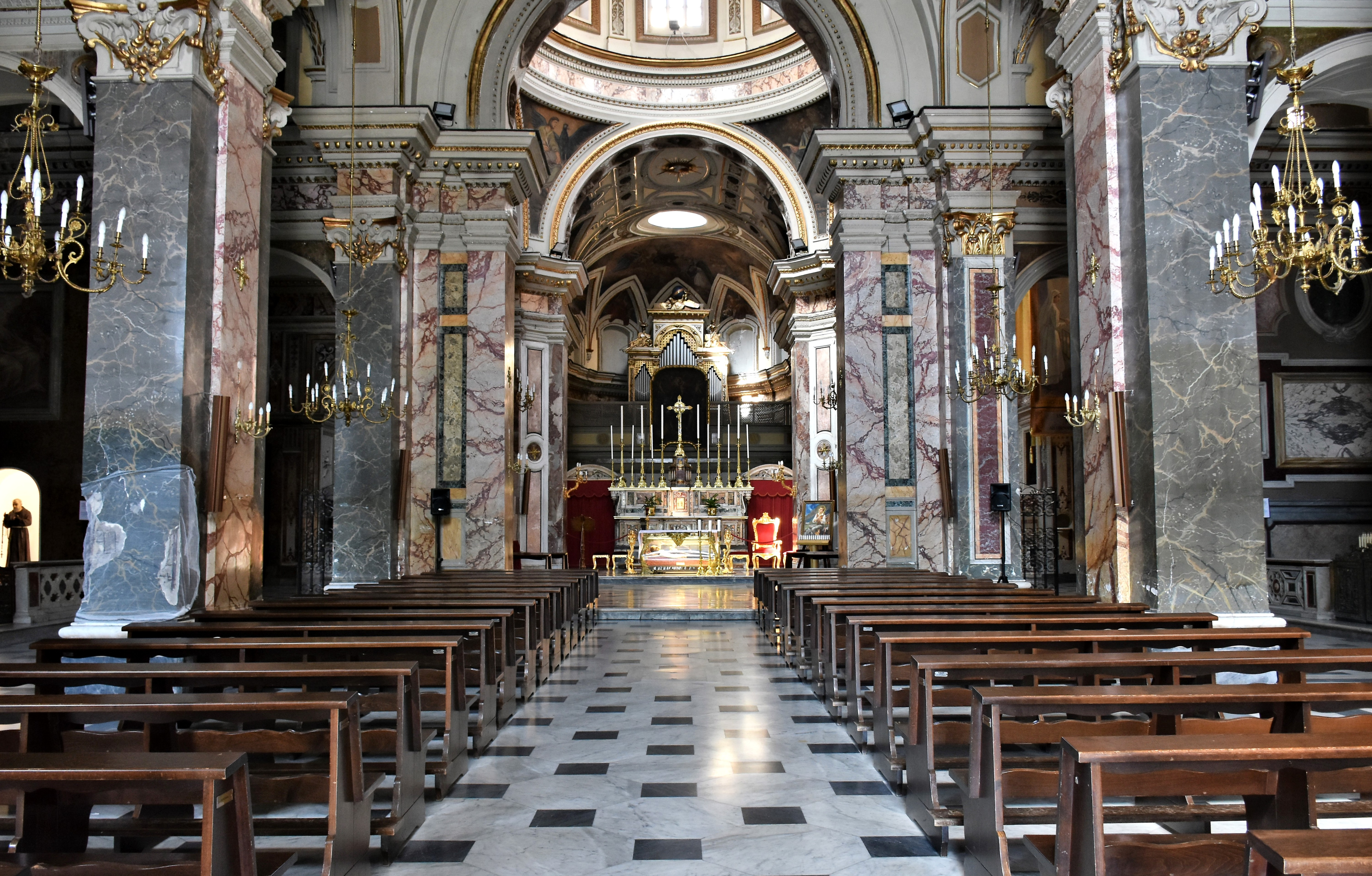
Chiesa di San Domenico Soriano

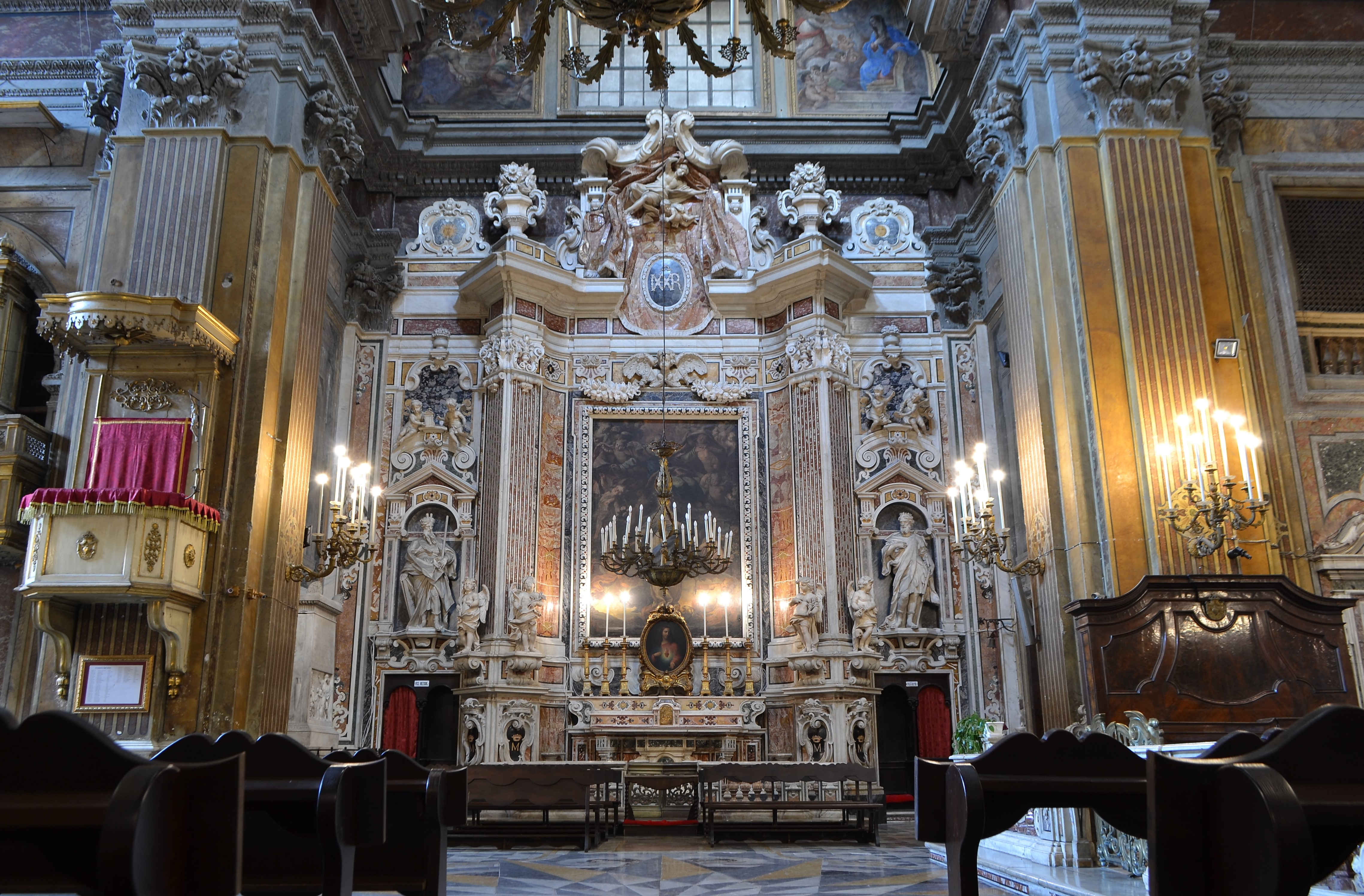
Chiesa di San Ferdinando

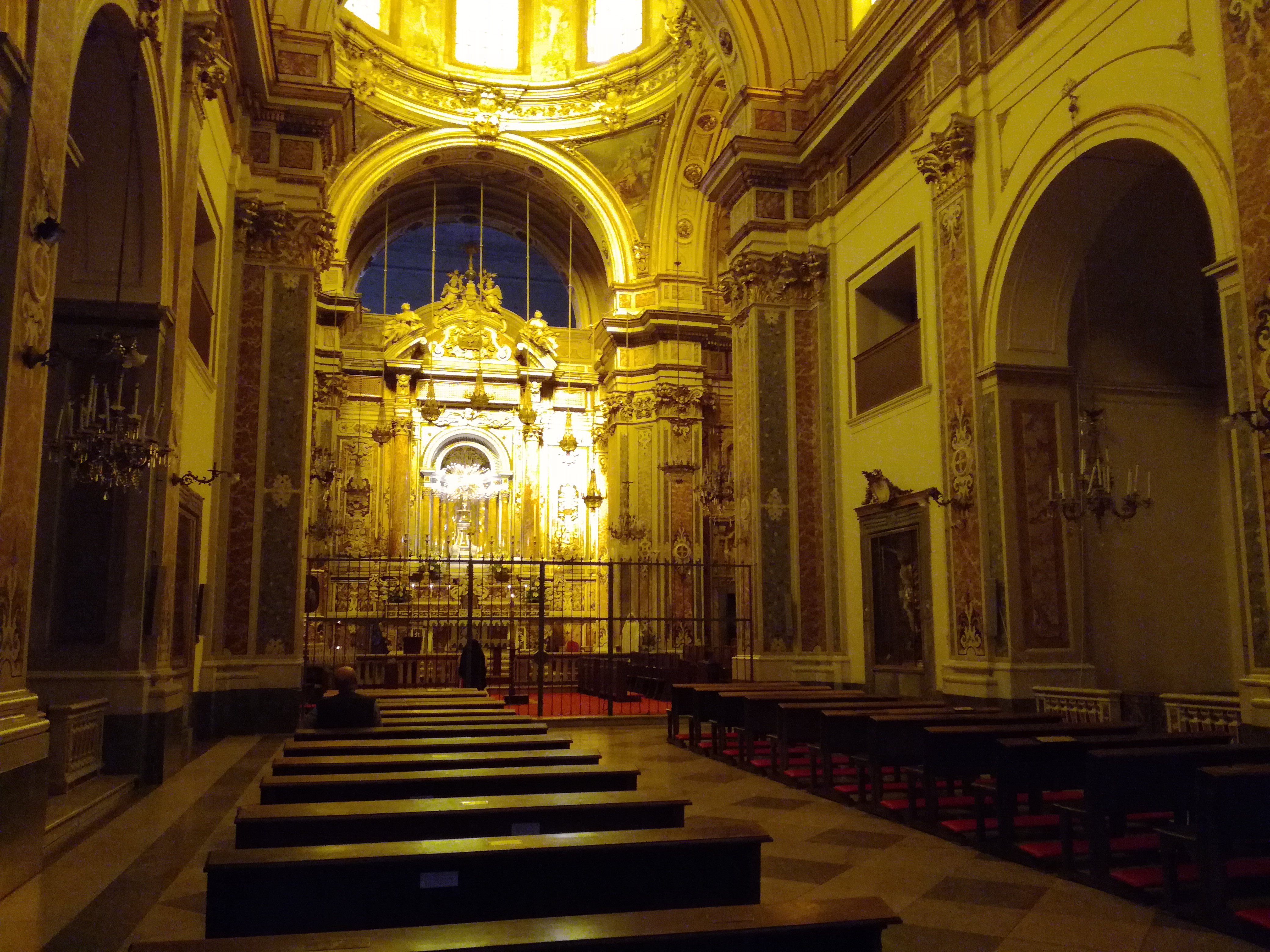
Chiesa di San Giuseppe dei Ruffi

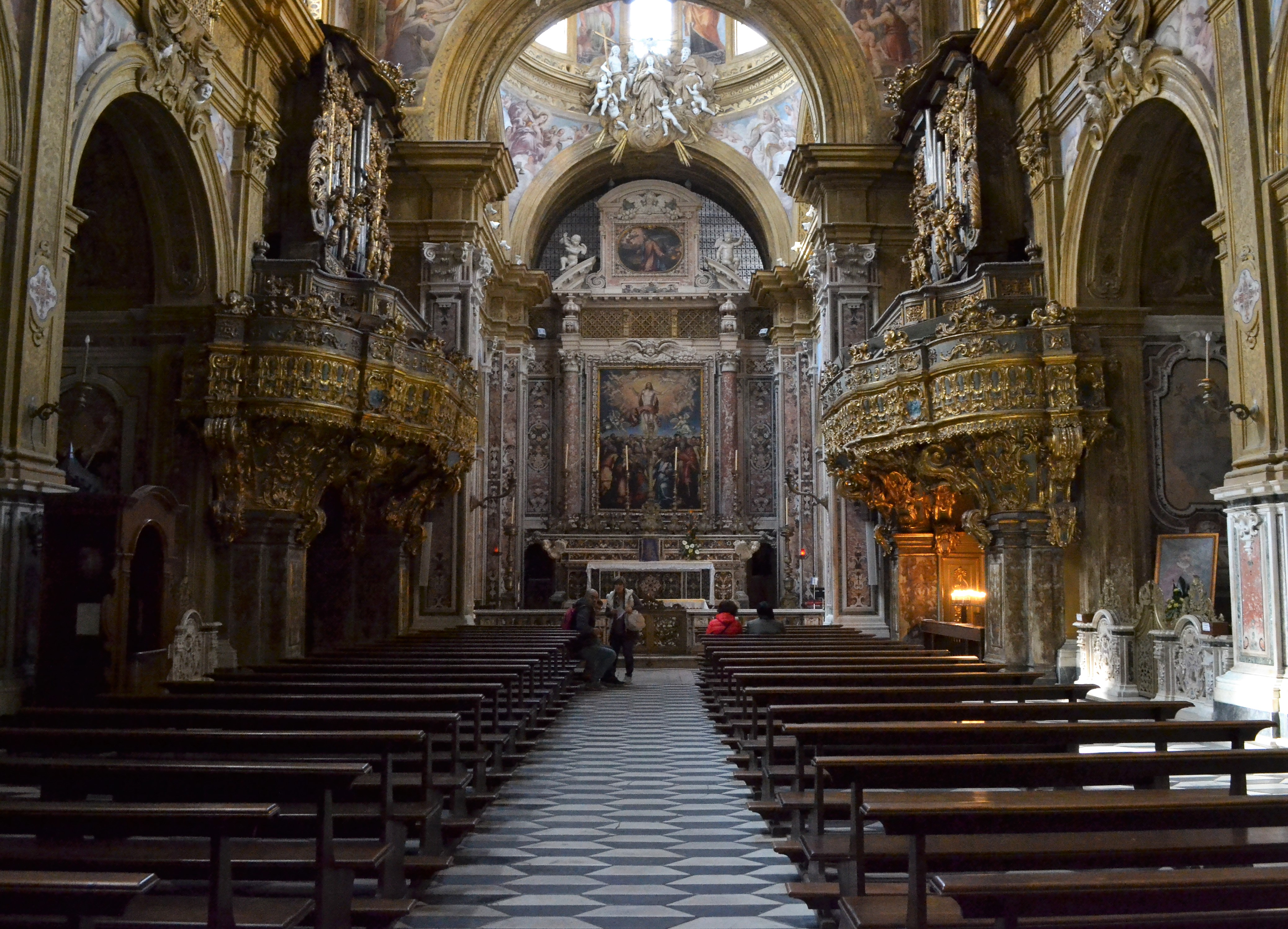
Chiesa di San Gregorio Armeno

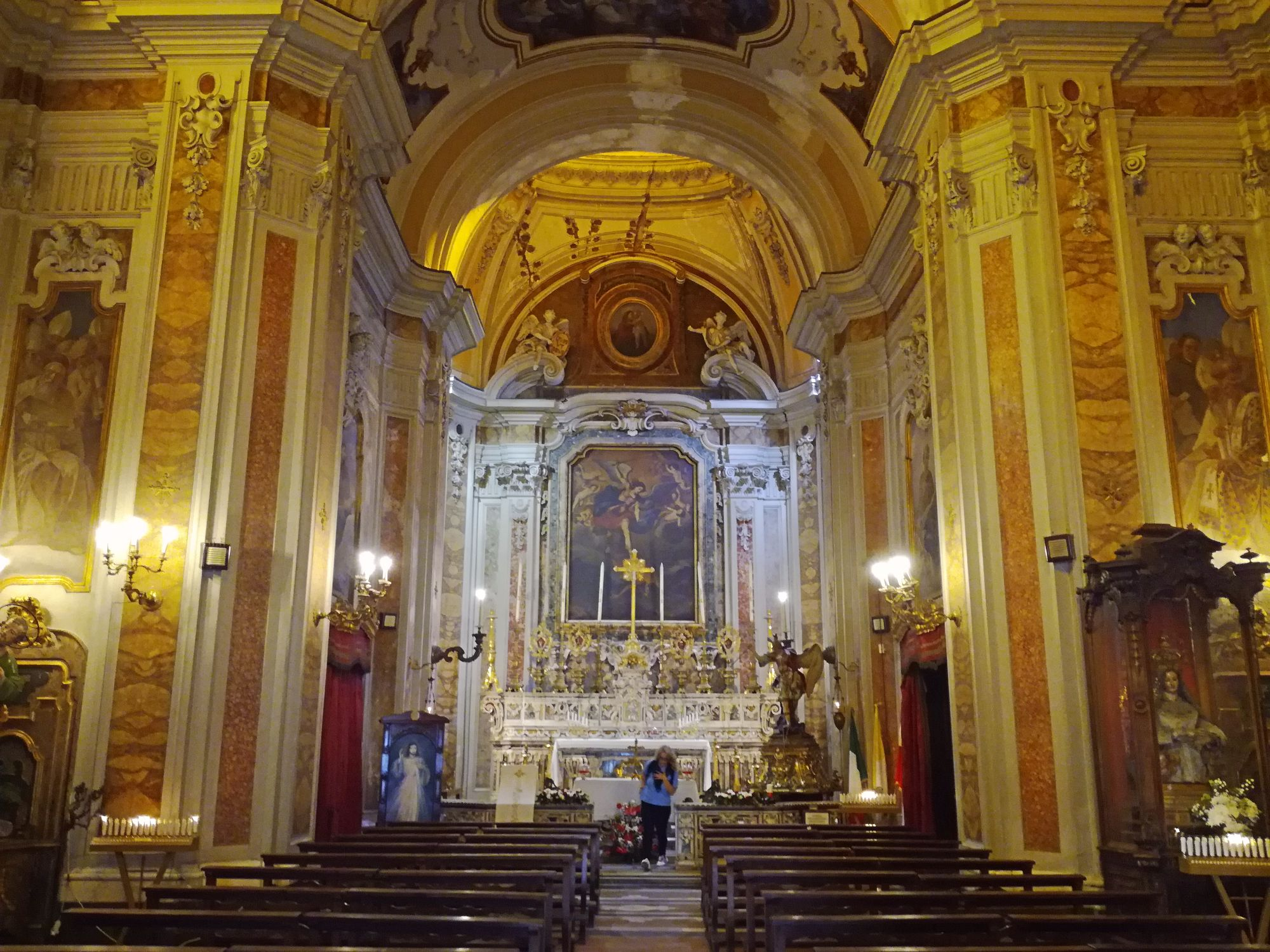
Chiesa di San Michele Arcangelo

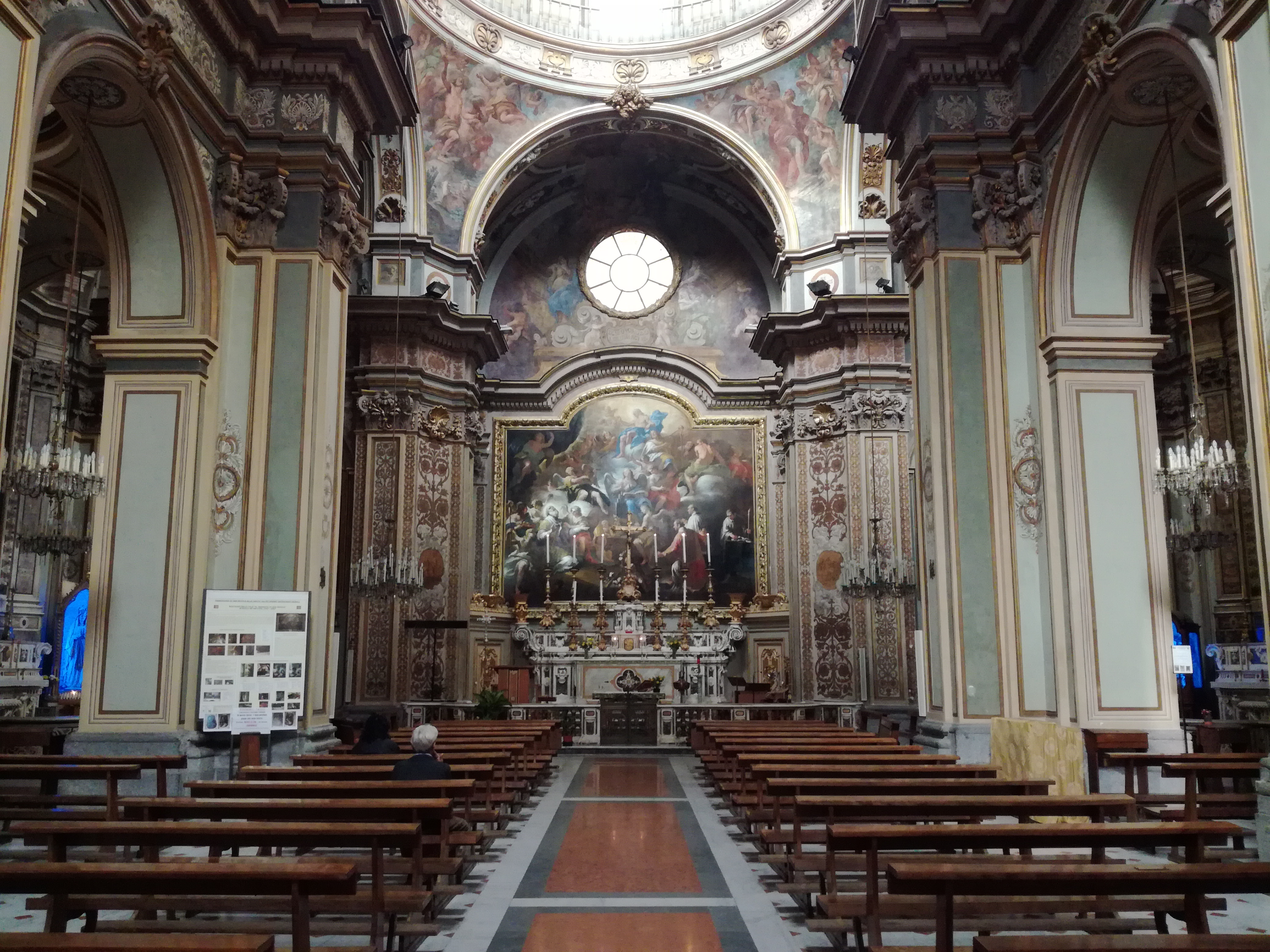
Chiesa di San Nicola alla Carità

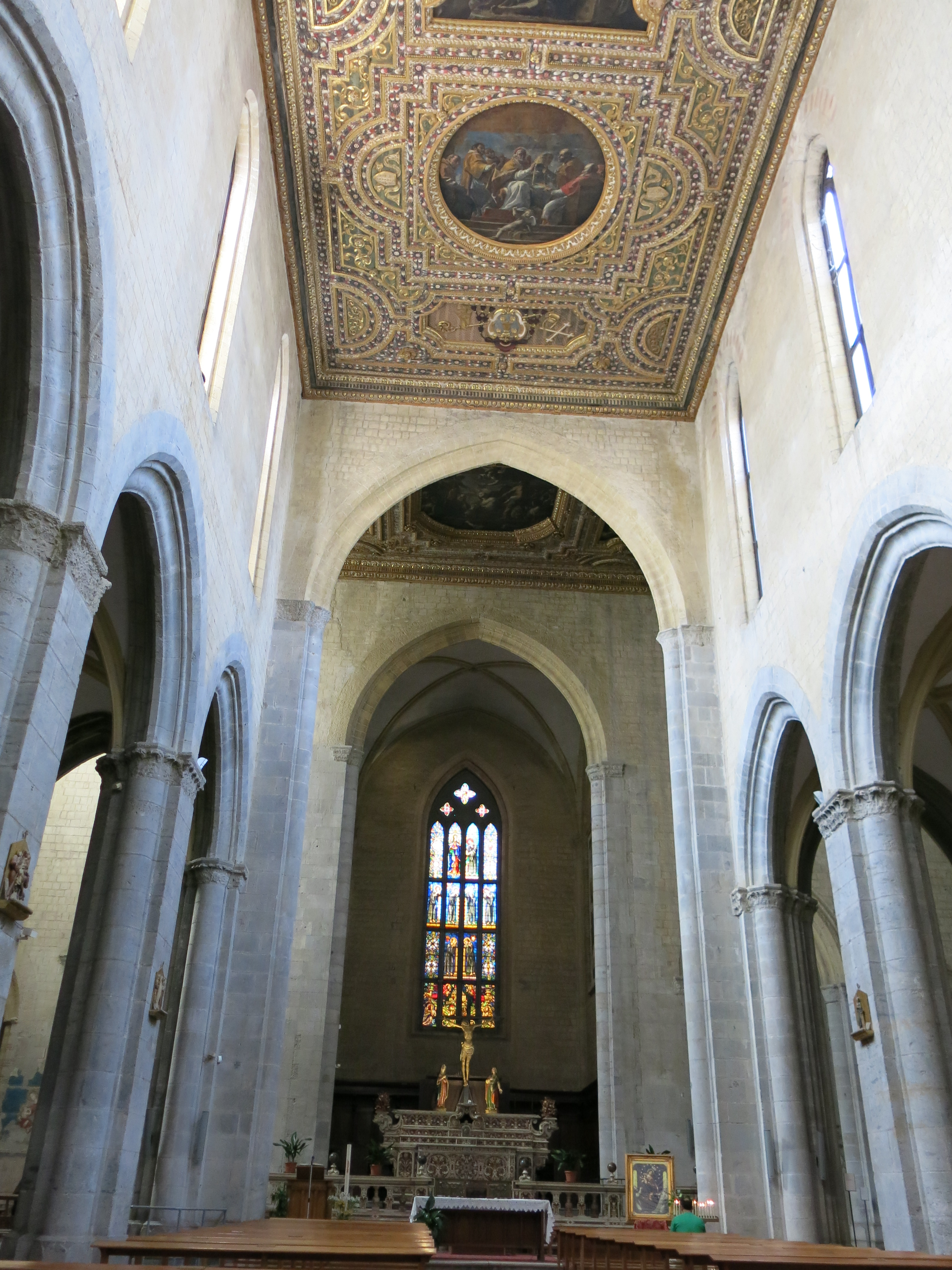
Chiesa di San Pietro a Majella

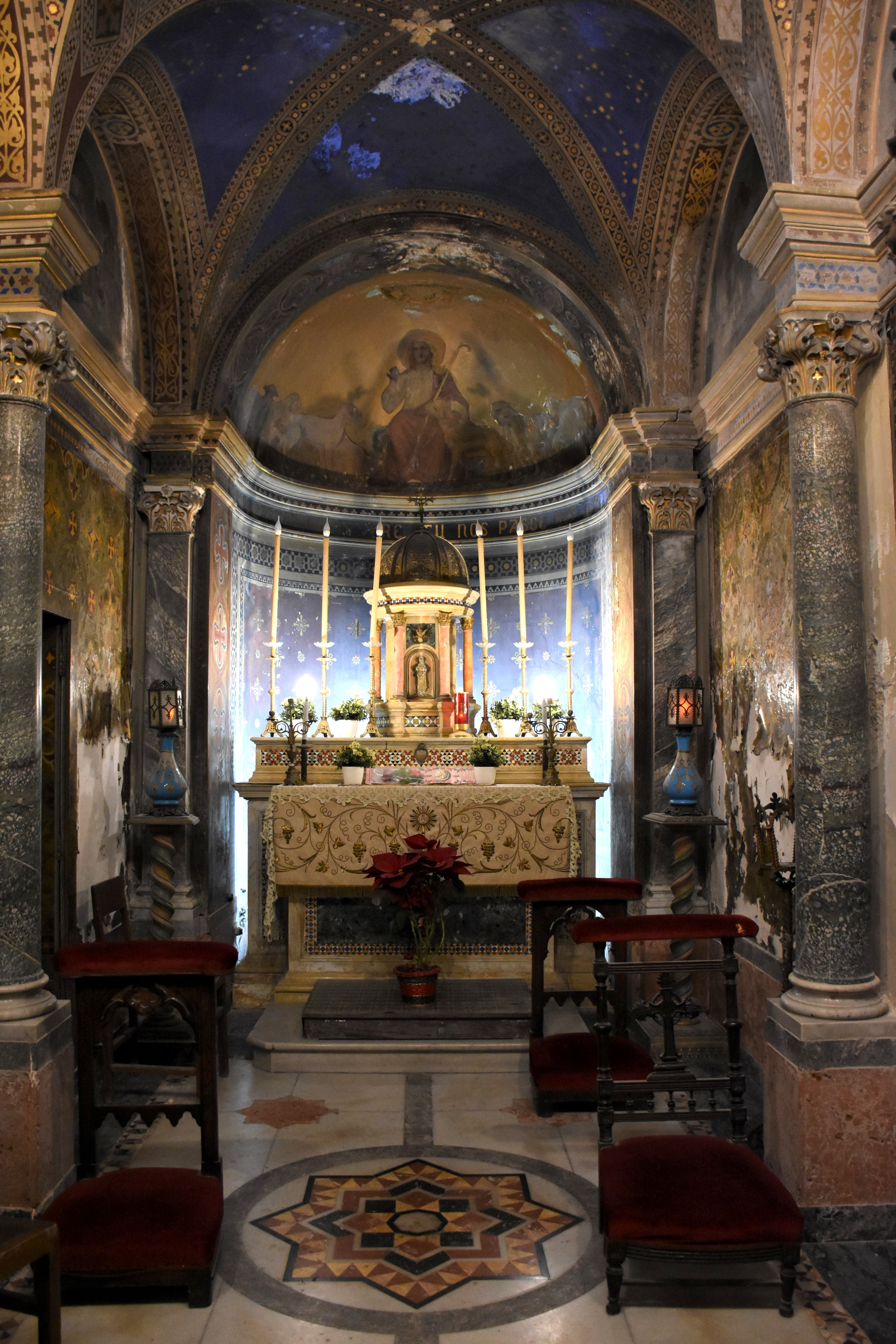
Chiesa dell'Immacolata a Vico

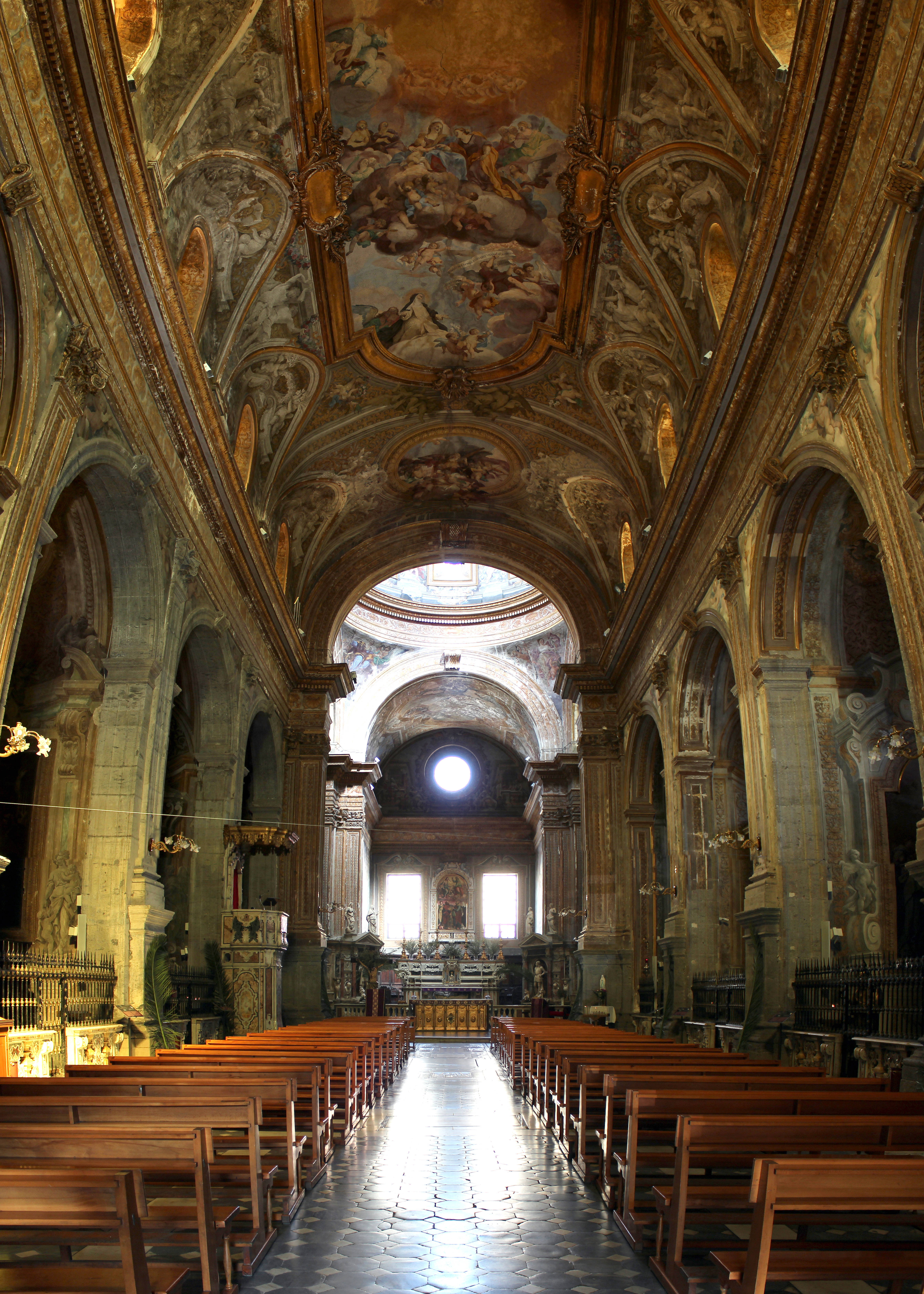
Chiesa di Santa Caterina a Formiello

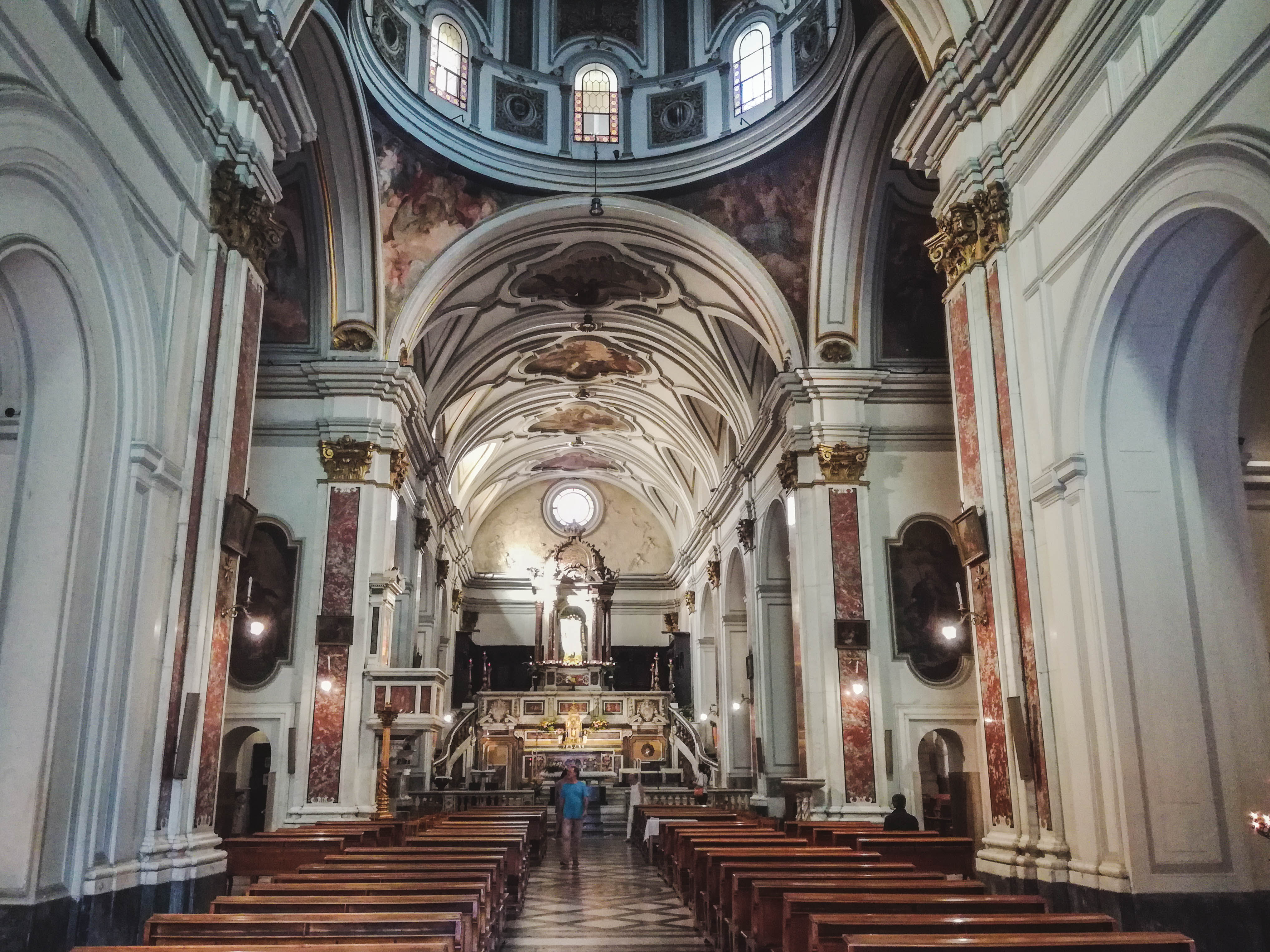
Chiesa di Santa Maria di Piedigrotta

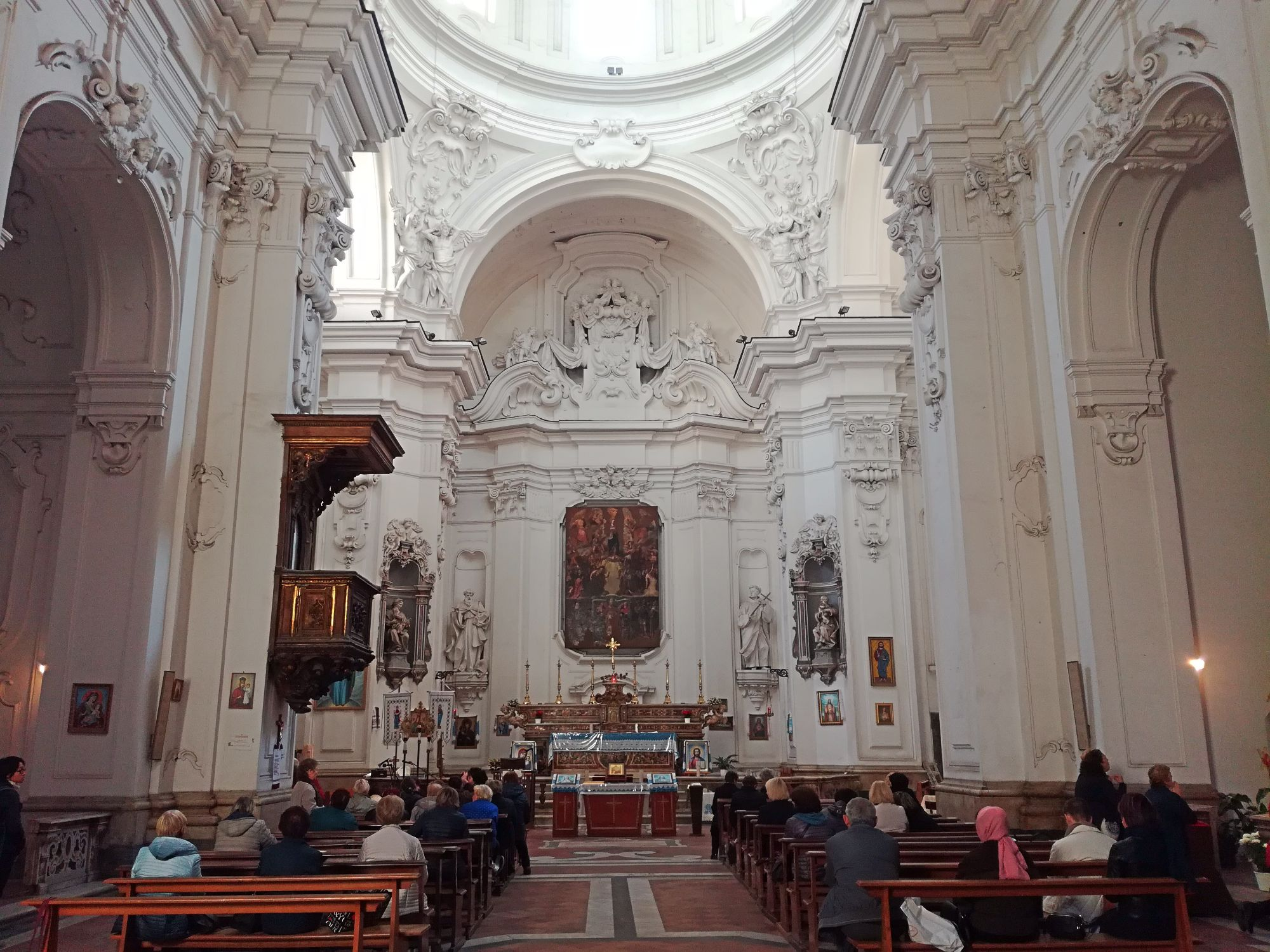
Chiesa di Santa Maria della Pace

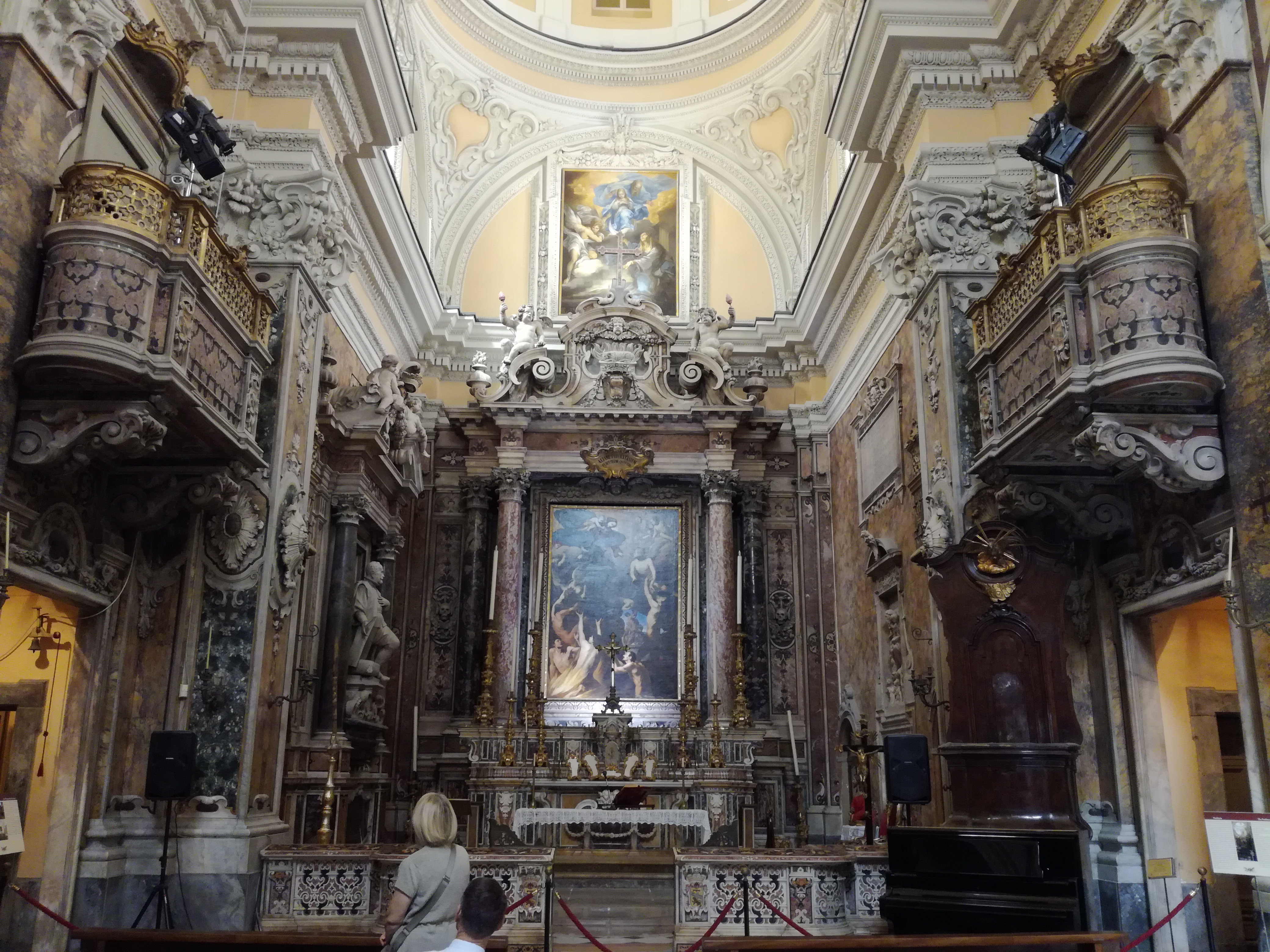
Chiesa di Santa Maria delle Anime del Purgatorio ad Arco

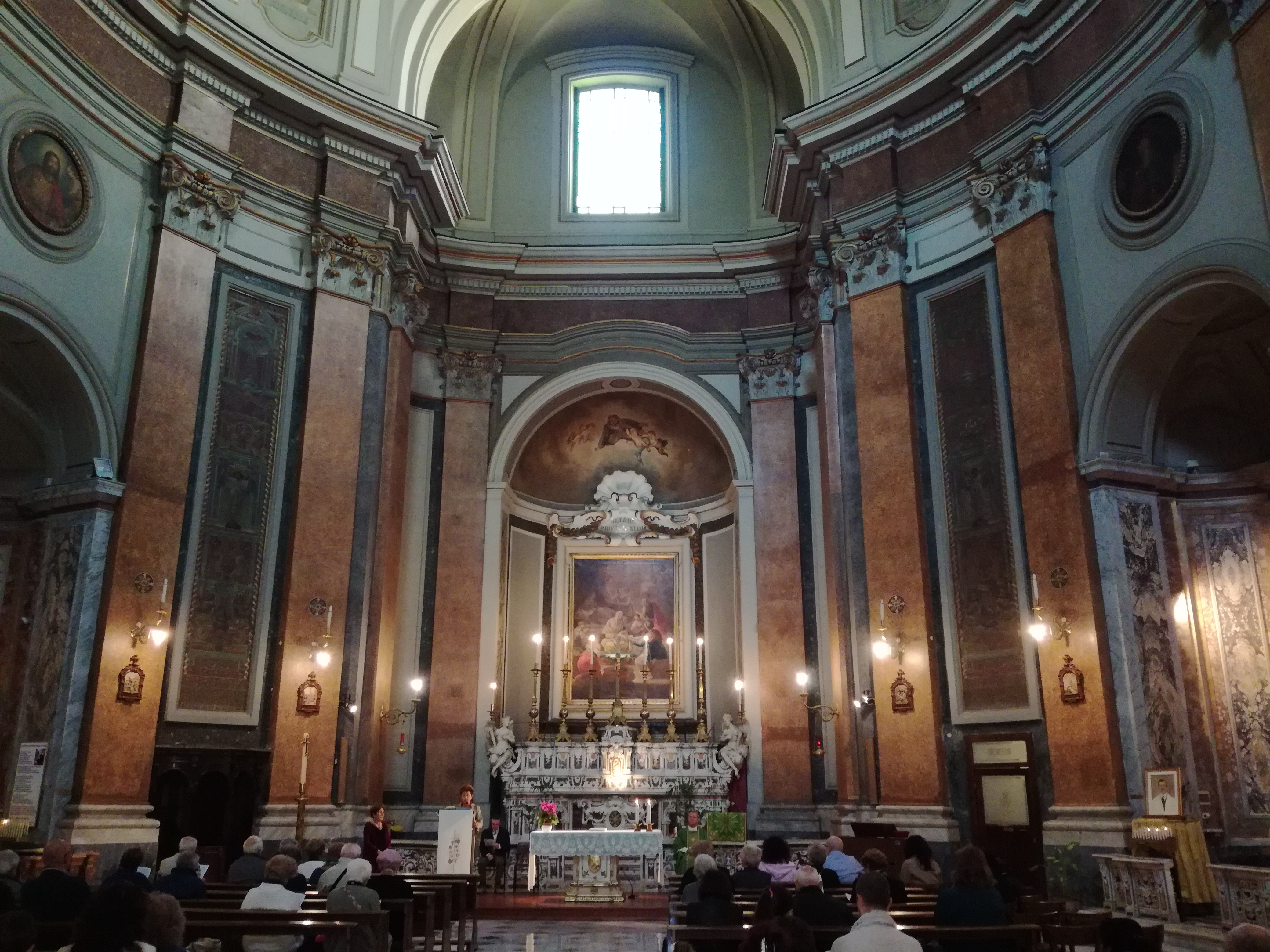
Chiesa di Santa Maria di Caravaggio

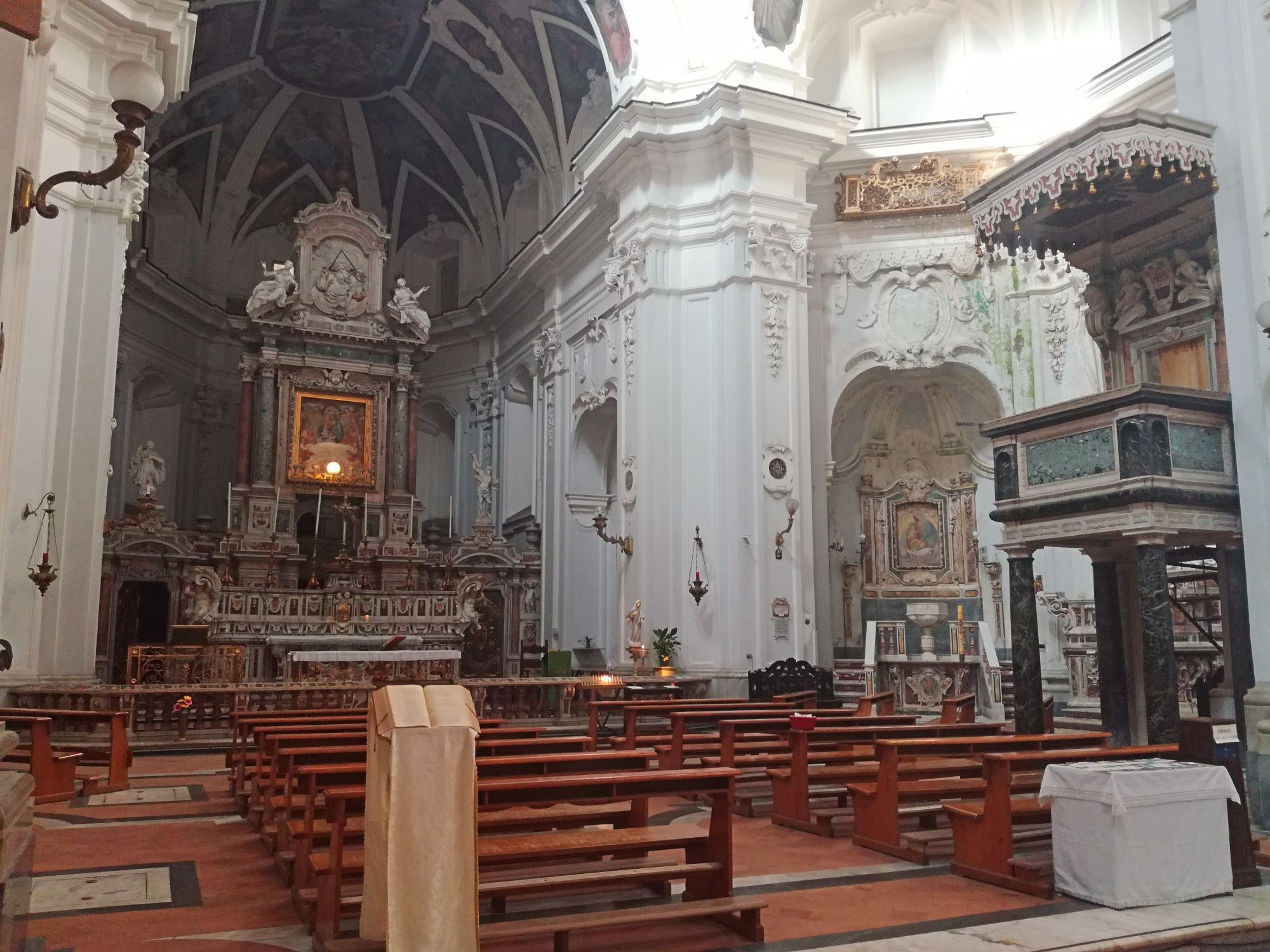
Chiesa di Santa Maria di Costantinopoli

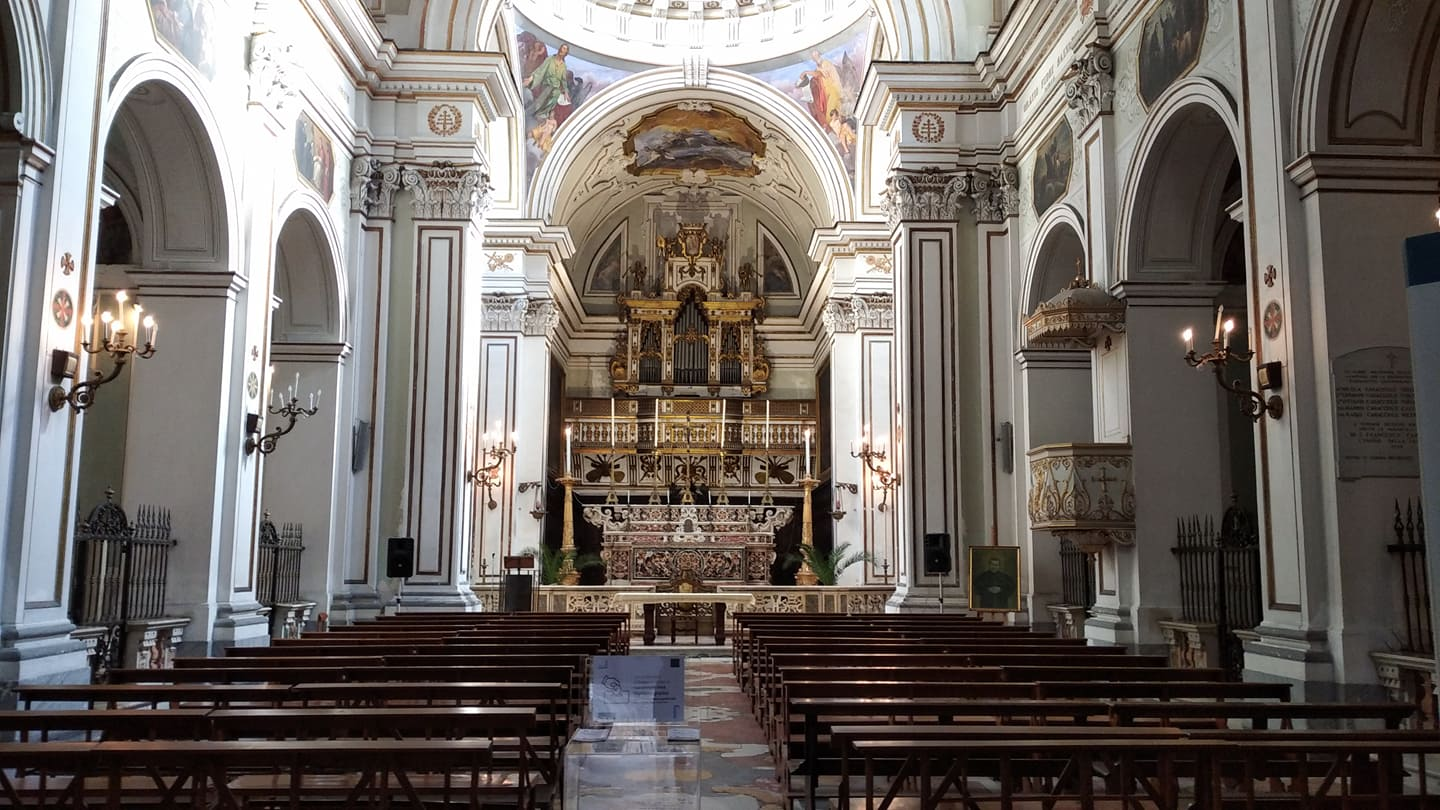
Chiesa di Santa Maria di Monteverginella

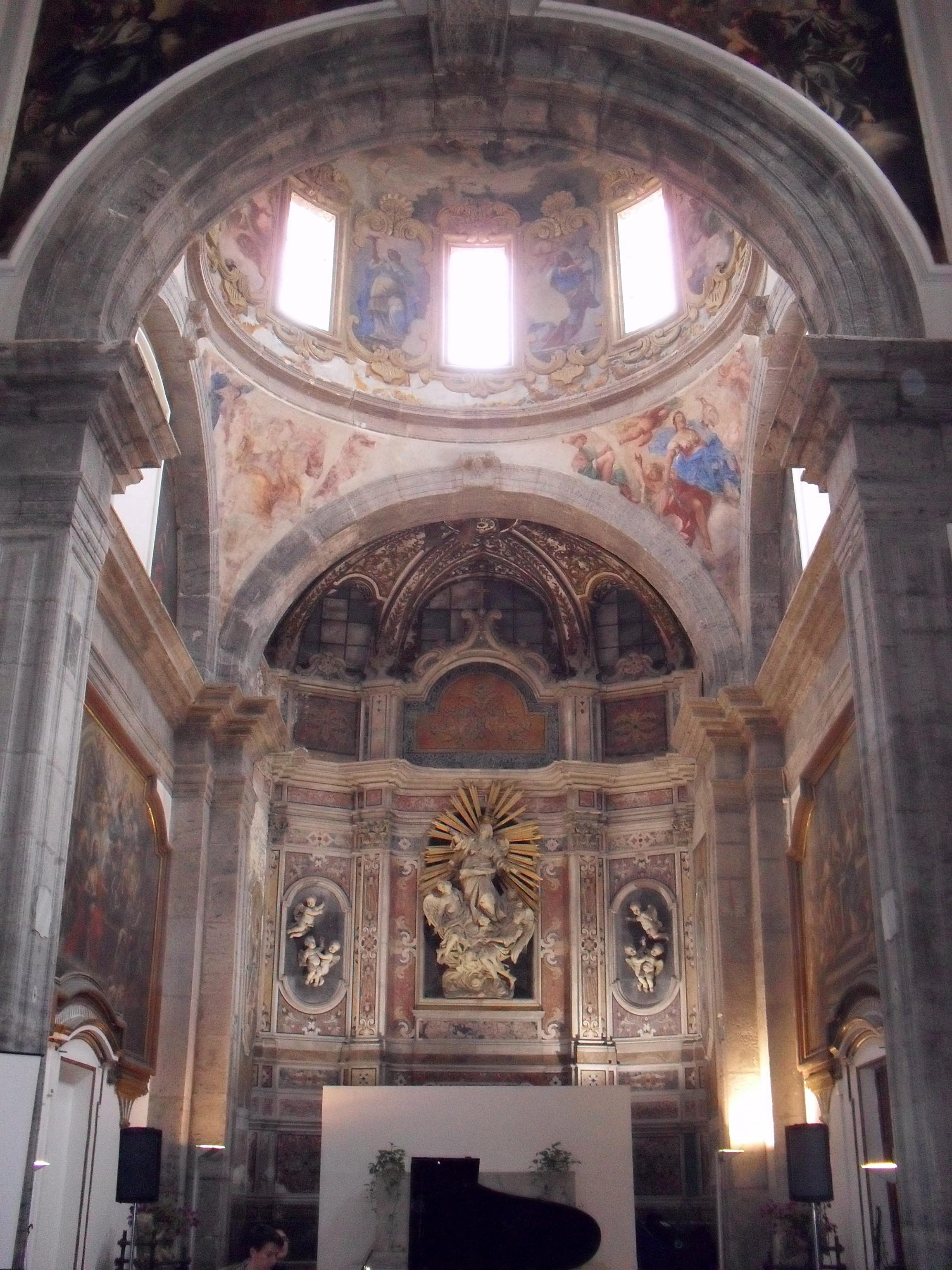
Chiesa di Santa Maria Donnaromita

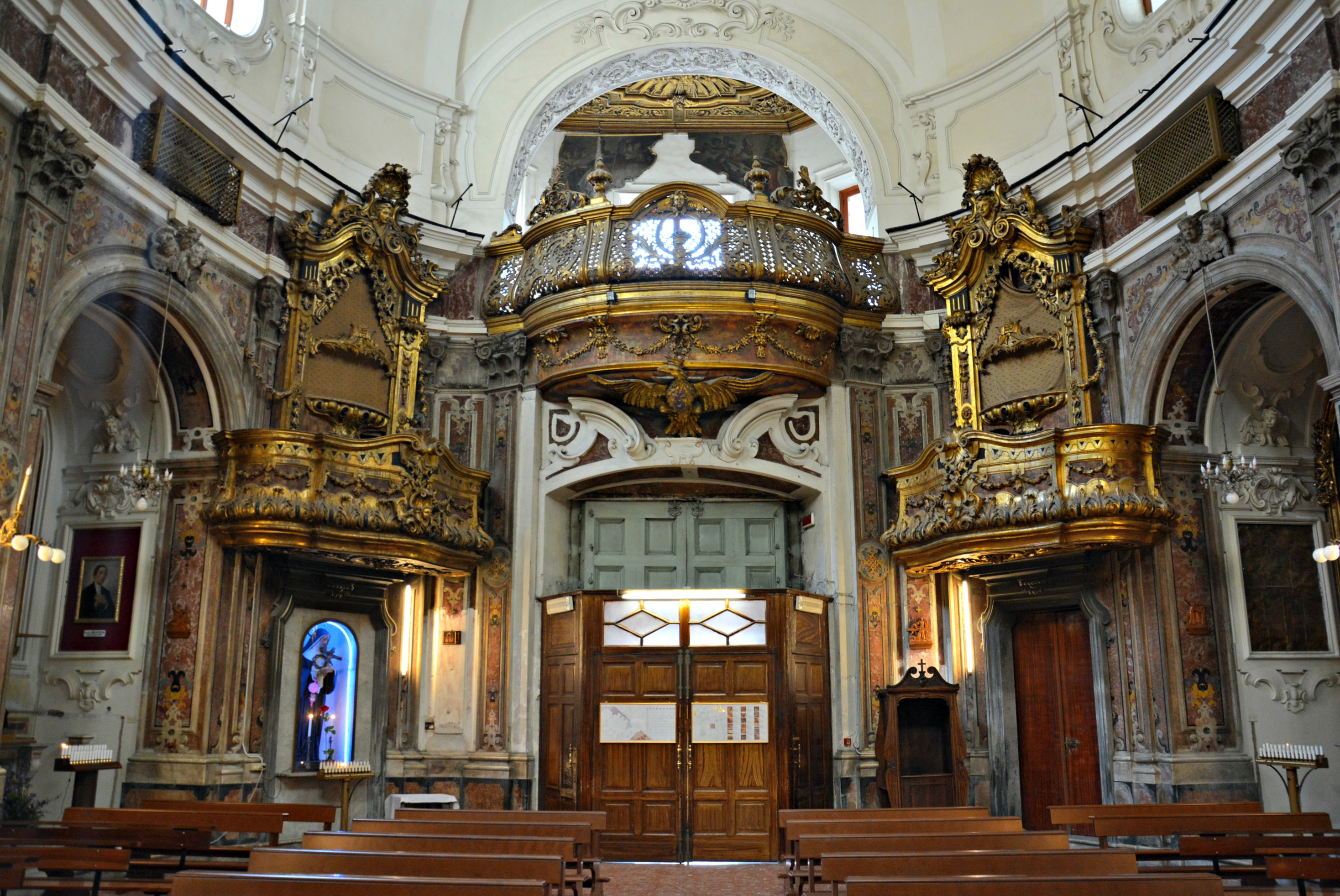
Chiesa di Santa Maria Egiziaca a Forcella

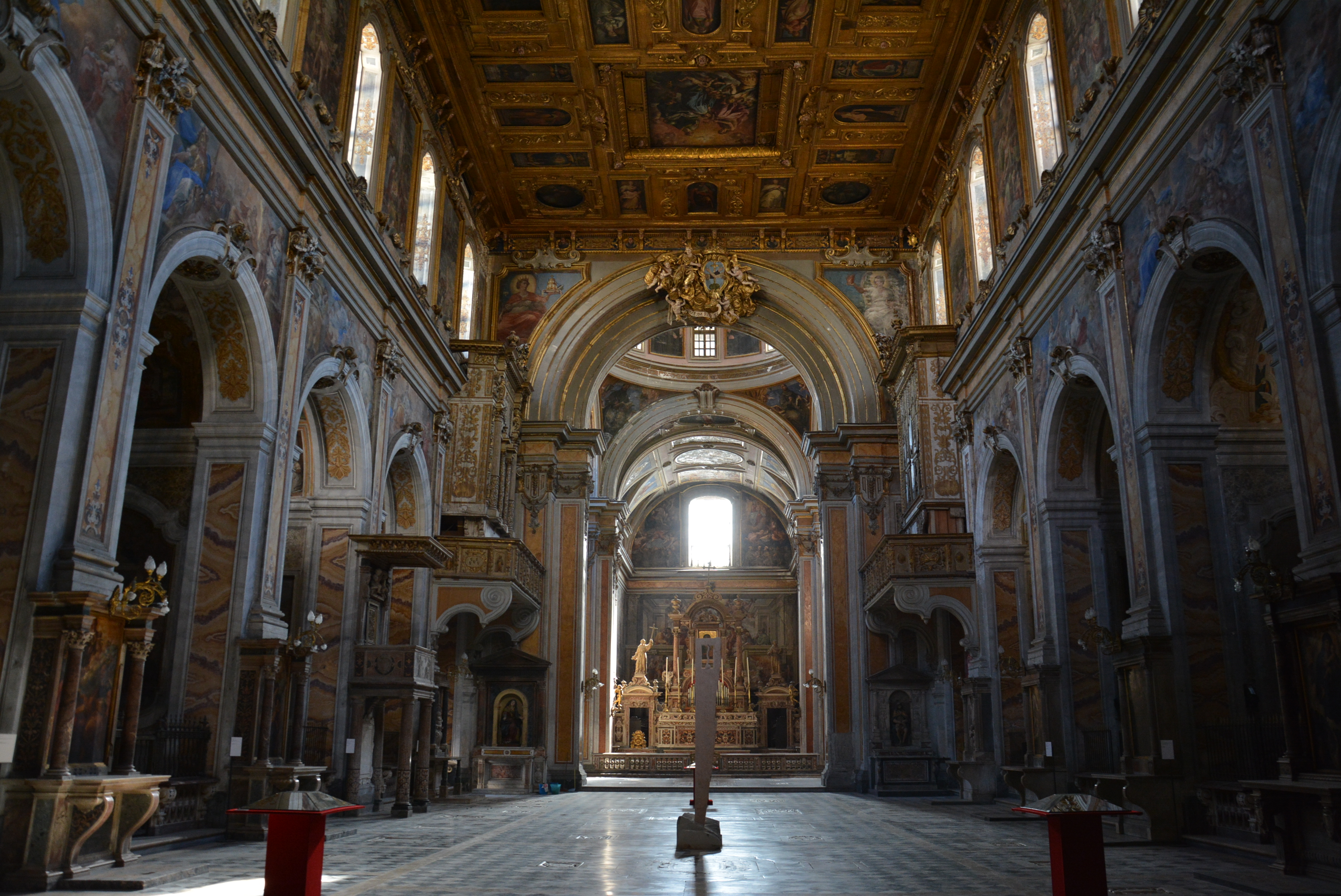
Chiesa di Santa Maria la Nova

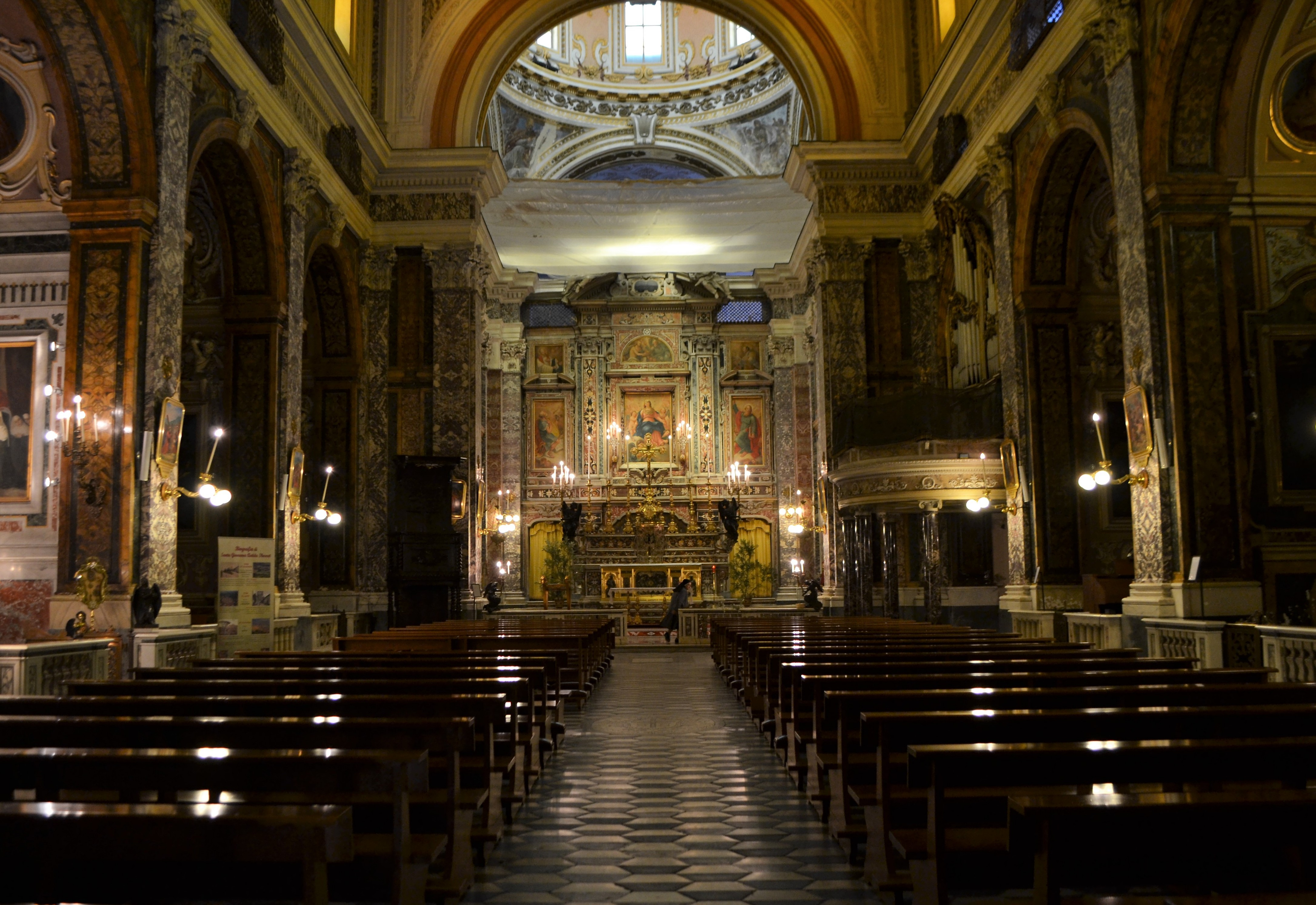
Chiesa di Santa Maria Regina Coeli

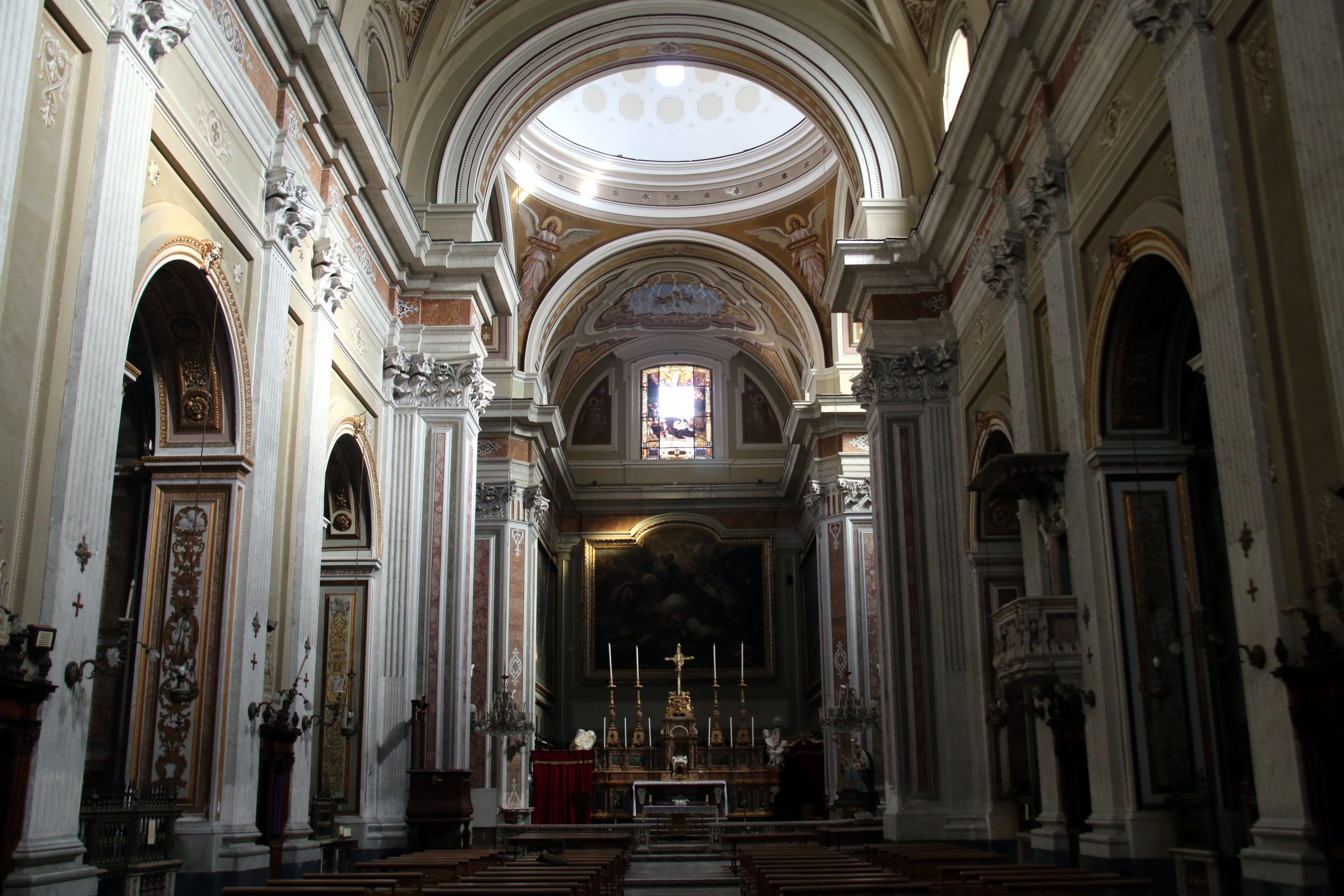
Chiesa di Santa Teresa degli Scalzi

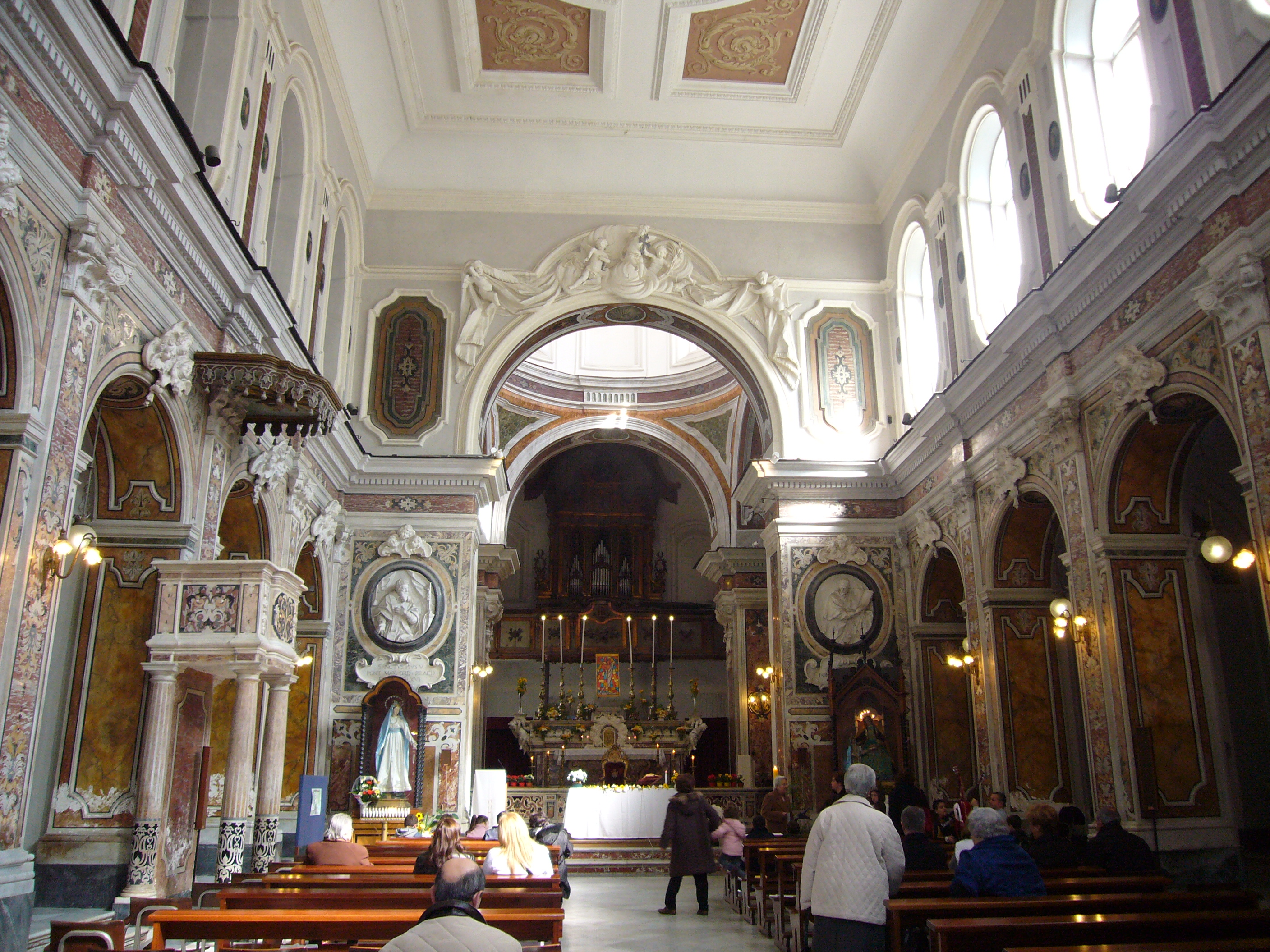
Chiesa di Sant'Anna di Palazzo

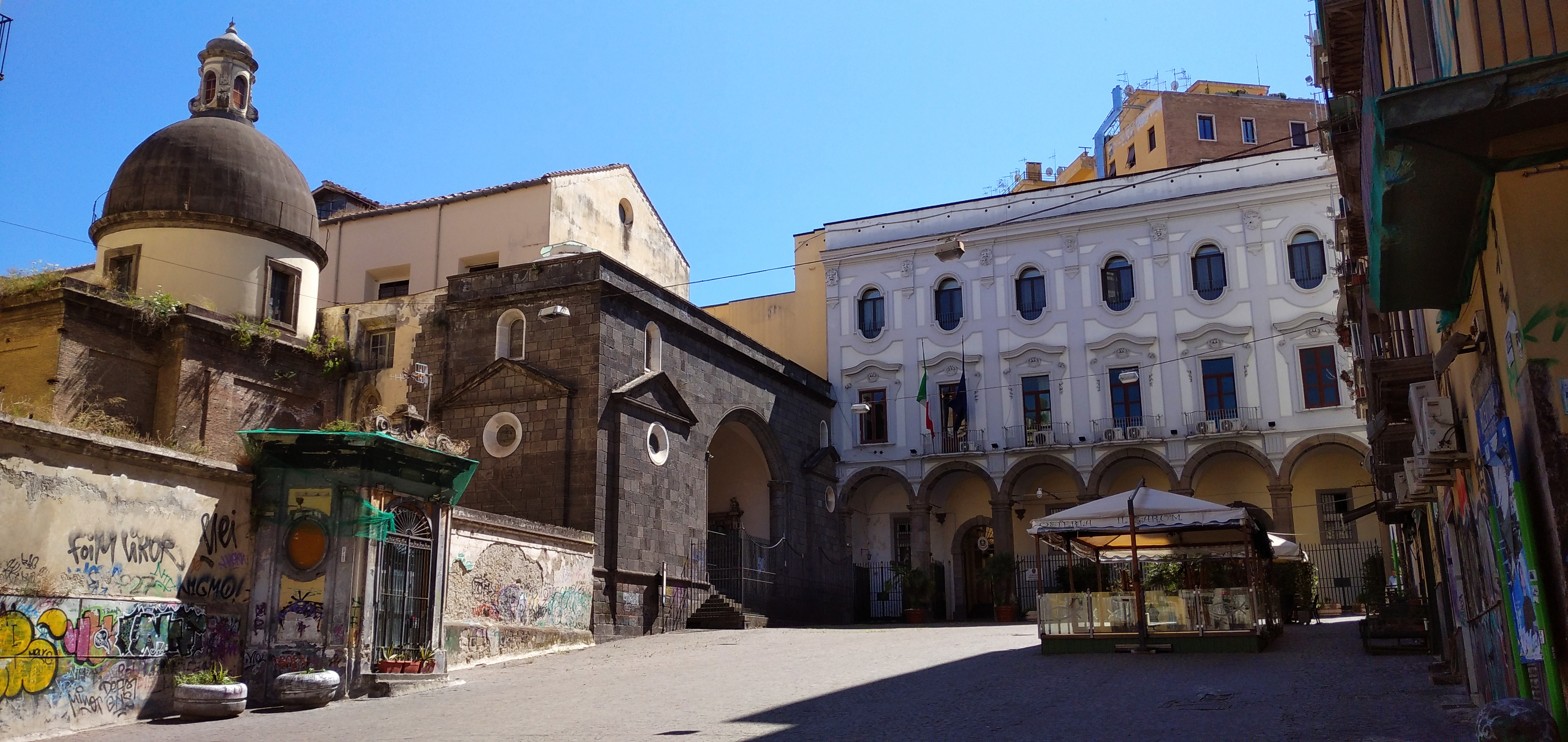
Chiesa di Sant'Anna dei Lombardi

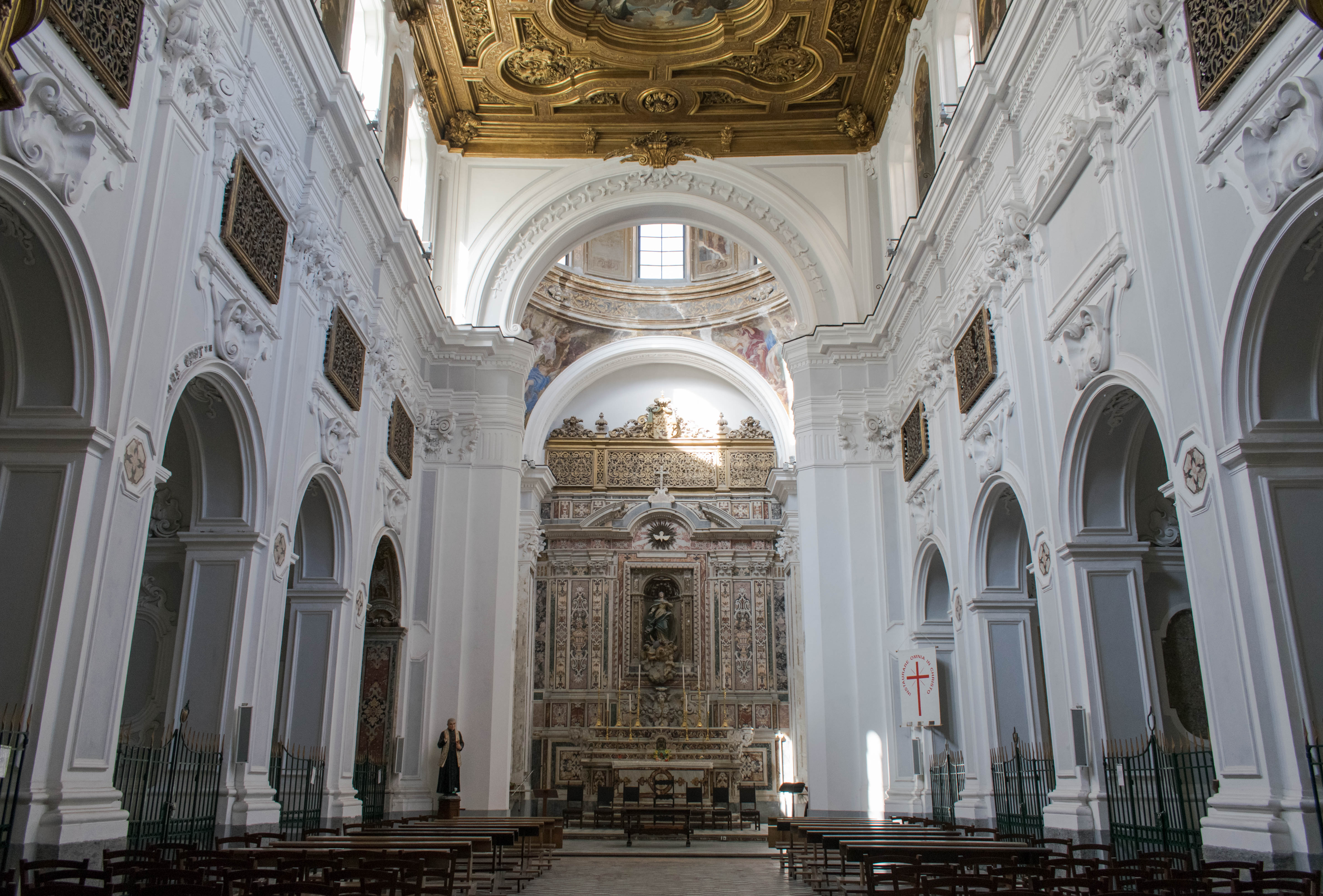
Chiesa di Santa Maria Donnalbina

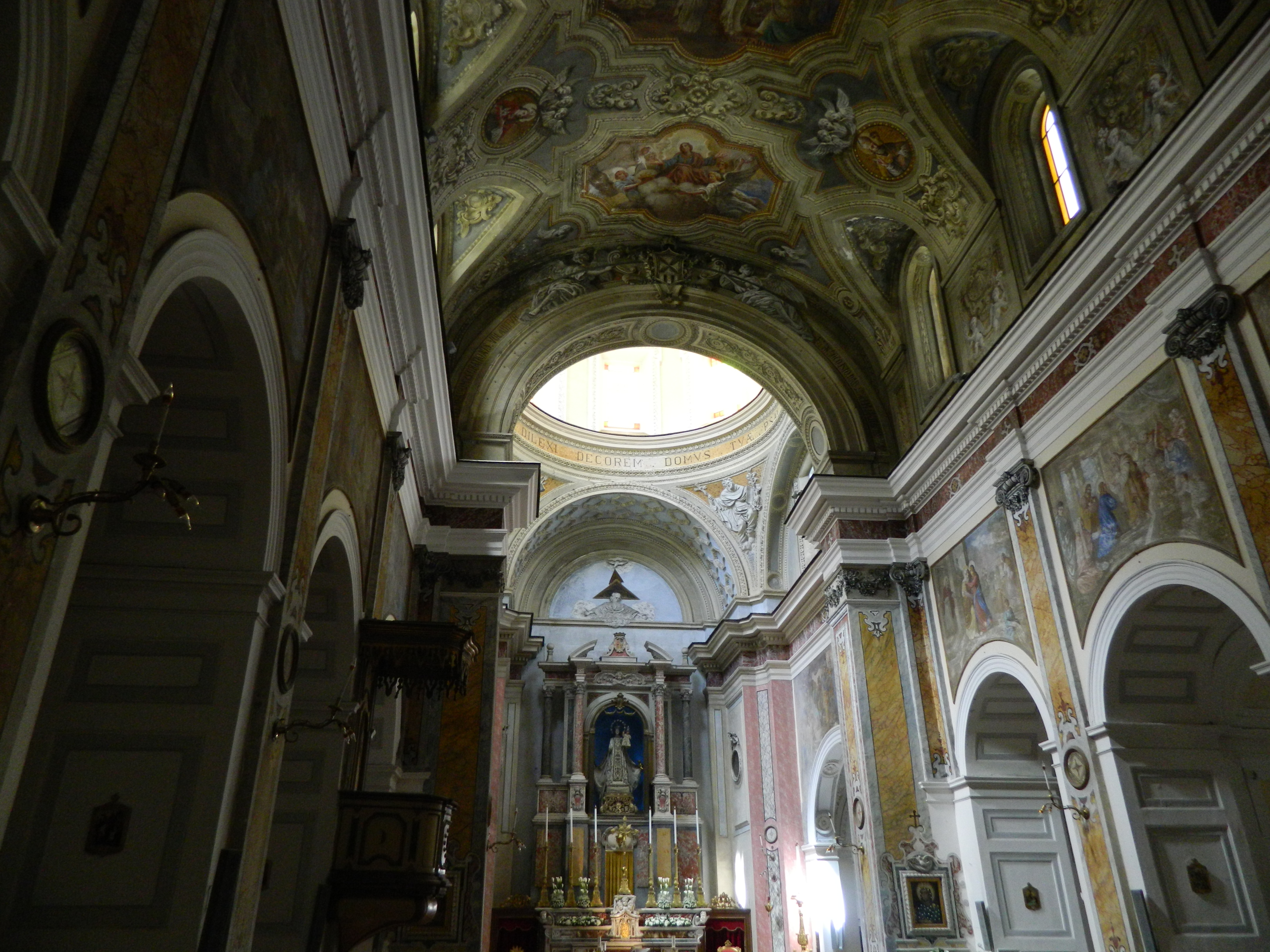
Chiesa di Sant'Orsola a Chiaia

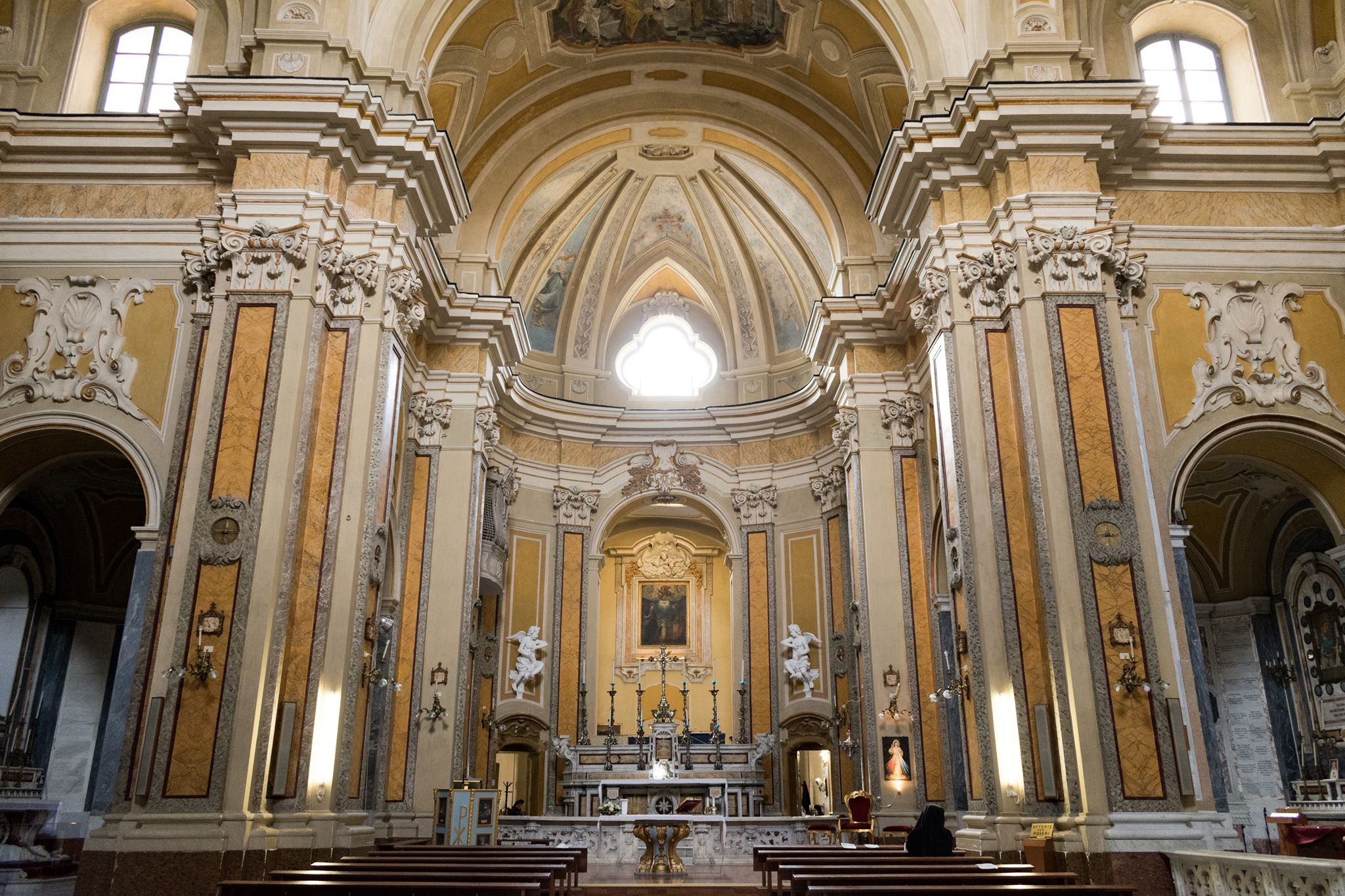
Chiesa di San Giuseppe dei Vecchi

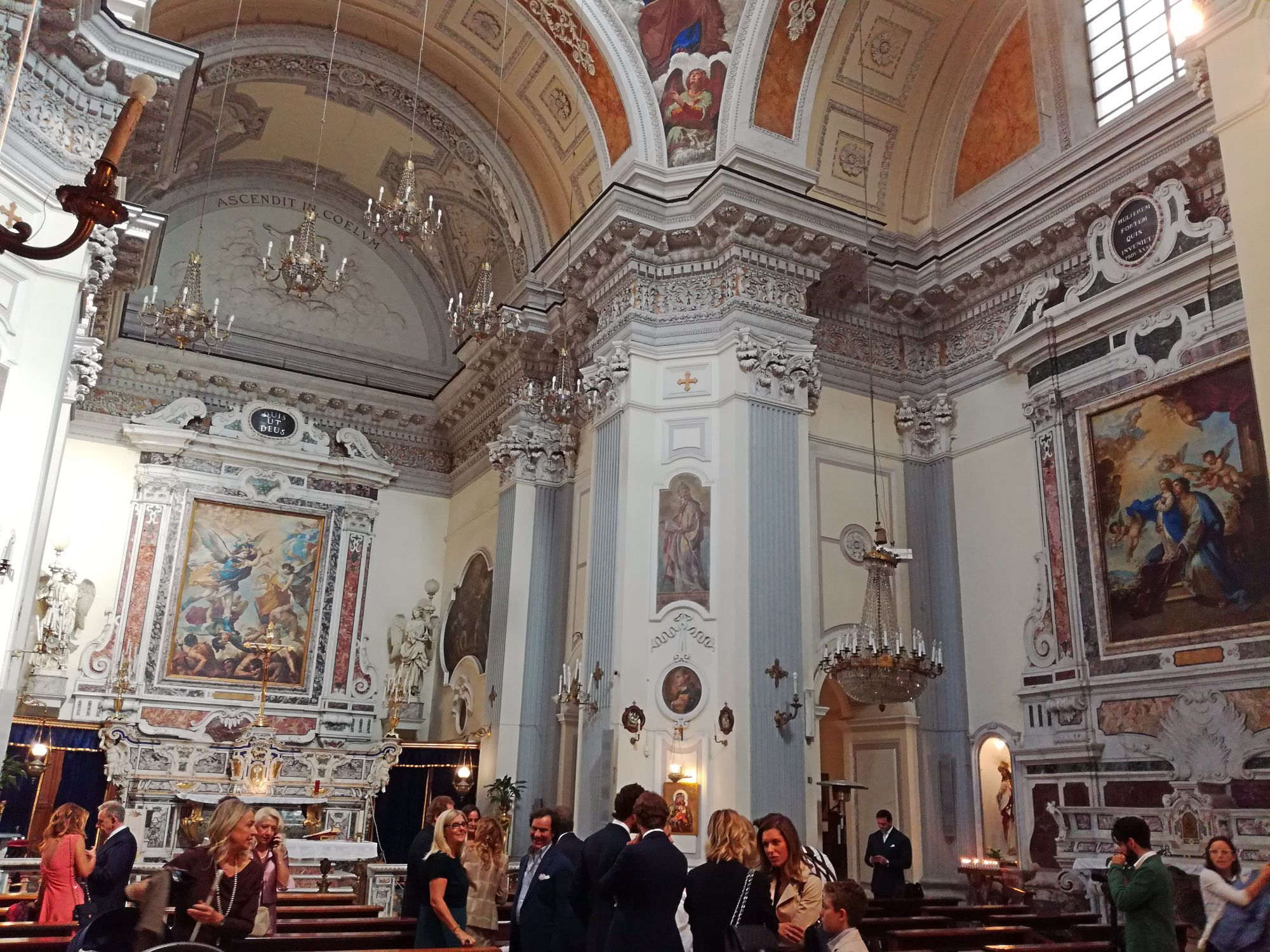
Chiesa dell'Ascensione a Chiaia

- Chiesa Cor Jesu ed ex educandato della Santissima Concezione a San Raffaele
- Chiesa dei Santi Alberto e Teresa
- Chiesa dei Santi Apostoli
- Chiesa dei Santi Bernardo e Margherita a Fonseca
- Chiesa dei Santi Bernardo e Margherita (detta anche dell'Ordine di Malta)
- Chiesa dei Santi Cosma e Damiano a Porta Nolana
- Chiesa dei Santi Cosma e Damiano ai Banchi Nuovi
- Chiesa dei Santi Crispino e Crispiniano
- Chiesa dei Santi Demetrio e Bonifacio
- Chiesa dei Santi Filippo e Giacomo al vico dei Parrettari
- Chiesa dei Santi Filippo e Giacomo dell'arte dei Fornai
- Chiesa dei Santi Filippo e Giacomo
- Chiesa dei Santi Francesco e Matteo
- Chiesa dei Santi Giovanni e Teresa
- Chiesa dei Santi Marcellino e Festo
- Chiesa dei Santi Marco e Andrea a Nilo
- Chiesa dei Santi Michele ed Omobono
- Chiesa dei Santi Nicandro e Marciano
- Chiesa dei Santi Pellegrino ed Emiliano
- Chiesa dei Santi Pietro e Paolo dei Greci
- Chiesa dei Santi Severino e Sossio
- Chiesa di Tutti i Santi al borgo Sant'Antonio
- Chiesa del Carminiello ai Mannesi
- Chiesa del Cenacolo
- Chiesa del Divino Amore
- Chiesa del Gesù Bambino all'Olivella
- Chiesa del Gesù delle Monache
- Chiesa del Sacro Cuore al Corso Vittorio Emanuele (civico 649)
- Chiesa del Sacro Cuore e di Santa Rita alla Salute
- Chiesa del Salvatore (nel castel dell'Ovo)
- Chiesa del Santissimo Crocifisso ad Antesaecula
- Chiesa del Santissimo Crocifisso detta la Sciabica (nella basilica di San Paolo Maggiore)
- Chiesa del Santissimo Redentore
- Chiesa del Santissimo Rosario ad Cattolici
- Chiesa del Santo Sepolcro di Cristo
- Chiesa del Santo Sepolcro di Gerusalemme
- Chiesa della Compagnia della Disciplina della Santa Croce
- Chiesa della Concezione a Materdei
- Chiesa della Concezione al Chiatamone
- Chiesa della Congrega di San Giovanni della Disciplina
- Chiesa della Congregazione dei 63 sacerdoti
- Chiesa della Congregazione della Trinità dei Pellegrini
- Chiesa della Consolazione a Carbonara (nella chiesa di San Giovanni a Carbonara)
- Chiesa della Croce di Lucca
- Chiesa della Graziella
- Chiesa della Missione ai Vergini
- Chiesa della Nunziatella
- Chiesa della Pace
- Chiesa della Pietà dei Turchini
- Chiesa della Pietatella a Carbonara
- Chiesa della Riconciliazione
- Chiesa della Santissima Annunziata a Fonseca
- Chiesa della Santissima Trinità alla Cesarea
- Chiesa della Santissima Trinità degli Spagnoli
- Chiesa della Santissima Trinità dei Pellegrini
- Cappella della Sommaria (nel castel Capuano)
- Chiesa dell'Addolorata nella Real Casa dell'Annunziata
- Chiesa dell'Addolorata
- Chiesa dell'Addolorata a Palazzo Cassano Ayerbo D'Aragona
- Chiesa dell'Addolorata a Pontenuovo
- Chiesa dell'Addolorata sulla Salita Miradois
- Chiesa dell'Arciconfraternita dei Lavoratori e dell'Ospedale Pellegrini
- Chiesa dell'Arciconfraternita dei Recitanti del Santissimo Rosario
- Chiesa dell'Arciconfraternita dei Santi Cuori di Gesù e Maria a Cappella Vecchia
- Chiesa dell'Arciconfraternita dei Santi Apostoli Pietro e Paolo Basacoena
- Chiesa dell'Arciconfraternita del Cappuccio alla Pietrasanta
- Chiesa dell'Arciconfraternita del Santissimo Rosario e San Rocco
- Chiesa dell'Arciconfraternita della Santissima Resurrezione
- Chiesa dell'Angelo Custode e delle Anime del Purgatorio alla Pacella
- Chiesa dell'Arciconfraternita dell'Immacolata e San Vincenzo Ferreri
- Chiesa di Santa Maria della Rotonda e grotta di Betlemme
- Chiesa dell'Arciconfraternita di San Filippo Neri a Chiaia
- Chiesa dell'Arciconfraternita di Santa Maria della Sanità
- Chiesa dell'Arciconfraternita di Santa Maria della Vittoria alla Torretta (o Chiesa di Santa Maria della Luce)
- Chiesa dell'Arciconfraternita di Santa Maria dell'Arco (sottostante la chiesa di San Giuseppe dei Ruffi)
- Chiesa dell'Ascensione a Chiaia
- Chiesa dell'Assunta dei Cento Sacerdoti
- Chiesa delle Clarisse
- Chiesa delle Crocelle ai Mannesi
- Chiesa delle Donne a San Martino
- Chiesa dell'Ecce Homo ai Banchi Nuovi
- Chiesa dell'Immacolata a Forcella
- Chiesa dell'Immacolata a Porta Capuana
- Chiesa dell'Immacolata a Vico
- Chiesa dell'Immacolata alle Fontanelle
- Chiesa dell'Immacolata Nuova (nel Complesso di Suor Orsola Benincasa)
- Chiesa dell'Immacolata Vecchia (nel Complesso di Suor Orsola Benincasa)
- Chiesa dell'Immacolata Concezione (vico II Santa Maria Avvocata)
- Chiesa dell'Immacolata Concezione e San Gioacchino
- Chiesa dell'Immacolata e San Vincenzo
- Chiesa dell'Immacolatella a Pizzofalcone
- Chiesa dell' Istituto delle Suore Riparatrici del Sacro Cuore (Corso Vittorio Emanuele n.494/A)
- Chiesa dell' Istituto di Sant' Antonio La Palma (Salita di Mauro n.21/22)
- Chiesa dell'Ospedale Fatebenefratelli, già del Monastero di Santa Maria del Paradiso
- Chiesa dell'Ospedale di Santa Maria di Loreto Crispi
- Chiesa di Maria Santissima Assunta in Cielo
- Chiesa di Maria Santissima del Carmine
- Chiesa di Nostra Signora del Pilar a Castel Sant'Elmo
- Chiesa di Palazzo Nunziante
- Chiesa di Palazzo Sanfelice
- Chiesa di Palazzo Troiano Spinelli di Laurino
- Chiesa di San Bartolomeo
- Chiesa di San Benedetto
- Chiesa di San Biagio ai Taffettanari
- Chiesa di San Biagio dei Caserti
- Chiesa di San Bonaventura
- Chiesa di San Carlo all'Arena
- Chiesa di San Carlo alle Mortelle
- Chiesa di San Domenico Soriano
- Chiesa di San Felice in Pincis
- Chiesa di San Ferdinando
- Chiesa di San Francesco (nel cimitero dei Cappuccini)
- Chiesa di San Francesco d'Assisi a Mergellina
- Chiesa di San Francesco dei Cocchieri
- Chiesa di San Francesco delle Monache
- Chiesa di San Gennaro
- Chiesa di San Gennaro a Sedil Capuano
- Chiesa di San Gennaro all'Olmo
- Chiesa di San Gennaro dei Cavalcanti (distrutta)
- Chiesa di San Gennaro Spogliamorti
- Chiesa di San Giacomo degli Italiani
- Chiesa di San Gioacchino a Pontenuovo
- Chiesa di San Giorgio dei Genovesi
- Chiesa di San Giovanni a Carbonara
- Chiesa di San Giovanni a Mare
- Chiesa di San Giovanni Battista dei Caprettari
- Chiesa di San Giovanni Battista delle Monache
- Chiesa di San Giovanni da Capestrano
- Chiesa di San Girolamo dei Ciechi
- Chiesa di San Girolamo delle Monache
- Chiesa di San Giuseppe a Chiaia
- Chiesa di San Giuseppe dei Nudi
- Chiesa di San Giuseppe dei Ruffi
- Chiesa di San Giuseppe dei Vecchi
- Chiesa di San Giuseppe delle Scalze a Pontecorvo
- Chiesa di San Giuseppe Maggiore (demolita)
- Chiesa di San Gregorio Armeno
- Chiesa di San Liborio
- Chiesa di San Mattia
- Chiesa di San Michele Arcangelo
- Chiesa di San Nicola a Nilo
- Chiesa di San Nicola a Pistaso
- Chiesa di San Nicola alla Carità
- Chiesa di San Nicola da Tolentino
- Chiesa di San Nicola dei Caserti
- Chiesa di San Pantaleone
- Chiesa di San Pasquale a Chiaia
- Chiesa di San Pietro (nel castel dell'Ovo)
- Chiesa di San Pietro a Fusariello (demolita)
- Chiesa di San Pietro a Majella
- Chiesa di San Pietro in Vinculis
- Chiesa di San Pietro Martire
- Chiesa di San Potito
- Chiesa di San Raffaele (con annesso ex-ritiro delle pentite)
- Chiesa di San Rocco alla Riviera di Chiaia
- Chiesa di San Salvatore agli Orefici
- Chiesa di San Severo al Pendino
- Chiesa di San Severo fuori le mura
- Chiesa di San Tarcisio
- Chiesa di San Tommaso a Capuana
- Chiesa di Santa Barbara dei Marinai
- Chiesa di Santa Brigida
- Chiesa di Santa Caterina a Chiaia
- Chiesa di Santa Caterina a Formiello
- Chiesa di Santa Caterina al Pallonetto (resti)
- Chiesa di Santa Caterina da Siena
- Chiesa di Santa Caterina della Spina Corona
- Chiesa di Santa Croce di Palazzo
- Chiesa di Santa Croce e Purgatorio al Mercato
- Chiesa di Santa Luciella a San Biagio dei Librai
- Chiesa di Santa Maria a Cancello (ruderi)
- Chiesa di Santa Maria a Cappella Nuova (demolita)
- Chiesa di Santa Maria a Lanzati
- Chiesa di Santa Maria a Mare (o Santa Maria Addolorata)
- Chiesa di Santa Maria a Moneta
- Chiesa di Santa Maria a Piazza
- Chiesa di Santa Maria a Sicola
- Chiesa di Santa Maria ad Agnone
- Chiesa di Santa Maria ad Ogni Bene dei Sette Dolori
- Chiesa di Santa Maria Addolorata dei Franchis
- Chiesa di Santa Maria Addolorata alla Solitaria
- Chiesa di Santa Maria Ancillarum
- Chiesa di Santa Maria Antesaecula
- Chiesa di Santa Maria Apparente
- Chiesa di Santa Maria Assunta dei Pignatelli
- Chiesa di Santa Maria Avvocata dei Peccatori
- Chiesa di Santa Maria Avvocata
- Chiesa di Santa Maria degli Angeli alle Croci
- Chiesa di Santa Maria degli Angeli detta del Cappuccio
- Chiesa di Santa Maria dei Bianchi dell'Arte dei Verdummari
- Chiesa di Santa Maria dei Miracoli
- Chiesa di Santa Maria dei Vergini
- Chiesa di Santa Maria del Ben Morire
- Chiesa di Santa Maria del Carmine e San Giovanni Battista
- Chiesa di Santa Maria del Faro
- Chiesa di Santa Maria del Monte dei Poveri
- Chiesa di Santa Maria del Parto a Mergellina
- Chiesa di Santa Maria del Popolo (nel Complesso degli Incurabili)
- Chiesa di Santa Maria del Presidio
- Chiesa di Santa Maria del Rifugio
- Chiesa di Santa Maria del Rimedio al Molo Grande
- Chiesa di Santa Maria del Rosario a Portamedina
- Chiesa di Santa Maria del Rosario alle Pigne
- Chiesa di Santa Maria del Soccorso
- Chiesa di Santa Maria del Soccorso all'Arenella
- Chiesa di Santa Maria della Candelora
- Chiesa di Santa Maria della Carità
- Chiesa di Santa Maria della Catena
- Chiesa di Santa Maria della Colonna
- Chiesa di Santa Maria della Concezione a Montecalvario
- Chiesa di Santa Maria della Concordia
- Chiesa di Santa Maria della Consolazione a Villanova
- Chiesa di Santa Maria della Fede
- Chiesa di Santa Maria della Lettera
- Chiesa di Santa Maria della Mercede a Montecalvario
- Chiesa di Santa Maria della Mercede e Sant'Alfonso Maria de' Liguori
- Chiesa di Santa Maria della Misericordia ai Vergini
- Chiesa di Santa Maria della Misericordia e Angelo Custode
- Chiesa di Santa Maria della Neve in San Giuseppe
- Chiesa di Santa Maria della Pace
- Chiesa di Santa Maria della Purità alla Salità del Ritiro alla Purità
- Chiesa di Santa Maria della Purità al Vomero
- Chiesa di Santa Maria della Purità degli Orefici
- Chiesa di Santa Maria della Purità e Sant'Anna
- Chiesa di Santa Maria della Salute
- Chiesa di Santa Maria della Sapienza
- Chiesa di Santa Maria la Scala
- Chiesa di Santa Maria della Solitaria
- Chiesa di Santa Maria della Speranza
- Chiesa di Santa Maria della Stella alle Paparelle
- Chiesa di Santa Maria della Stella
- Chiesa di Santa Maria della Verità
- Chiesa di Santa Maria della Vita
- Chiesa di Santa Maria della Vittoria
- Chiesa di Santa Maria della Vittoria e Santissima Trinità all'Anticaglia
- Chiesa di Santa Maria dell'Aiuto
- Chiesa di Santa Maria dell'Amore
- Chiesa di Santa Maria dell'Anima a Parco Margherita
- Chiesa di Santa Maria dell'Arco a Portanova
- Chiesa di Santa Maria dell'Arco in via Soprammuro
- Chiesa di Santa Maria delle Anime del Purgatorio ad Arco
- Chiesa di Santa Maria delle Grazie
- Chiesa di Santa Maria delle Grazie a Capodimonte
- Chiesa di Santa Maria delle Grazie a Piazza Cavour
- Chiesa di Santa Maria delle Grazie a Toledo
- Chiesa di Santa Maria delle Grazie alla Zabatteria (demolita)
- Chiesa di Santa Maria delle Grazie all'Orto del Conte
- Chiesa di Santa Maria delle Grazie in Sant'Antonio di Padova a Calata San Francesco
- Chiesa di Santa Maria delle Mosche
- Chiesa di Santa Maria dell'Olivella
- Chiesa di Santa Maria di Bellavista
- Chiesa di Santa Maria di Caravaggio
- Chiesa di Santa Maria di Costantinopoli
- Chiesa di Santa Maria di Gerusalemme
- Chiesa di Santa Maria di Monserrato
- Chiesa di Santa Maria di Montesanto
- Chiesa di Santa Maria di Monteverginella
- Chiesa di Santa Maria di Piedigrotta al Lavinaio
- Chiesa di Santa Maria di Piedigrotta
- Chiesa di Santa Maria di Portosalvo
- Chiesa di Santa Maria Donnalbina
- Chiesa di Santa Maria Donnaregina Nuova
- Chiesa di Santa Maria Donnaregina Vecchia
- Chiesa di Santa Maria Donnaromita
- Chiesa di Santa Maria Egiziaca a Forcella
- Chiesa di Santa Maria Egiziaca a Pizzofalcone
- Chiesa di Santa Maria Francesca delle Cinque Piaghe
- Chiesa di Santa Maria in Cosmedin
- Chiesa di Santa Maria in Portico
- Chiesa di Santa Maria Incoronata
- Chiesa di Santa Maria la Bruna a vicolo Scassacocchi
- Chiesa di Santa Maria la Nova
- Chiesa di Santa Maria la Palma
- Chiesa di Santa Maria Maddalena ai Cristallini
- Chiesa di Santa Maria Maddalena alle Cappuccinelle
- Chiesa di Santa Maria Maddalena de' Pazzi
- Chiesa di Santa Maria Maddalena delle Convertite Spagnole
- Chiesa di Santa Maria Materdei e del Santissimo Salvatore degli Orefici (vico Tessitori)
- Chiesa di Santa Maria Materdomini
- Chiesa di Santa Maria Ognibene
- Chiesa di Santa Maria Porta Coeli (manomessa)
- Chiesa di Santa Maria Regina Coeli
- Chiesa di Santa Maria Stella Maris
- Chiesa di Santa Maria Succurre Miseris ai Vergini
- Chiesa di Santa Maria Vertecoeli
- Chiesa di Santa Marta
- Chiesa di Santa Monica (nella chiesa di San Giovanni a Carbonara)
- Chiesa di Santa Patrizia
- Chiesa di Santa Rosa a Regina Coeli
- Chiesa di Santa Sofia
- Chiesa di Santa Teresa a Chiaia
- Chiesa di Santa Teresa degli Scalzi
- Chiesa di Santa Teresella degli Spagnoli
- Chiesa di Sant'Agrippino a Forcella
- Chiesa di Sant'Alessio al Lavinaio
- Chiesa di Sant'Andrea Apostolo detta dei Gattoli
- Chiesa di Sant'Andrea dei Cocchieri
- Chiesa di Sant'Angelo a Nilo
- Chiesa di Sant'Angelo a Segno
- Chiesa di Sant'Anna a Capuana
- Chiesa di Sant'Anna a Marconiglio
- Chiesa di Sant'Anna alle Paludi
- Chiesa di Sant'Anna al Trivio
- Chiesa di Sant'Anna dei Lombardi
- Chiesa di Sant'Anna di Palazzo
- Chiesa di Sant'Antoniello a Capuana
- Chiesa di Sant'Antoniello del Sangue di Cristo ai Ventaglieri
- Chiesa di Sant'Antonio a Posillipo
- Chiesa di Sant'Antonio a Tarsia
- Chiesa di Sant'Antonio Abate
- Chiesa di Sant'Antonio ai Monti
- Chiesa di Sant'Antonio alla Vicaria
- Chiesa di Sant'Arcangelo a Baiano
- Chiesa di Sant'Arcangelo agli Armieri
- Chiesa di Sant'Arcangelo degli Arcamoni
- Chiesa di Sant'Aspreno ai Crociferi
- Chiesa di Sant'Aspreno al Porto
- Chiesa di Sant'Erasmo a Castel Sant'Elmo
- Chiesa di Sant'Eframo Vecchio
- Chiesa di Sant'Eligio dei Chiavettieri
- Chiesa di Sant'Ivone degli Avvocati
- Chiesa di Santo Strato a Posillipo
- Chiesa di Sant'Onofrio alla Vicaria
- Chiesa di Sant'Onofrio dei Vecchi
- Chiesa di Sant'Orsola a Chiaia
- Chiesa di Villa Flordiana
- Chiesa Evangelica Valdese di Napoli
- Chiesa in via Carlo Poerio
- Chiesa in via Salvator Rosa (tra le rovine del ponte di epoca romana)
- Chiesa in via San Giovanni e Paolo
- Chiesa in vico Forno a Porta San Gennaro (riadattata in un palazzo: è sopravvissuta solo la facciata)
- Chiesa luterana di Napoli
- Santuario delle Ancelle del Sacro Cuore
- Santuario di San Gaetano Thiene (nella basilica di San Paolo Maggiore)

### Complessi religiosi

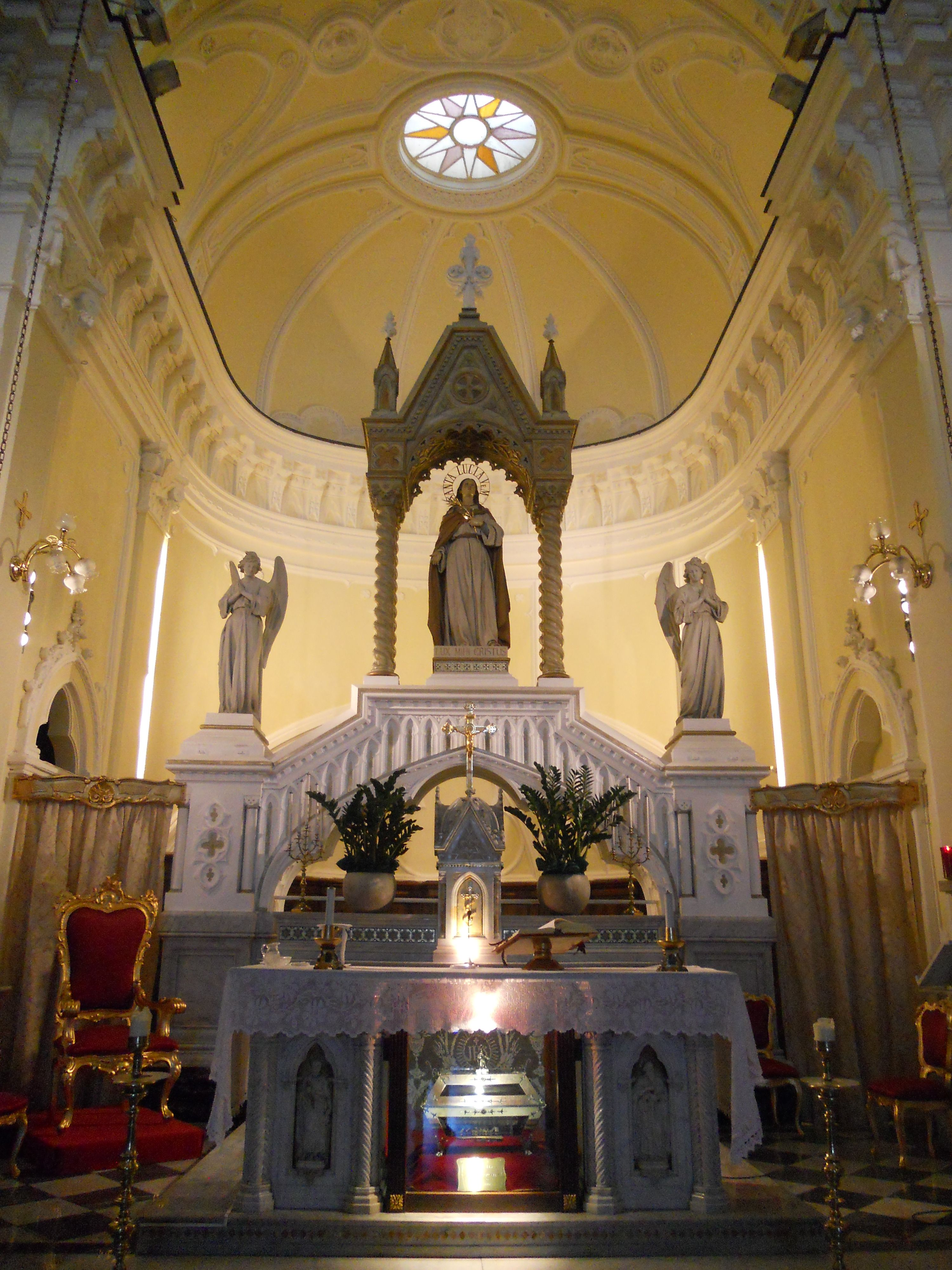
Complesso di Santa Lucia Vergine al Monte

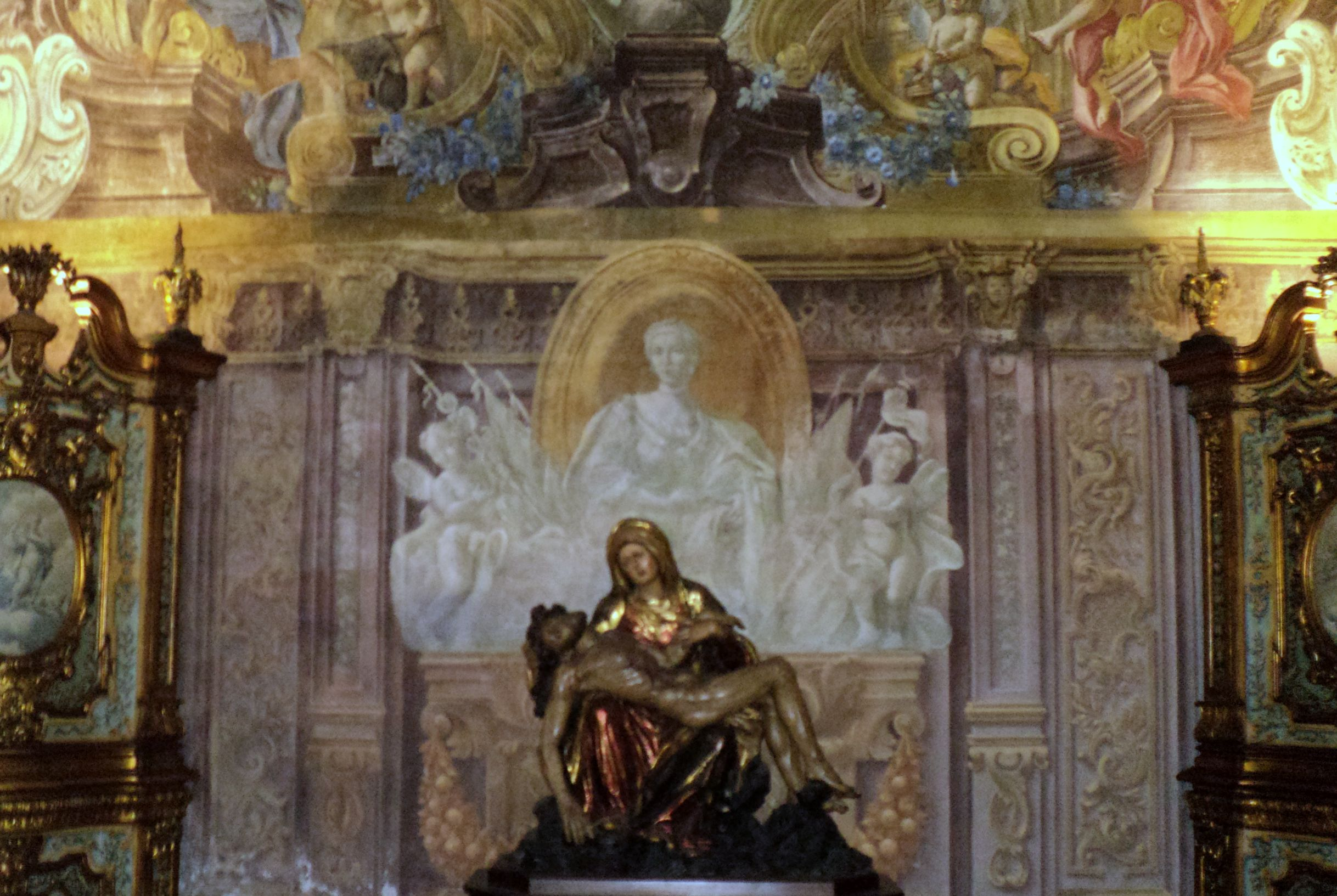
Monte di Pietà

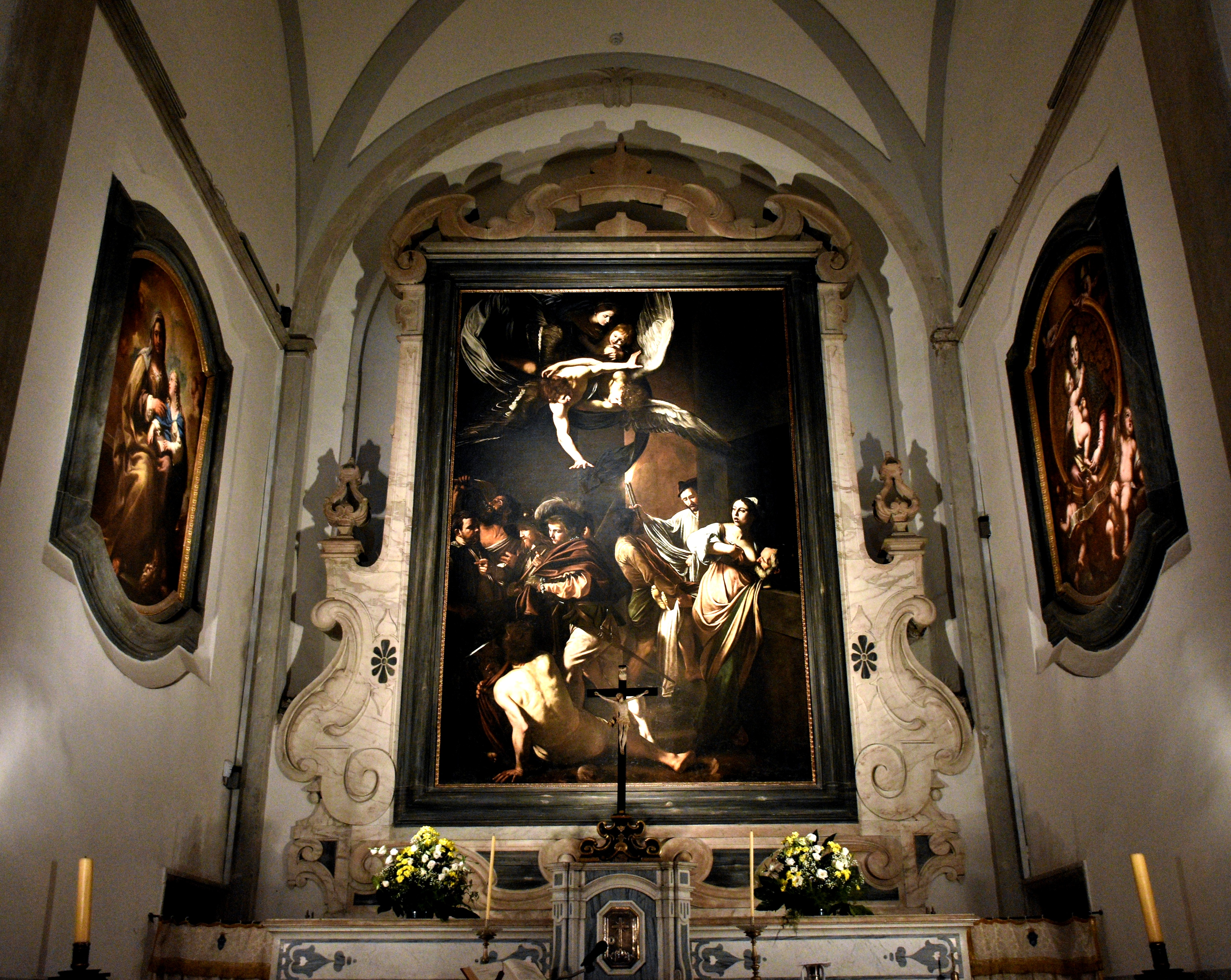
Chiesa del Pio Monte della Misericordia (altare maggiore)

- Abbazia di Santa Maria a Cappella Vecchia
- Casa del Salvatore
- Complesso degli Incurabili
- Complesso dei Cinesi
- Complesso del Carminiello al Mercato
- Complesso del Convitto Nazionale
- Complesso della Santissima Trinità delle Monache
- Complesso delle Pentite al borgo Sant'Antonio Abate
- Complesso di Gesù e Maria
- Complesso di San Francesco degli Scarioni
- Complesso di San Francesco delle Cappuccinelle
- Complesso di San Francesco di Paola (semidistrutto, è sopravvissuto solo il convento)
- Complesso di San Gaudioso (semidistrutto)
- Complesso di San Tommaso d'Aquino (demolito negli anni trenta)
- Complesso di Santa Lucia Vergine al Monte
- Complesso di Santa Maria dei Monti
- Complesso di Santa Maria del Presepe
- Complesso di Santa Maria della Consolazione
- Complesso di Santa Maria della Misericordia
- Complesso di Santa Maria delle Periclitanti
- Complesso di Santa Maria dello Splendore
- Complesso di Santa Maria di Betlemme
- Complesso di Santa Maria di Materdei
- Complesso di Santa Monica
- Complesso di Sant'Andrea delle Dame
- Complesso di Sant'Antonio delle Monache a Port'Alba
- Complesso monastico di Suor Orsola Benincasa
- Eremo dei Cappuccini
- Masseria Spinosa
- Mausoleo Schilizzi
- Monastero di Sant'Eframo Nuovo
- Monte di Pietà
- Ospedale di San Gennaro dei Poveri
- Ospizio Marino Padre Ludovico da Casoria
- Oratorio dei Nobili e Oratorio delle Dame
- Pio Monte della Misericordia
- Ritiro delle Teresiane di Torre del Greco (Materdei, salita San Raffaele)
- Ritiro Regina del Santissimo Rosario Refugium Peccatorum
- Sacro tempio della Scorziata

### Oratori

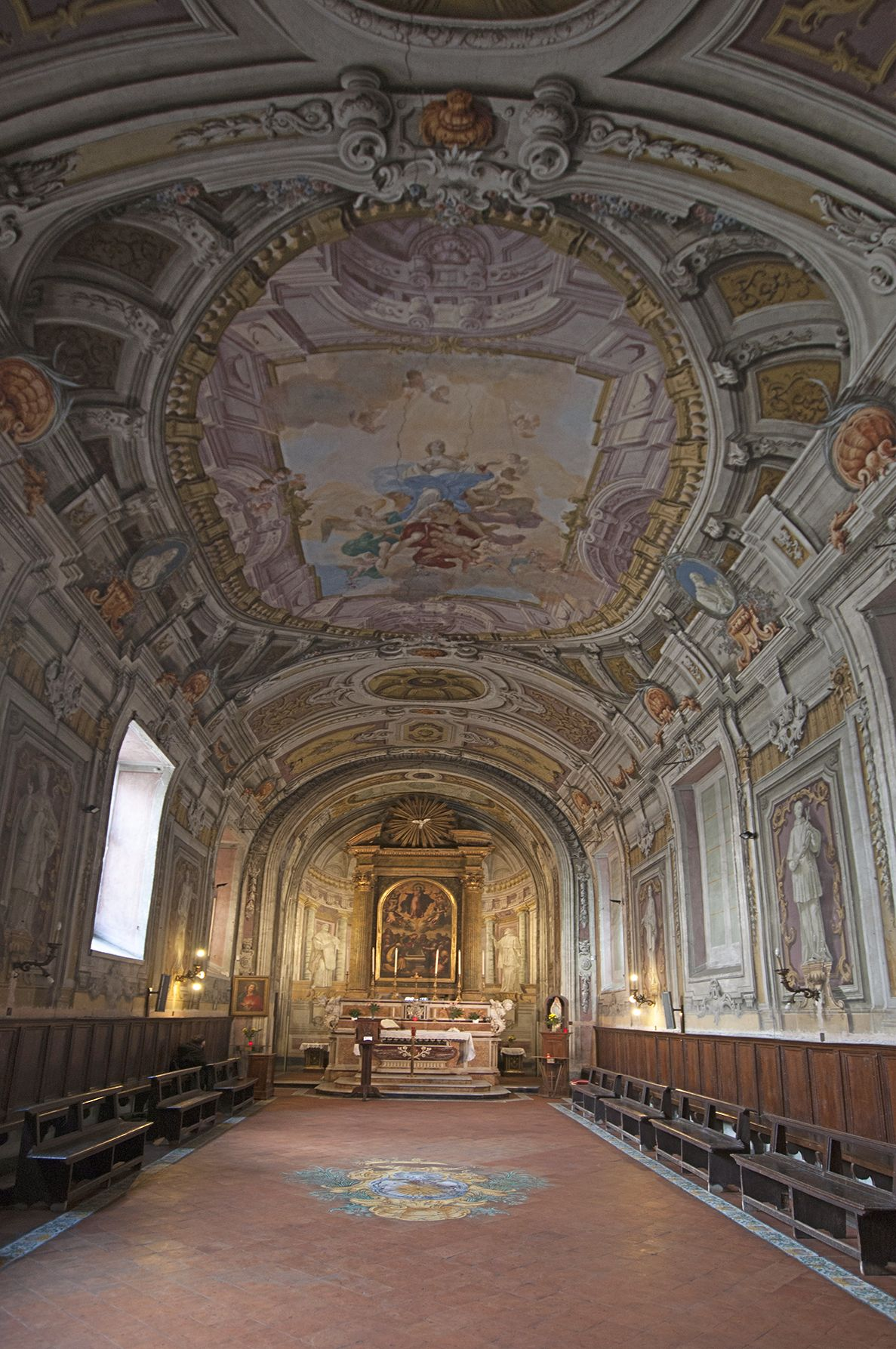
Oratorio dell'Assunta

- Oratorio d'Estate (Complesso della Missione ai Vergini)
- Oratorio della Confraternita dei Bianchi dello Spirito Santo
- Oratorio della Confraternita dei Verdi dello Spirito Santo
- Oratorio della Confraternita dei LXVI Sacerdoti in San Giovanni Maggiore
- Oratorio della Scala Santa
- Oratorio dell'Assunta (Complesso dei Girolamini)
- Oratorio dell'Ecce Homo al Cerriglio
- Oratorio dell'Immacolata Concezione e Purificazione di Maria de' nobili in Montecalvario
- Oratorio della Congregazione dei Dottori (Complesso dei Girolamini)
- Oratorio della Congregazione del Divino Amore in San Paolo Maggiore
- Oratorio del Santissimo Crocifisso dei Cavalieri in San Paolo Maggiore
- Oratorio di Santa Maria della Fede
- Oratorio di Santa Maria Presentata al Tempio
- Oratorio della Confraternita di Sant'Antonio in Sant'Anna a Capuana
- Oratorio della Confraternita di Sant'Antonio da Padova in San Lorenzo Maggiore
- Oratorio della Confraternita dei Bianchi di Sant'Antonio in San Severo fuori le Mura
- Oratorio della Compagnia della Disciplina della Santa Croce
- Oratorio della Confraternita di Santa Restituta dei Neri o del Tesoro Vecchio (Duomo)
- Oratorio della Confraternita dei Bianchi del Santissimo Sacramento (Duomo)
- Oratorio della Confraternita dei Bianchi dei Santi Francesco e Matteo
- Oratorio della Compagnia dei Bianchi della Giustizia (Complesso degli Incurabili)
- Oratorio della Confraternita dei Bianchi della Natività di Nostra Signora a Pizzofalcone
- Oratorio della Confraternita dei Bianchi di Santa Maria della Fede
- Oratorio della Confraternita dei Nobili di Santa Maria della Misericordia ai Vergini
- Oratorio della Confraternita del Santissimo Crocifisso ai Sette Dolori[14]
- Oratorio della Confraternita del Santissimo Nome di Gesù in San Domenico Maggiore[15]
- Oratorio della Confraternita del Santissimo Rosario in San Domenico Maggiore
- Oratorio della Confraternita del Santissimo Rosario in Santa Maria della Sanità
- Oratorio della Confraternita del Santissimo Sacramento all'Avvocata
- Oratorio della Confraternita del Santissimo Sacramento in San Domenico Maggiore
- Oratorio della Confraternita del Santissimo Sacramento in Sant'Eligio Maggiore
- Oratorio della Confraternita del Santissimo Sacramento in San Giovanni Maggiore
- Oratorio della Confraternita del Santissimo Sacramento e Rosario al Monte di Dio (Gradoni di Chiaia n.39)
- Oratorio della Confraternita del Santissimo Rosario in Santa Caterina a Formiello
- Oratorio della Confraternita del Santissimo Rosario in San Domenico Soriano
- Oratorio della Confraternita dell'Immacolata Concezione ai Vergini
- Oratorio della Confraternita dell'Immacolata Concezione in Santa Maria di Monteverginella
- Oratorio della Confraternita della Santissima Annunziata in Santa Maria dei Monti
- Oratorio della Confraternita di Santa Maria di Piedigrotta
- Oratorio della Confraternita dei Bianchi di Nostra Signora del Santissimo Rosario di Palazzo (vico Rosario di Palazzo 38a)
- Oratorio di Santa Maria Vertecoeli
- Oratorio della Confraternita della Dottrina Cristiana e dei Catecumeni (Palazzo Arcivescovile)
- Oratorio delle Sante Caterina e Orsola dei Rossi
- Oratorio della Confraternita di Santa Maria del Carmine e di Santa Maria di Tutti i Santi (Complesso degli Incurabili)

### Sacrestie (le più rilevanti)
- Sacrestia di San Domenico Maggiore
- Sacrestia di Solimena (nella basilica di san Paolo Maggiore)
- Sacrestia del Vasari (nella chiesa di Sant'Anna dei Lombardi)

## Luoghi di culto fuori dal centro storico (non esaustiva)
- Cappella Cangiani

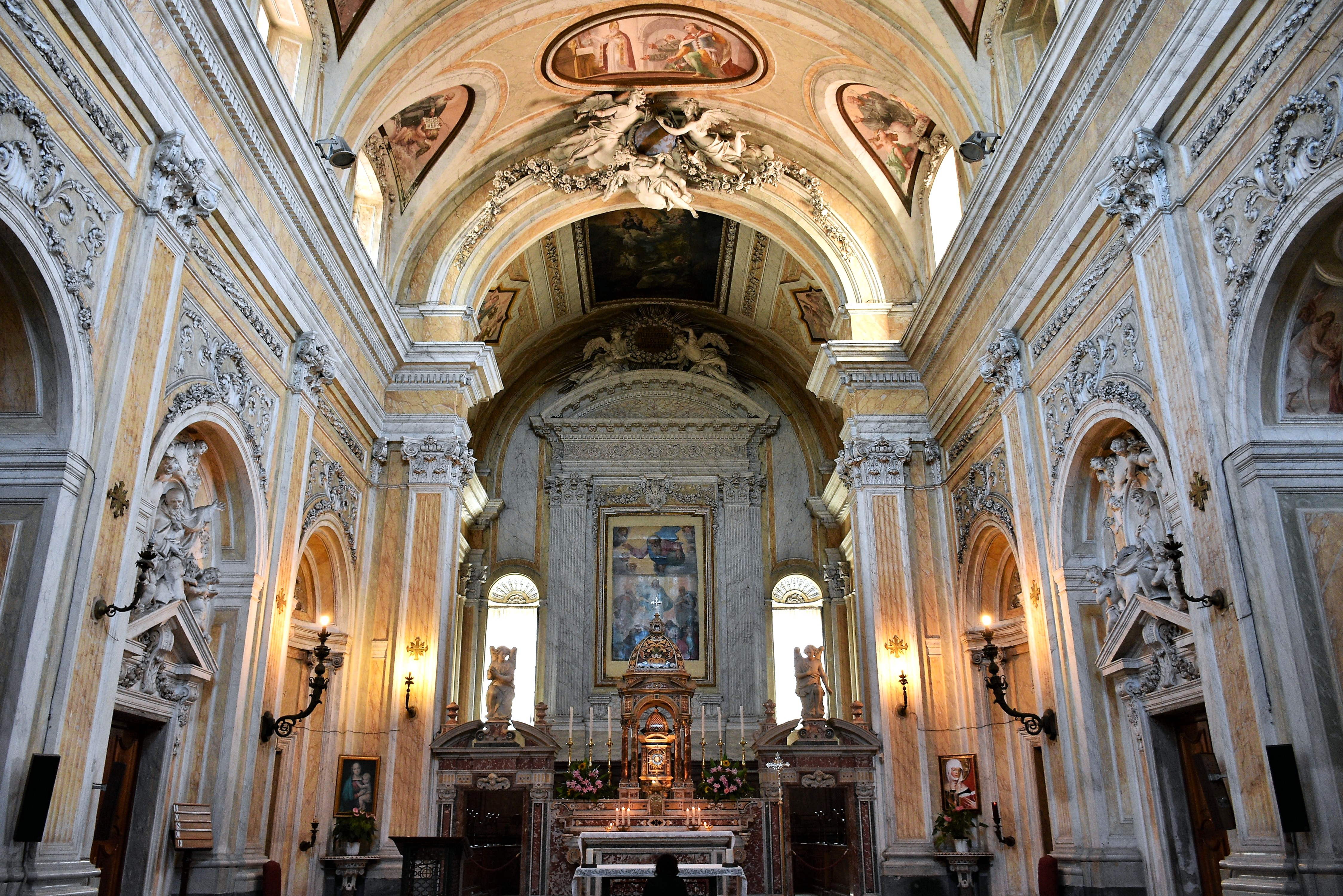
Chiesa del Complesso dell'Eremo dei Camaldoli

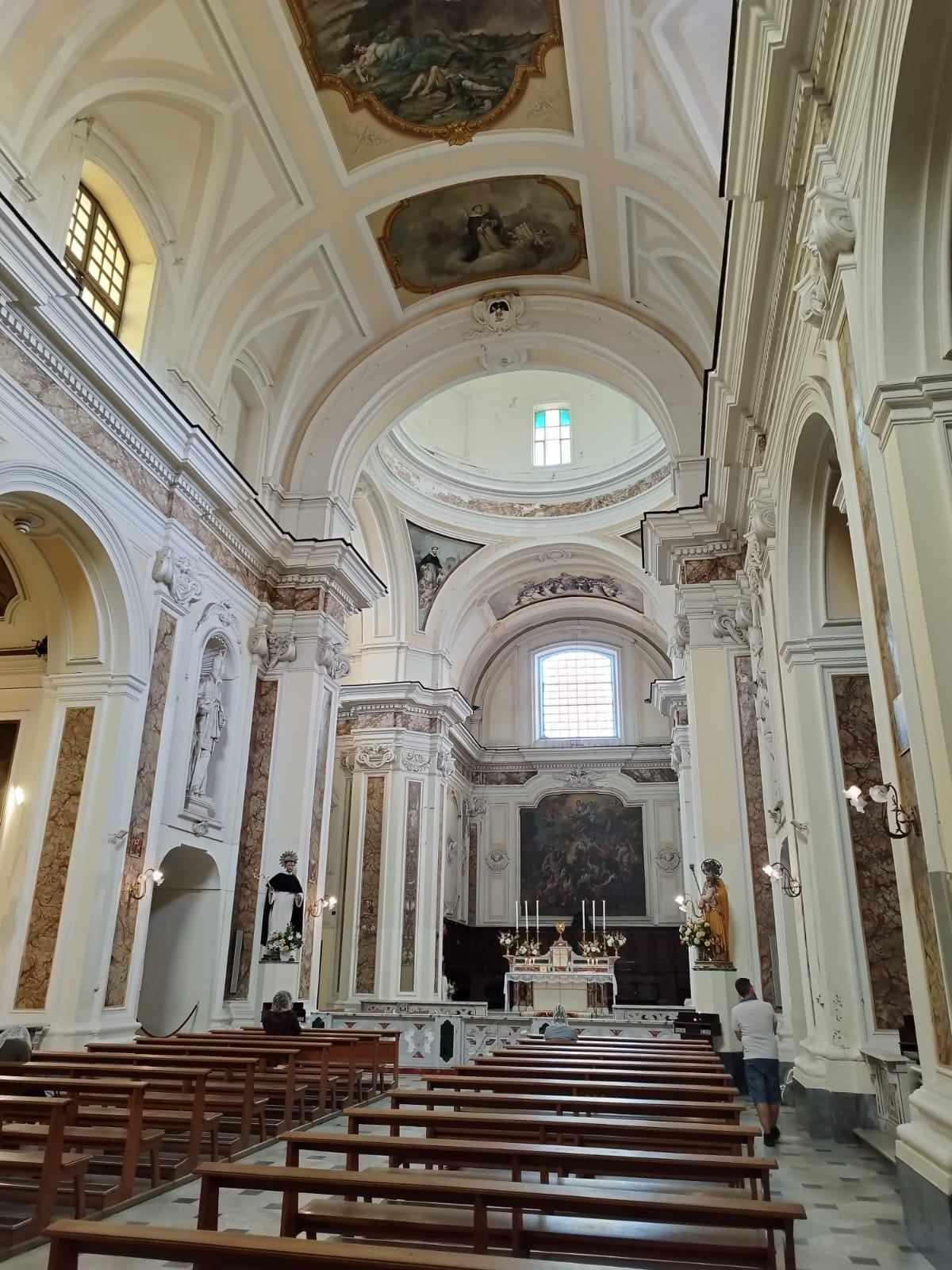
Chiesa di San Domenico a Barra

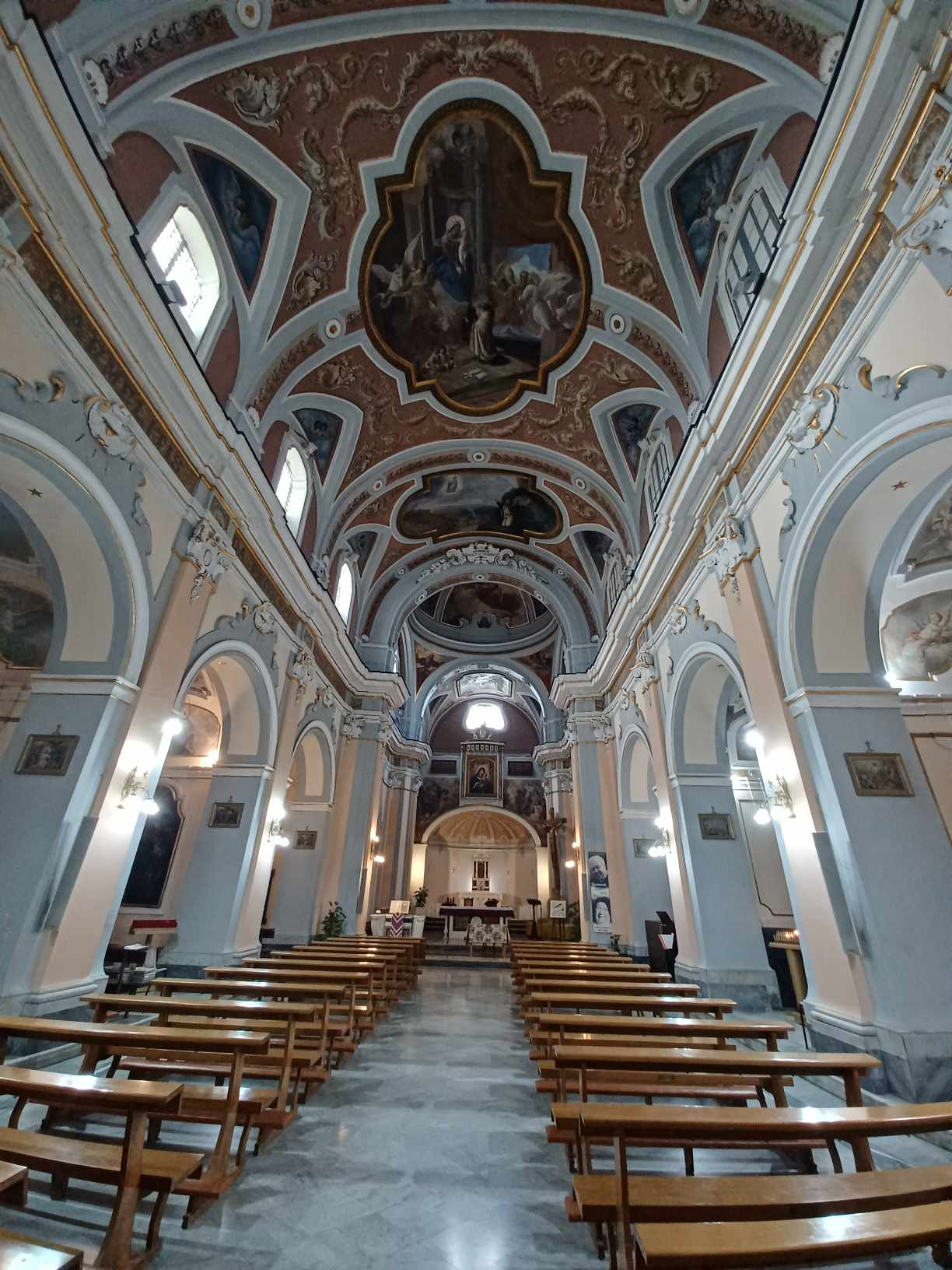
Chiesa di Santa Maria del Carmine a San Giovanni a Teduccio

Chiesa di Santa Maria del Soccorso a San Giovanni a Teduccio

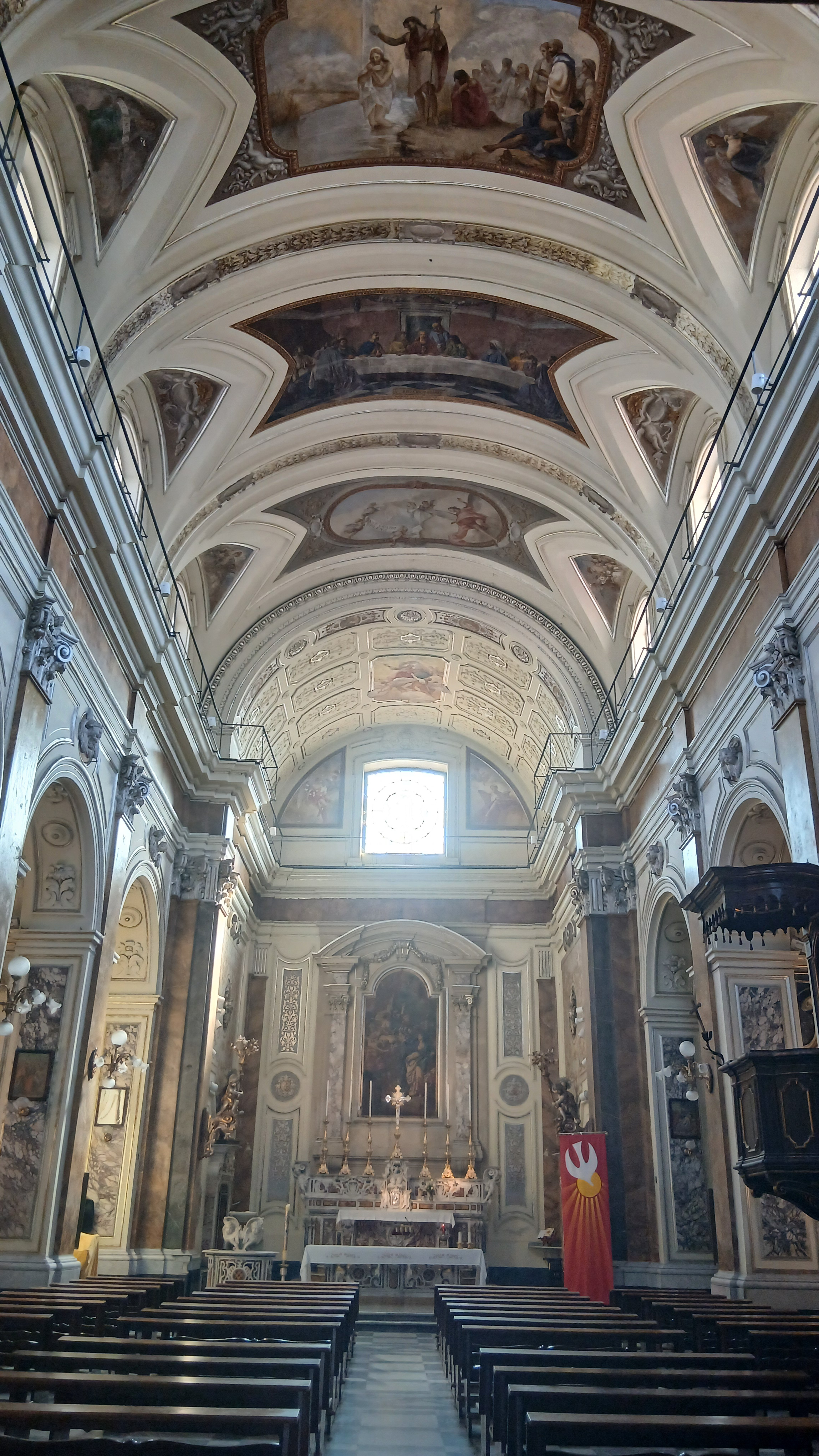
Chiesa dell'Annunziata a Barra

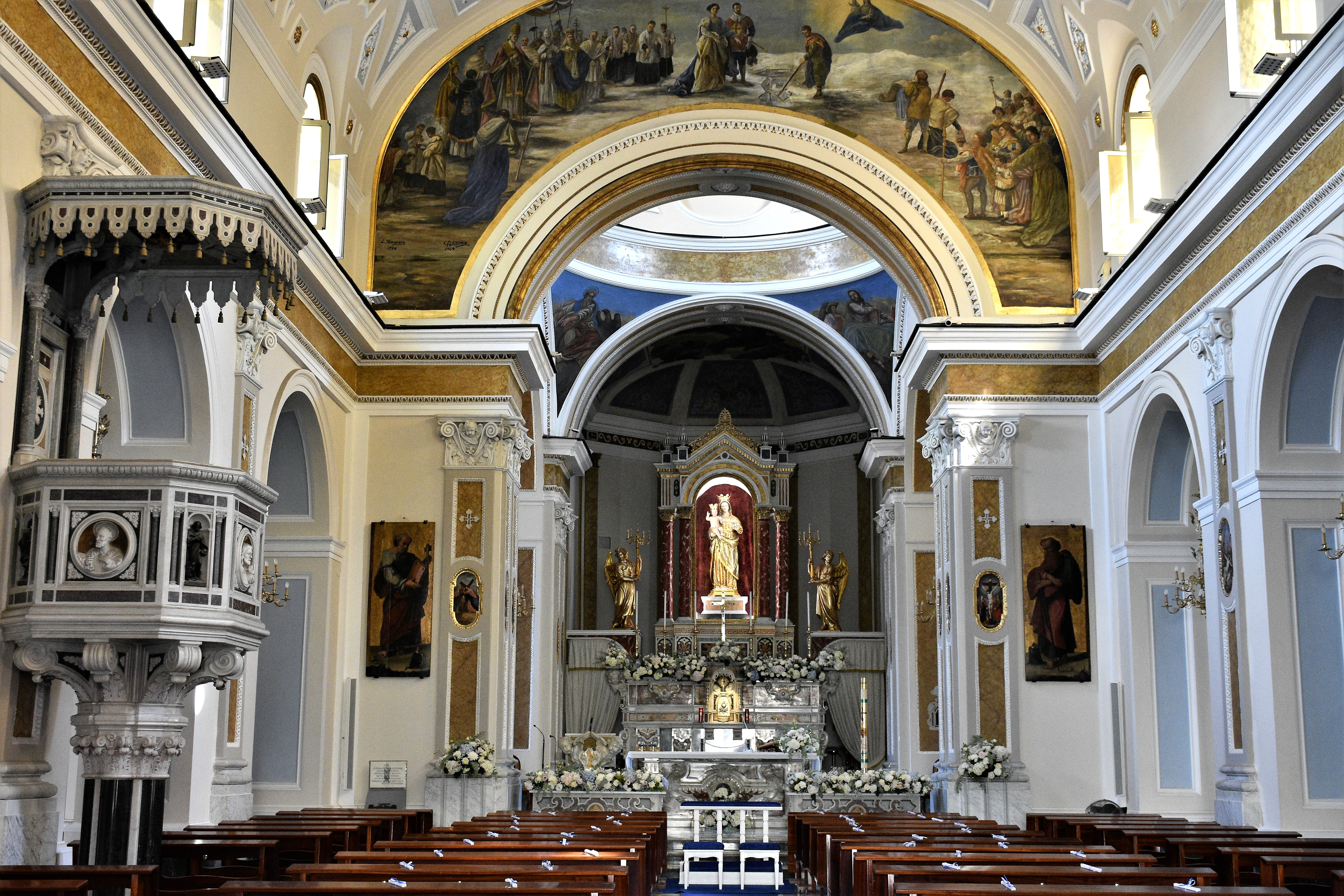
Basilica santuario di Santa Maria della Neve

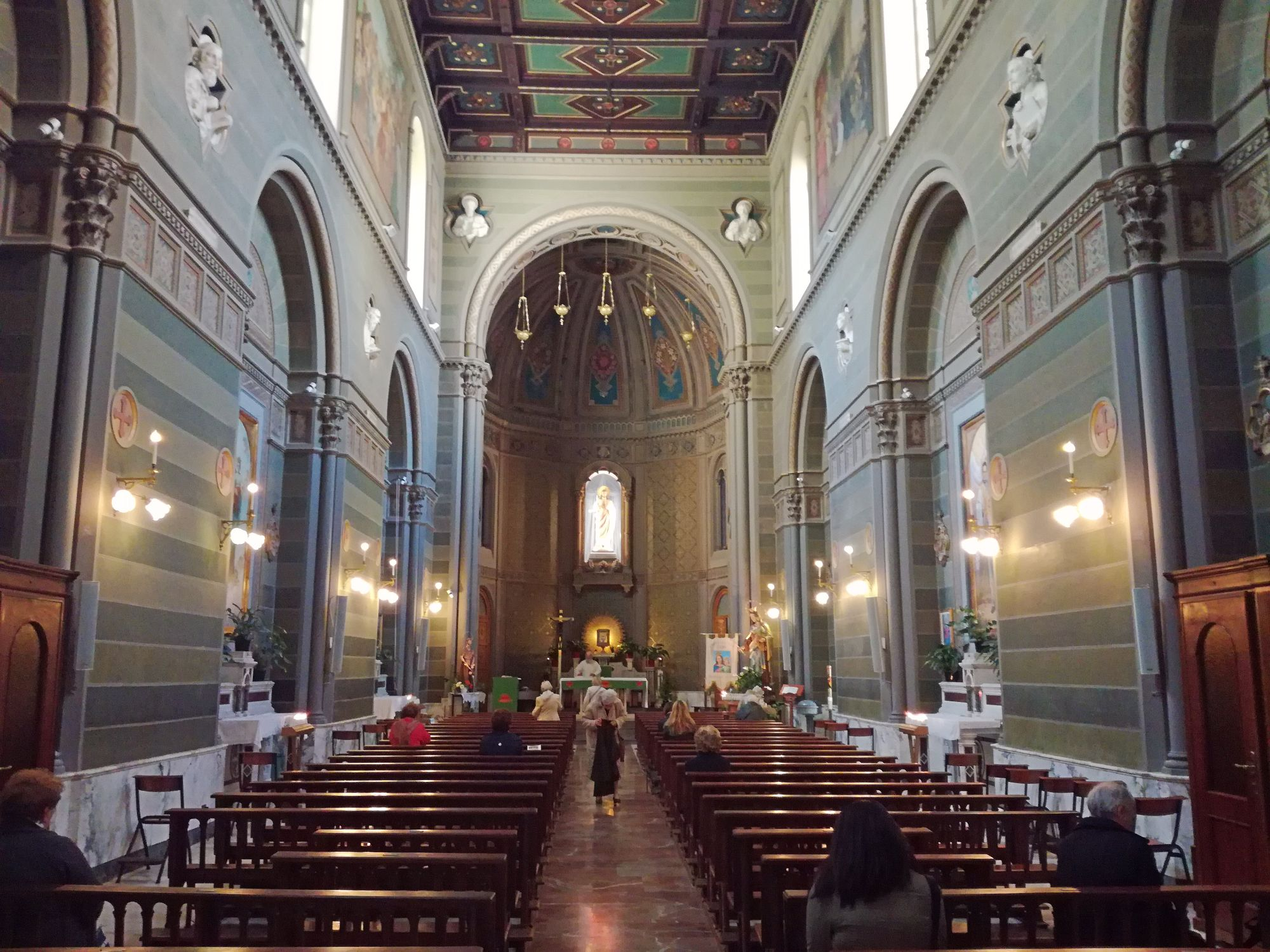
Chiesa del Sacro Cuore dei Salesiani

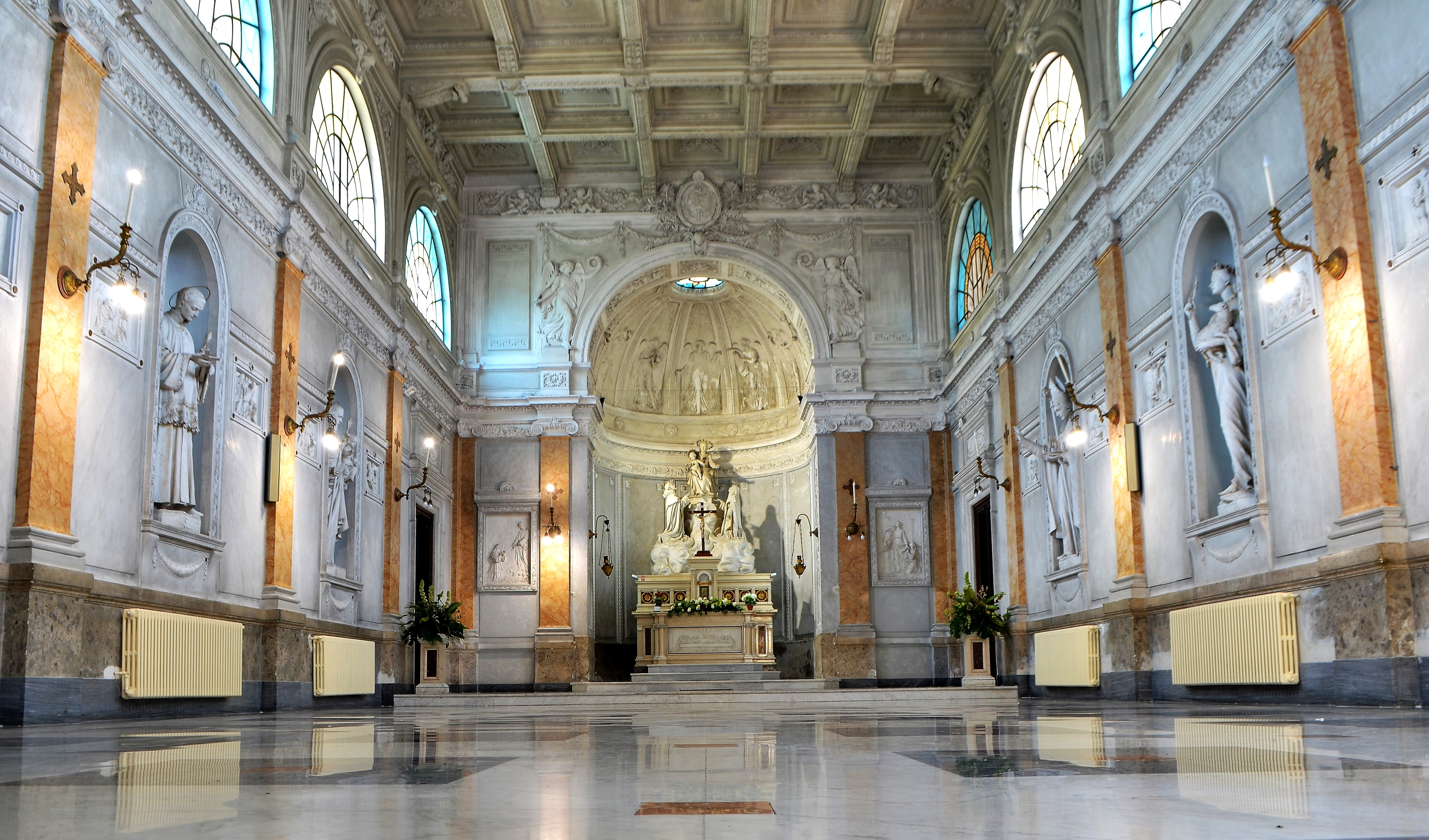
Chiesa della Villa Doria d'Angri

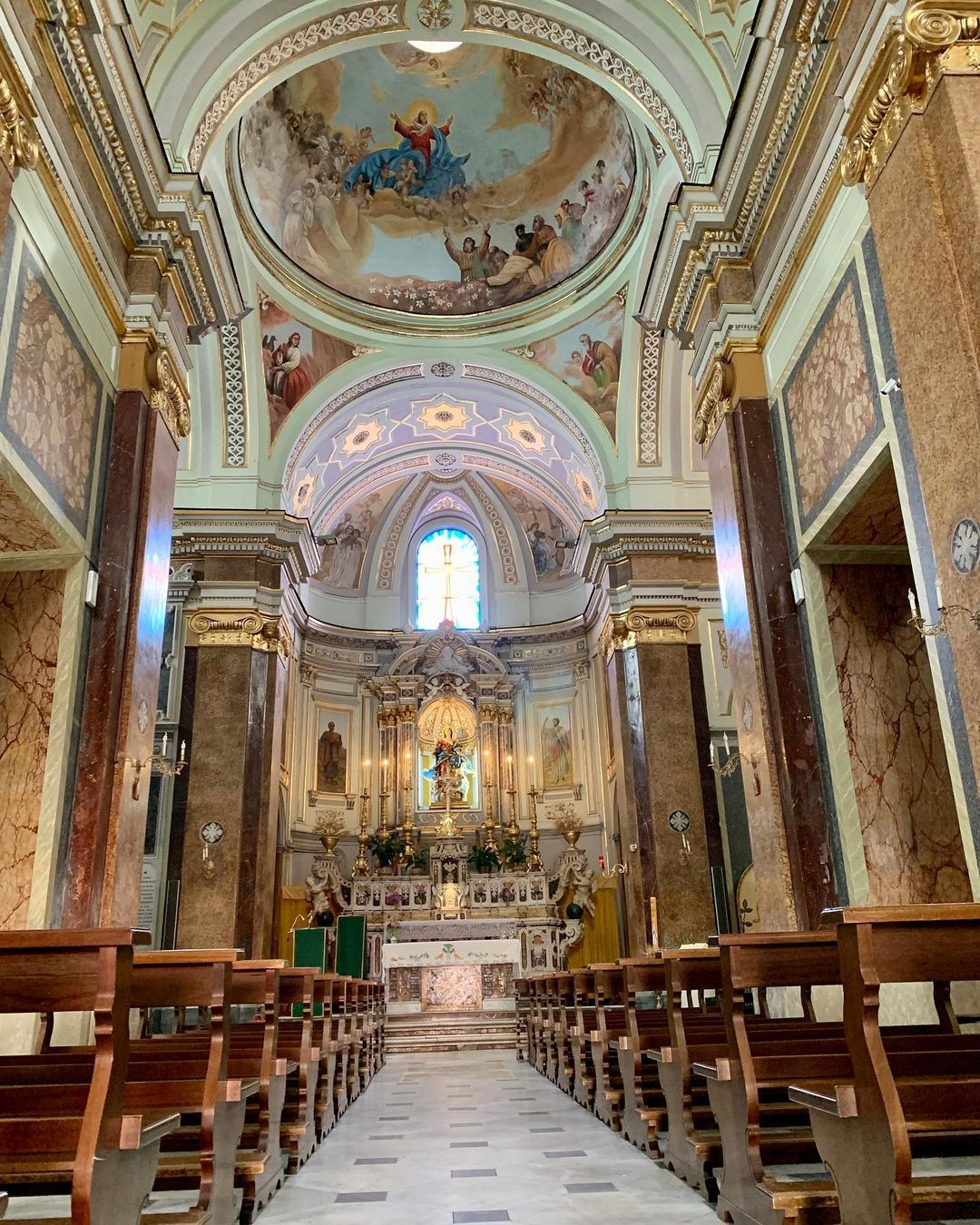
Chiesa di Maria Santissima Assunta in Cielo (Miano)

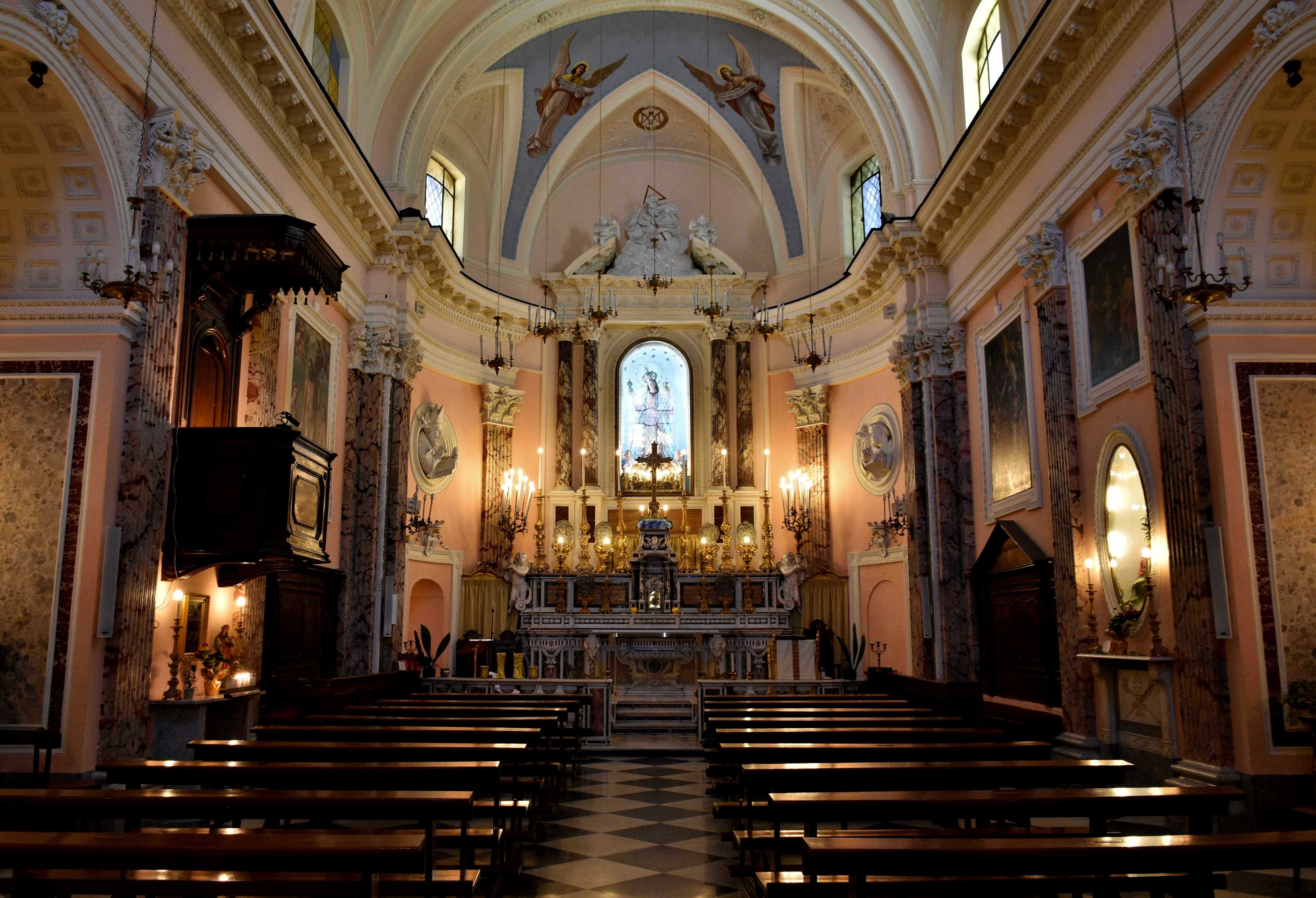
Chiesa della Confraternita di Santa Maria del Soccorso all'Arenella

- Cappella dell'Istituto Ernesto Menichini
- Cappella del Sacro Cuore Eucaristico di Gesù e Maria della Santissima Assunta (Masseria Romano, Pianura)
- Cappella della Madonna del Carmine (via Giandomenico d'Auria)
- Cappella della Masseria del Monaco a Secondigliano
- Cappella della Masseria Morabito a Ponticelli
- Cappella della Pietà (Piscinola) (via Acquarola di Piscinola)
- Cappella della Santissima Trinità (vico Case Ricciardi 92, Ponticelli)
- Cappella della Stella Mattutina
- Cappella della Villa Addeo
- Cappella della Villa Doria d'Angri (via Petrarca)
- Cappella del Palazzo de' Liguori a Marianella
- Cappella del Palazzo de Luna a Piscinola
- Cappella del Palazzo in via Giuseppe Cotronei n.4
- Cappella della Villa De Rosa al Petraio
- Cappella della Villa Barracco
- Cappella della Villa Gallo
- Cappella della Villa Garofalo
- Cappella della Villa Gigante
- Cappella della Villa Giordano Duchaliot (dedicata a San Francesco da Paola)
- Cappella della Villa Giulia
- Cappella della Villa Majo
- Cappella della Villa Manfredi
- Cappella del Palazzo Manzi (Posillipo)
- Cappella della Villa Montournel
- Cappella di Villa Paradiso
- Cappella di Villa Patrizi
- Cappella della Villa Regina
- Cappella della Villa Riario Sforza
- Cappella della Villa Ricciardi
- Cappella della Villa Rotondo
- Cappella della Villa Ruffo della Scaletta
- Cappella della Villa Salvo
- Cappella della Villa Spinelli di Scalea
- Cappella della Villa Visocchi
- Cappella della Villa Walpole
- Cappella di San Gennaro (Corso Secondigliano n.78)
- Cappella di Santa Maria Ausiliatrice
- Cappella di Santa Maria del Carmine a Miano (via Vittorio Emanuele III n.11)
- Cappella di Santa Maria Mater Dolorosissima (via Filippo Palizzi)
- Cappella di Santa Maria Porta Coeli e San Gennaro alle Due Porte
- Cappella di Santa Rosa a Villa Mastellone
- Cappella di Santa Valentina (via Angelo Camillo De Meis n.501, Ponticelli)[16]
- Cappella di Sant'Angelo a Villa Marfella
- Cappella di Sant'Aniello
- Cappella di Sant'Antonio da Padova (Ponticelli via Angelo Camillo de Meis[17])
- Cappella Falcon di Villa Maria (architettura neogotica, zona Capodichino)
- Cappella Fumaroli (Barra)
- Cappella Marsiglia (Arenella, via San Giacomo dei Capri)
- Cappella Posteraro (via Francesco Netti)
- Casa del Volto Santo
- Chiesa Copta di Napoli
- Chiesa dei Santi Cosma e Damiano a Secondigliano
- Chiesa dei Santi Giovanni e Paolo (Piazza Ottocalli)
- Chiesa dei Santi Pietro e Paolo
- Chiesa del Purgatorio al Cimitero dei colerosi
- Chiesa del Sacro Cuore dei Salesiani
- Chiesa del Sacro Cuore di Gesù (Napoli) (Parco delle Colline di Napoli, adiacenze Torre San Domenico)
- Chiesa dell'Arciconfraternita del Santissimo Rosario agli Ottocalli (via Santi Giovanni e Paolo)
- Chiesa dell'Arciconfraternita Estaurita del Santissimo Sacramento (p.zza Tafuri)
- Chiesa del Santissimo Salvatore (Napoli) (via del Salvatore, adiacenze p.zza Tafuri)
- Chiesa della Caserma di Cavalleria Borbonica
- Chiesa della Confraternita di Santa Maria del Soccorso all'Arenella
- Chiesa della Madonna del Carmine e San Pasquale Baylon a Bagnoli
- Chiesa della Madonna della Luce
- Chiesa della Madonna dell'Arco (via Santi Giovanni e Paolo)
- Chiesa della Madonna degli Agonizzanti (via Comunale Maranda, Ponticelli)
- Chiesa della Masseria Cinzia
- Chiesa della Santa Croce al borgo Orsolone
- Chiesa della Santissima Annunziata (Corso Novara n. 51)
- Chiesa della Santissima Trinità
- Chiesa dell'Addolorata a Secondigliano
- Chiesa dell'Addolorata alla Stadera (via Cupa Principe n.38)
- Chiesa dell'Addolorata alla Pigna
- Chiesa dell'Annunziata (Barra)
- Chiesa dell'Architiello
- Chiesa dell'Assunta in Cielo (via San Giacomo dei Capri)
- Chiesa dell'Assunta in Cielo (via Ferrante Imparato n.130)
- Chiesa dell'Immacolata all'Arenella (nell'omonima piazza)
- Chiesa dell'Immacolata a Capodichino
- Chiesa dell'Immacolata a Fuorigrotta
- Chiesa dell'Immacolata di Nazareth
- Chiesa dell'Immacolata a Nisida
- Chiesa dell'Immacolata e Sant'Anna al Vasto
- Chiesa dell' Immacolata, San Raffaele e San Giorgio Martire (Agnano, via Raffaele Ruggiero)
- Chiesa dell'Incoronata Madre di Consolazione (via Taverna del Ferro n.73)
- Chiesa di Santa Maria del Buon Consiglio al Vasto
- Chiesa di Santa Maria del Buon Cammino al Vasto
- Chiesa dell'Incoronata Madre della Consolazione (San Giovanni a Teduccio)
- Chiesa dell'Istituto del Sacro Cuore (Stadera)
- Chiesa dell'Istituto delle Suore Figlie della Carità (via Santa Luisa de Marillac n.10)
- Chiesa dell'Istituto delle Suore Figlie della Visitazione di Maria (Barra, Corso Buozzi)
- Chiesa dell'Istituto Ernesto Menichini (via Don Bosco n.8)
- Chiesa dell'Istituto di Sant'Elisabetta (via Nazionale delle Puglie, sul confine tra Casoria e Ponticelli)
- Chiesa delle Suore Veroline (Barra, via Ciccarelli 23)
- Chiesa di Cristo Re (Secondigliano)
- Chiesa di Maria Addolorata ai Camaldoli
- Chiesa di Maria Santissima Assunta in Cielo a Miano
- Chiesa di Maria Santissima del Buon Consiglio (via Girolamo Santacroce)
- Chiesa di Maria Santissima delle Grazie (Secondigliano, Piazza Zanardelli)
- Chiesa di Maria Santissima Desolata
- Chiesa di Maria Santissima Immacolata (Corso San Giovanni a Teduccio n.300)
- Chiesa di Maria Santissima di Caravaggio
- Chiesa di Nostra Signora di Lourdes (Calata Capodichino)
- Chiesa di Nostra Signora del Sacro Cuore (Arenella, via Vincenzo Scala n.25)
- Chiesa di Nostro Signore Gesù Cristo a (Scampia)
- Chiesa di San Carlo al Ponte (Secondigliano)
- Chiesa di San Carlo alle Brecce
- Chiesa di San Domenico (Barra)
- Chiesa di San Francesco d'Assisi al Vomero
- Chiesa di San Gennaro al Vomero
- Chiesa di San Gioacchino a Posillipo
- Chiesa di San Giorgio Martire
- Chiesa di San Giovanni Battista a Chiaiano
- Chiesa di San Giovanni Battista a Marianella
- Chiesa di San Giovanni Battista ai Camaldoli
- Chiesa di San Giovanni Bosco (Rione Amicizia)
- Chiesa di San Giovanni dei Fiorentini (in passato al Rione Carità poi demolita e ricostruita al Vomero)
- Chiesa di San Giuseppe al Rione Incis (Ponticelli)
- Chiesa di San Giuseppe e Madonna di Lourdes (San Giovanni a Teduccio)
- Chiesa di San Lorenzo Martire (via Tasso)
- Chiesa di San Luigi Gonzaga (Posillipo, via Petrarca n. 115)
- Chiesa di San Nicola di Bari (Chiaiano) (p.zza Romano)
- Chiesa di San Pietro a Patierno
- Chiesa di San Rocco a Piscinola
- Chiesa di San Rocco a Ponticelli
- Chiesa di San Vitale Martire
- Chiesa di Santa Caterina Volpicelli (o Ancelle del Sacro Cuore, via Principe di Napoli - Ponticelli)
- Chiesa di Santa Croce a Ponticelli (via Napoli n.116)
- Chiesa di Santa Croce a Bagnoli (via Ilioneo)
- Chiesa di Santa Francesca Cabrini (Mostra d'Oltremare)
- Chiesa di Santa Maria Auxilium Christianorum (via Felice Cavalotti)
- Chiesa di Santa Maria del Buon Consiglio a Confalone
- Chiesa di Santa Maria del Pianto
- Chiesa di Santa Maria del Pozzo
- Chiesa di Santa Maria del Soccorso a San Giovanni a Teduccio
- Chiesa di Santa Maria del Soccorso all'Arenella
- Chiesa di Santa Maria della Consolazione e della Buona Morte (Piazza Ottocalli)
- Chiesa di Santa Maria della Natività
- Chiesa di Santa Maria della Purità (San Pietro a Patierno)
- Chiesa di Santa Maria della Rotonda (via Pietro Castellino n.67)
- Chiesa di Santa Maria dell'Arco a Campegna
- Chiesa di Santa Maria dell'Arco a Ponticelli
- Chiesa di Santa Maria dell'Arco a Miano
- Chiesa di Santa Maria del Carmine a Poggioreale
- Chiesa di Santa Maria del Carmine a San Giovanni a Teduccio
- Chiesa di Santa Maria delle Grazie (Secondigliano, Piazza Secondigliano)
- Chiesa di Santa Maria delle Grazie (via Bernardo Quaranta n.13)
- Chiesa di Santa Maria delle Grazie alle due Porte
- Chiesa di Santa Maria delle Grazie (Cupa Angara) n. 43 (Posillipo)
- Chiesa di Santa Maria delle Grazie al Felaco (Barra, via Provinciale delle Brecce)
- Chiesa di Santa Maria delle Grazie al Moiariello (Cappella Cotugno - Capodimonte)
- Chiesa di Santa Maria delle Grazie a Porchiano (via Vicinale Porchiano, Ponticelli)
- Chiesa di Santa Maria delle Grazie al Purgatorio
- Chiesa di Santa Maria delle Grazie a San Pietro a Patierno (via Aquino)
- Chiesa di Santa Maria delle Grazie a Soccavo
- Chiesa di Santa Maria delle Grazie all'Ulivo (Barra)
- Chiesa di Santa Maria delle Grazie e Sant'Attanasio
- Chiesa di Santa Maria di Costantinopoli a Barra
- Chiesa di Santa Maria la Bruna di Lanciasino
- Chiesa di Santa Maria Materdomini a Bagnoli
- Chiesa di Santa Maria Solitaria e dei Santi Antonio e Isidoro
- Chiesa di Sant'Alfonso all'Arenaccia
- Chiesa di Sant'Alfonso a Marianella
- Chiesa di Sant' Alfonso Maria De Liguori e San Gerardo
- Chiesa di Sant'Anna a Bagnoli (via Eurialo)
- Chiesa di Sant'Anna all'Arenella
- Chiesa di Sant'Antonio Abate (Napoli, Pianura)
- Chiesa di Sant'Antonio di Padova a Carbonelli
- Chiesa di Sant'Attanasio e Santa Maria delle Grazie (via Sant'Attanasio n.64)
- Chiesa di Sant'Erasmo ai Granili
- Chiesa di Sant'Ignazio (via Masseria Grande, Pianura)
- Chiesa di Santo Stefano al Vomero
- Chiesa Divo Alphonso Dicata (via Ferrante Imparato, Ponticelli)
- Chiesa in Corso San Giovanni a Teduccio n. 92
- Chiesa in Salita Arenella n. 19/E
- Chiesa in Salita Mauro allo Scudillo n.14
- Chiesa in via Augusto Righi n. 2 (Agnano)
- Chiesa in via Bosco di Capodimonte n.46
- Chiesa in via Comunale Terzio (Barra)
- Chiesa in via Ferrara n.106
- Chiesa in via Principe di San Nicandro n.11 (San Giovanni a Teduccio)
- Chiesa in via Salvatore Aprea n.52 (San Giovanni a Teduccio)
- Chiesa madre del cimitero di Pianura
- Chiesa madre del cimitero di Secondigliano
- Chiesa madre di Poggioreale
- Chiesa madre di San Giovanni a Teduccio
- Chiesa nei pressi di via Guido della Valle (Ponticelli)
- Chiesa paleocristiana in via Manzoni (recente ritrovamento, fine anni 90)
- Chiesa Regina Paradisi
- Chiesa rurale dell'Addolorata (San Pietro a Patierno)
- Chiese nuove dei Camaldoli (XVIII secolo circa, ritrovamenti del 2005-06)
- Complesso dei Padri Vocazionisti (Posillipo)
- Complesso dell'Eremo dei Camaldoli
- Complesso delle Suore Vocazioniste (Pianura, Corso Duca d'Aosta n.22)
- Complesso di Santa Maria della Libera
- Complesso di Santa Teresa e Giuseppe (viale Tigli)
- Masseria dei Domenicani
- Monastero delle Teatine (via Bernardo Quaranta)
- Oratorio della Confraternita di San Francesco (adiacenze di Torre dei Franchi, parco delle Colline di Napoli)
- Ospizio dei Camaldolesi
- Piccola Pompei al Vomero
- Santuario di San Gennaro alla Solfatara (sito a Pozzuoli, ma di proprietà della città di Napoli)
- Tempio della Gaiola
- Chiesa Sant'Antonio da Padova (Chiaiano) a Santa Croce
- Chiesa di Santa Maria degli Angeli (Miano)
- Oratorio della Confraternita del Santissimo Rosario al Vomero
- Oratorio della Confraternita del Santissimo Sacramento (Miano)
- Oratorio della Confraternita del Santissimo Rosario (Miano)
- Oratorio della Confraternita di Sant'Anna in Ponticelli (adiacante alla Basilica di Santa Maria della Neve)
- Oratorio della Confraternita del Santissimo Rosario in Barra
- Oratorio della Confraternita del Santissimo Rosario (Ponticelli) (adiacente alla Basilica di Santa Maria della Neve)
- Cappella della Confraternita del Santissimo Rosario in Pianura (nel Palazzo Baronale)
- Oratorio della Confraternita dell'Assunta (annesso alla Chiesa dei Santi Cosma e Damiano a Secondigliano)
- Oratorio della Confraternita del Santissimo Sacramento (annesso alla Chiesa dei Santi Cosma e Damiano a Secondigliano
- Oratorio della Confraternita del Santissimo Rosario (Chiaiano)
- Cappella di Villa Mauri (Chiaiano)
- Oratorio della Confraternita di San Francesco d'Assisi (Soccavo)
- Oratorio della Confraternita dell'Ave Gratia Plena a San Giovanni a Teduccio
- Oratorio della Confraternita del Santissimo Rosario a San Giovanni a Teduccio (via Parrocchia)
- Cappella della Confraternita del Santissimo Rosario in San Pietro a Patierno
- Cappella della Confraternita di Santa Maria della Pietà a Marianella
- Cappella della Arciconfraternita di Santa Maria del Popolo agli Incurabili nel Cimitero delle 366 fosse
- Chiesa di Santa Maria Immacolata e Sant' Antonio da Padova (nota anche come Cappella dei principi Filangieri; è sita sul Corso Domenico Ricciardi al civico 167 nel quartiere di Ponticelli, al confine con il comune di Cercola).
- Cappella di San Nicola di Bari (Miano, vico della Croce)
- Cappella di Sant' Antonio a Secondigliano (via Duca degli Abruzzi n.29)
- Chiesa dell'Istituto Santa Caterina Volpicelli (Corso San Giovanni a Teduccio n.681)
- Chiesa di San Francesco Caracciolo
- Chiesa di Santa Maria di Fatima (via Cardinale Filomarino n.74)
- Chiesa del Santissimo Crocifisso e Santa Rita (Scipione Rovito n.25)
- Chiesa di Santa Maria del Rosario (via Traccia a Poggioreale n.570)
- Chiesa di San Giacomo degli Italiani (via Nuova Poggioreale n.165)
- Chiesa del Sacro Cuore di Gesù Frullone (via Marco Rocco di Torrepadula n.103)
- Chiesa del Sacro Cuore di Gesù a Barra (via Egidio Velotti n.20)
- Chiesa dell'Immacolata (via Madonnelle n.346)
- Chiesa di Santa Maria a Piazza (via Giovanni Antonio Campano n.88)
- Chiesa di Santa Teresa del Gesù Bambino (via Edoardo Nicolardi n.235)
- Chiesa di Santa Maria Antesaecula (Arenella, via Domenico Fontana n.113)
- Chiesa della Santissima Trinità (via Fontanelle al Trivio n.20)
- Chiesa dell'Istituto di Santa Filomena (viale Colli Aminei)
- Chiesa del Buon Pastore e di San Francesco da Paola (Fuorigrotta, via delle Regioni n.10)
- Chiesa della Casa del Fanciullo (Barra, Corso Sirena n.56D)
- Chiesa di Maria Santissima del Buon Rimedio a Scampia [18]

## Cimiteri e Catacombe
- Cimitero dei Colerosi di Barra
- Cimitero delle Fontanelle
- Cimitero delle 366 fosse
- Cimitero di Poggioreale
- Cimitero di Santa Maria del Pianto
- Cimitero di Secondigliano
- Cimitero di Miano
- Cimitero di Soccavo
- Cimitero di Pianura
- Cimitero di Ponticelli
- Cimitero di Barra
- Cimitero di San Giovanni a Teduccio
- Cimitero di Fuorigrotta
- Cimitero di Chiaiano
- Cimitero di Guerra del Commonwealth a Miano
- Cimitero di Guerra Francese[19]
- Cimitero acattolico di Santa Maria della Fede
- Catacombe di San Gennaro
- Catacombe di San Gaudioso
- Catacombe di San Pietro ad Aram
- Catacombe di San Severo
- Catacombe di Sant'Eframo Vecchio
- Ipogeo dei Cristallini